# アニメ版ポケットモンスターの登場人物
- - ポケットモンスター (アニメ) > アニメ版ポケットモンスターの登場人物
  - ポケットモンスターの登場人物 > アニメ版ポケットモンスターの登場人物

アニメ版ポケットモンスターの登場人物（アニメばんポケットモンスターのとうじょうじんぶつ）は、テレビ東京系列他にて放映されているアニメ『ポケットモンスター』シリーズに登場する架空のキャラクターの説明の一覧である。ここでは基本的にテレビアニメ第1シリーズ『無印』からテレビアニメ第7シリーズ『新無印』までのアニメシリーズの登場人物について記述する。
ポケモンそのものの概要については「ポケモン一覧」より各ポケモンの項目を、ゲーム版ポケットモンスターに登場するキャラクターは「ポケットモンスターの登場人物」を、2013年のアニメ特別番組については「ポケットモンスター THE ORIGIN」を、2023年から放送されているテレビアニメ第8シリーズの登場人物については「ポケットモンスター (2023年のアニメ)」を、劇場版各作品のゲストについては各作品の記事を参照。

## 凡例
登場時期に記載されている略号は以下の通り。
記載されている略号
以下のタイトル名の前に付与された数字（シリーズ番号）は、日本語オリジナル版を番組名の違い（リコとロイ編はひとシリーズとする）で数えた通称であり、他の言語版のシリーズ/シーズン番号とは異なる場合がある。
- 1.『ポケットモンスター（無印）』 - 《PM》（無印、平成無印、1997年版、第1シリーズ、平成版）：カントー地方編 - 《KT》、オレンジ諸島編 - 《OS》、ジョウト地方編 - 《JT》
- 2.『ポケットモンスター アドバンスジェネレーション』 - 《AG》：ホウエン地方編 - 《HT》、バトルフロンティア編 - 《BF》
- 3.『ポケットモンスター ダイヤモンド&パール』 - 《DP》
- 4.『ポケットモンスター ベストウイッシュ』 - 《BW》
  - シーズン1『ポケットモンスター ベストウイッシュ』 - 《BW》
  - シーズン2『ポケットモンスター ベストウイッシュ シーズン2』 - 《BW2》：エピソードN - 《BW2N》、デコロラアドベンチャー - 《DA》
- 5.『ポケットモンスター XY』 - 《XY》
  - シーズン1『ポケットモンスター XY』 - 《XY》
  - シーズン2『ポケットモンスター XY&Z』 - 《XY&Z》
- 6.『ポケットモンスター サン&ムーン』 - 《SM》
- 7.『ポケットモンスター（新無印）』 - 《PM2》（新無印、令和無印第1作、2019年版、第7シリーズ）
  - シーズン1『ポケットモンスター』 - 《PM2》
  - シーズン2『ポケットモンスター めざせポケモンマスター』 - 《MPM》
- 8.『ポケットモンスター（リコとロイ編）』 - 《LR》（リコとロイ編、令和無印第2作、2023年版、第8シリーズ）
  - シーズン1『ポケットモンスター リコとロイの旅立ち』 - 《LR1》
  - シーズン2『ポケットモンスター テラパゴスのかがやき』 - 《LR2》
  - シーズン3『ポケットモンスター テラスタルデビュー』 - 《LR3》
- 『ポケットモンスター サイドストーリー』 - 《SS》
- 『ポケットモンスター（劇場版）』 - 《MV》
- 『ポケットモンスター（OVA）』 - 《OA》（機内上映向け作品を含む場合がある）

## メインキャラクター
詳細はそれぞれの項目を参照。

### テレビアニメ第1シリーズから登場
サトシ
声 - 松本梨香、武田華（幼少期）
アニメ本編シリーズの主人公。マサラタウン出身。ポケモンマスターを目指す10歳の少年。

ピカチュウ
声 - 大谷育江
サトシが最初にもらったポケモンで1番のパートナー。

サトシのポケモン（カントー・オレンジ諸島編から）

サトシのポケモン（ジョウト編から）

サトシのポケモン（アドバンスジェネレーションから）

サトシのポケモン（ダイヤモンド&パールから）

サトシのポケモン（ベストウイッシュから）

サトシのポケモン（XYから）

サトシのポケモン（サン&ムーンから）

サトシのポケモン（テレビアニメ第7シリーズから）

カスミ
声 - 飯塚雅弓
PMのヒロインでレギュラーキャラクターの一人。ハナダシティ出身。サトシと共にカントー、オレンジ諸島、ジョウト地方を旅した10歳の少女。ハナダジムのジムリーダーを務めることになり、サトシと別れた。

タケシ
声 - うえだゆうじ
PMからDPまでの仲間（OSでは不在）でレギュラーキャラクターの一人。ニビシティ出身。ニビジムの元ジムリーダー。世界一のポケモンブリーダーを目指しサトシと共にカントー・ジョウト・ホウエン・シンオウ地方を旅した15歳の少年。ブリーダーから一転しポケモンドクターを志し、サトシと別れた。

ケンジ
声 - 関智一
OSの仲間でレギュラーキャラクターの一人。ポケモンウォッチャーの少年。アニメオリジナルキャラクターの一人。サトシと共にオレンジ諸島を旅をした。後にオーキド博士の助手になり、サトシと別れた。

ロケット団の三人組

ムサシ
声 - 林原めぐみ、平松晶子（代役)
ロケット団の女性団員。

コジロウ
声 - 三木眞一郎
ロケット団の男性団員。

ニャース
声 - 犬山イヌコ
ロケット団に所属するポケモン。人間の言葉を話すことができる。

### アドバンスジェネレーションから登場
ハルカ
声 - KAORI→鈴木カオリ
AGのヒロインでレギュラーキャラクターの一人。トウカシティ出身。ポケモンコーディネーターの10歳の少女。サトシと共にホウエン、カントー地方を旅した。他の地方のコンテストに挑戦するため、サトシと別れた。

マサト
声 - 山田ふしぎ
AGの仲間でレギュラーキャラクターの一人。ハルカの弟でトウカシティ出身。ポケモントレーナー志望の7歳の少年。サトシと共にホウエン、カントー地方を旅した。トレーナーになって一番にバトルをすることを約束して、サトシと別れた。

### ダイヤモンド&パールから登場
ヒカリ
声 - 豊口めぐみ
DPのヒロインでレギュラーキャラクターの一人。フタバタウン出身。ポケモンコーディネーターの10歳の少女。サトシと共にシンオウ地方を旅した。AGのハルカと同じく他の地方のコンテストに挑戦するため、サトシと別れた。

### ベストウイッシュから登場
アイリス
声 - 悠木碧
BWのヒロインでレギュラーキャラクターの一人。竜の里出身。イッシュ地方チャンピオン。ドラゴンマスターを目指すポケモントレーナーの少女。サトシと共にイッシュ地方、デコロラ諸島を旅した。ドラゴンマスターを目指し、ジョウト地方のイブキに会い、他の地方のドラゴンポケモンと出会うため、サトシと別れた。

デント
声 - 宮野真守
BWの仲間でレギュラーキャラクターの一人。サンヨウシティ出身。サンヨウシティのジムリーダー。ポケモンソムリエの少年。サトシと共にイッシュ地方、デコロラ諸島を旅した。世界一のポケモンソムリエを目指すことと釣り大会に参加するため、サトシと別れた。

### XYから登場
セレナ
声 - 牧口真幸
XYのヒロインでレギュラーキャラクターの一人。アサメタウン出身。ポケモンパフォーマーの少女。サトシとは幼少期に出会っており共にカロス地方を旅した。当初は毛先を絞んだロングヘアだったが、XY第60話で断髪し、衣装も変え、ショートヘアーに変更。もっと他の地方を旅をしたいことと、ヤシオの勧めからホウエン地方に行くことを決意し、サトシと別れた。サトシに対して恋愛感情を抱いているヒロイン。

シトロン
声 - 梶裕貴
XYの仲間でレギュラーキャラクターの一人。ミアレシティ出身。ミアレシティのジムリーダー。ポケモントレーナーの少年。サトシと共にカロス地方を旅した。ジムの運営と将来の夢のため、サトシと別れた。

ユリーカ
声 - 伊瀬茉莉也、かないみか（代役）
XYの仲間でレギュラーキャラクターの一人。シトロンの妹でミアレシティ出身。AG編のマサトのように10歳未満のため、ポケモンを持っていない。サトシと共にカロス地方を旅した。シトロンと共に将来の夢のため、サトシと別れた。

### サン&ムーンから登場
毎回全員が揃って登場するわけではなく、話の内容によって一部のキャラクターのみ登場することもあれば、セリフなしで一コマのみ登場したり、全く登場しないキャラクターや全員登場しない回もある。
第55話にて、エーテル財団からウルトラビーストと戦った貴重な存在ということで、サトシを含めた彼らはアローラに迷い込んだウルトラビーストたちを捕獲する「ウルトラガーディアンズ」という役割を与えられた。Zリングを持っていたのはSM編開始当初はカキのみだったが、第121話でマオがゲットした時点で全員が所持することになった。ポケモンリーグには全員出場する。
PM2の第2オープニングにてリーリエ以外の全員が登場しており、本編には第37話に再登場。第4オープニングにはリーリエも含めて登場している。

#### ポケモンスクールの生徒
リーリエ
声 - 真堂圭
登場時期：SM・PM2
手持ちポケモン：ロコン(シロン)♀（アローラの姿、声 - 上田麗奈）。ウルトラガーディアンズでのライドポケモンはチルタリス（声 - 藤村知可）。
SM編のヒロイン。字幕は青。サトシより前にポケモンスクールへ転校してきた少女。一人称は「わたくし」。背はサトシとほぼ同じくらい。ロケット団から「シャレオツ帽子のジャリガール」・「白ジャリガール」と呼ばれている。第49話から頑張る彼女を見たマオから「がんばリーリエ」と呼ばれるようになる。
ポケモンが目の前に来ると怖がったり驚いたりしてしまうので、まともに触れ合えない。幼い頃はポケモンと遊ぶのが大好きだったが、4年前にウルトラビースト（ウツロイド）に襲われ、間一髪でシルヴァディに助けられた。しかしその際にザオボーが自身の関与を隠蔽するために当時の記憶を消したことで、ウルトラビーストに襲われた恐怖の部分が中途半端に残ってしまったため、以降ポケモンに触れなくなった。しかし、「学びの対象として好き」と言うなど、決してポケモン自体が嫌いなわけではない。ポケモンに触れられないことを指摘されると「論理的結論としてその気になれば触れる」と否定するなど少し頑固なところがある。ポケモンの知識は豊富であり、ポケモンフーズもポケモンの好みごとに分けている。読書家で「本で読んだことがあります」が口癖。第29話では、キャンプに余分な荷物を持ってきたり、米を炊く量を間違えてしまうなど、世間知らずな面も描かれたが、大量に持ち合わせたゴールドスプレーのおかげで、唯一ネマシュからエネルギーを吸われずに済んだ。
ポケモンのタマゴも駄目だったが、SM第8話で克服した。第14話ではそのタマゴから孵ったロコンも苦手としていたが、ムサシたちから庇ってもらったことで互いに友情が芽生え、完全に克服した。第30話では一時的にサトシのピカチュウと一緒にいることになり、サトシとピカチュウみたいに少しでも絆を深めたいという思いから、ジェイムズとバトルをし勝利、ピカチュウにも触れられるようになる。その後もこれまでの経験を基に、徐々に他のポケモンとも触れ合うようになってきている。しかし、第48話にてグラジオのことを考え、それを読み取ったほしぐもがグラジオのところにテレポートさせてしまい、そこで対面したシルヴァディの姿を見て、トラウマが再発してしまい、再びポケモンに触れなくなってしまう。第49話では張本人であるザオボーに連れ去られるもシルヴァディに助けられた時の記憶が蘇り、完全に克服しポケモンに触れるようになった。
第50話にて再び出現したウツロイドに目の前で母が連れ去らわれてしまう。その後、第51話で服装を一新して、グラジオと共に母救出の手掛かりとしてポニ島の日輪の祭壇に向かう。道中、ぬしポケモンのジャラランガたちの妨害に合うが、シロンの連携とフェアリータイプに変化したシルヴァディによって突破する。
第80話ではホクラニ岳から帰る途中、氷の洞窟でバクガメスの爆発により、マーマネ・マオと共に仲間とはぐれてしまい、その途中特訓に励んでいるアローラサンドたちと出会い、彼らが大切にしている採掘場をバンギラスに乗っ取られていたため、取り戻そうとするサンドたちの奮闘に応えるべく、彼らのサポートに回り、バンギラスを追い払うことに成功した。そのお礼として、氷の石から進化したアローラサンドパンからコオリZを貰い、さらにデンヂムシが氷の石を見つけたため、マーマネからそれを受け取る。
自宅はかなりの豪邸。執事のジェイムズを始めとするスタッフが多数おり、中庭やバルコニーにポケモンが遊べる場所を設け、自身がポケモンに触れないかわりに遠くから観察できるようにしてある。
家族に母のルザミーネと兄のグラジオがいる。父のモーンは幼い頃、ウルトラホールの事故によって行方不明となっている様子。グラジオとは第27話で再会を果たすが、彼女が知る兄とは「別人みたい」と語り、一時は落ち込むが、サトシとジェイムズに励まされる。第44話では母のルザミーネと再会、母の溺愛ぶりに少々引き気味であり、自分の価値観を母に受け入れてくれないことに悩んでいるこの時ポケモンスクールへの入学は彼女自身の志願によるものだったが、ルザミーネはうろ覚えであったことが判明。お泊まり会の際には、また兄と共に一緒にいたいという気持ちがあることをバーネット博士に打ち明けている。第83話では、ザオボーの発明品のせいでサトシ、マーマネと同様、小さくなってしまった。
第105話でポニ島でポケモンの観察をしていたところを兄グラジオと再会。グラジオが父に会いたいと話した際、彼女は写真だけしか知らないが、母のルザミーネから父のことを聞くのが怖いと話している。第116話では父のZリングと動かなくなったマギアナを発見。Zリングを島キングのハラから仮免許として許可をもらい、マギアナを世話することになった。最終話（第146話）では父を探すため、ルザミーネ・グラジオと共に旅に出た。
SM第45話以降はナレーションが入らなくなった代わりに、前回までのあらすじを彼女の日記に書き記してから本編に入るパターンへと変わっている。55話でポケモンスクールに戻ってきた後は服装は元通りになり、第56話からは再びナレーションが入るようになった。髪型も元に戻ったが、ガーディアンズの制服着用時はポニーテールにしている。
アローラリーグでは予選を突破し、トーナメント戦で兄のグラジオと対戦するも敗退する。リーグ後は行方不明の父・モーンを探すため、ルザミーネやグラジオと共に旅に出ることを決意。サトシより先に旅立ち、スクールの皆、特にサトシに感謝の言葉を残して旅立って行った。
PM2の37話では未だに父を探していたため、スクールの生徒で唯一ゴウと対面していない。後の111話ではガラル地方のカンムリ雪原を来訪する。そこで父を発見し、ゴウとコハルを連れたサトシとも再会し、アローラに帰還した。
Zワザ発動時の掛け声は「天から静かに降り注ぐ雪…無数に煌めく氷の結晶！大地を覆う冷たきZよ！熱き我がソウルと共に今再び天へと昇れ！レイジングジオフリーズ！」。

カキ
声 - 石川界人、愛河里花子（幼少期）、武隈史子（幼少期・SM第107話）
登場時期：SM・PM2
手持ちポケモン：バクガメス（声 - 三宅健太）、リザードン（声 - 石塚運昇→櫻井トオル〈SM第106話以降〉）、ガラガラ（アローラの姿、 声 - 武隈史子）
SM編の仲間。ポケモンスクールの生徒である少年。一人称は「俺」だが、妹のホシと喋る時は「にいちゃん」。サトシのクラスメイトの中では最長身。
実家はアーカラ島で牧場を営んでおり、本人も配達などの手伝いをしている。両親と妹の四人暮らしで、祖父は数年前に他界している。将来の夢は島キングになること。
ポケモンスクールのメンバーの中で唯一大試練を突破し、Zリングを持っているためZワザ習得の過酷さを熟知しており、カプ・コケコにZリングをもらって浮かれていたサトシを叱責したが、サトシの口から改めて心構えを聞き、それ以降は彼の成長を見守ることに同意する。プライドの高い熱血漢だが、Zワザの扱い方やサトシの島巡りのサポートに渋々ながらも了承する、家の仕事やZワザに真摯に向き合うなどなど、根は真面目で面倒見が良い。料理も家庭的なものは作れる模様。その一方、妹のホシを溺愛するなどかなりのシスコンである。過去にスナバァに操られたことがあり、トラウマとなっている。飛行機が苦手だが、リザードンに乗って空を飛ぶのは平気である。ほのおタイプのポケモンが好きで、カントーに行く際、カントーに生息しているほのおポケモンに会うのを楽しみにしていた。
第34話では、アローラガラガラに奪われたヴェラの冠を取り返すことに専念していたためで勝負を焦ってしまったことが原因で、相手の行動を読まず敗北してしまう。しかし、サトシから励まされ、彼と特訓に入り再度ガラガラに挑戦、バクガメスが新たに覚えた「からをやぶる」の捨て身の戦法からのZ技で勝利し、冠を取り返す。第43話での特別課外授業でタケシのハガネールと対戦。お互い五分五分の実力を見せるが、長期戦はまずいと判断したカキがZ技で勝負をつけようとしたが、直後にタケシがハガネールをメガシンカさせ、切り札のZ技を耐えられてしまい、あと一歩及ばず、敗北する。第70話ではブルガンに牧場を売り払われかけるも、ガラガラとの友情を深め勝利する。しかし、それでもブルガンは自分の負けを認めようとせず、力ずくで牧場を売り払おうとするも、ジュンサーに逮捕され事なきを得た。
第107話ではカプ・レヒレとの試練でカプ・レヒレからヒコウZをもらった。
アローラリーグでは予選を突破し、トーナメント戦でアセロラと対戦。ほしがりラプーことゲンガーのトリッキーな技に圧倒されるが、逆転し勝利した。アローラリーグ2回戦でマーマネと対戦し勝利。準決勝でグラジオと対戦し敗れる。敗退後、グラジオをライバルと認めた。リーグ後はしまキングへの道の第一歩として、ライチの元で修行することを決める。
PM2ではゴウにどちらがサトシのライバルに相応しいかでバトルするも、結果はバトルは中断に終わったものの、ゴウにサトシを任せお互いに認め合った。
Zワザ発動時の掛け声は「俺の全身、全霊、全力！全てのZよ、（ここまで共通）」、「アーカラの山のごとく、熱き炎となって燃えよ！ダイナミックフルフレイム！」（ホノオZ）、「アーカラの大地を翔ける、熱き風となって飛べ！ファイナルダイブクラッシュ！」（ヒコウZ）。

マオ
声 - 上田麗奈
登場時期 : SM・PM2
手持ちポケモン：アマカジ→アママイコ→アマージョ（声 - 藤村知可）、シェイミ。ウルトラガーディアンズでのライドポケモンはフライゴン（声 - うえだゆうじ）。
SM編の仲間。ポケモンスクールの生徒である少女。一人称は「あたし」。サトシよりも若干背が高い。ロケット団から「緑ジャリガール」と呼ばれている。
実家はアイナ食堂を営んでおり、自身も料理を得意としているが、やまぶきのみつの代わりに10万ボルトを使うなど、若干適当な部分も見受けられる。家族に父親と兄がおり、兄はパートナーのベロリンガと共に料理修行の旅に出ている。スイレンとは幼馴染であるため「マオちゃん」と呼ばれているが、マオは「スイレン」と呼び捨てである。胸のポケットにはアママイコ型のクッキーを入れていて時々仲間に差し出すこともある。母は幼い頃に亡くなっている。
サトシや幼い頃のスイレンともすぐ仲良くなろうとする気さくで親しみやすい性格で、世話焼きな面もあるが、どこか少し抜けている（本人も自覚済み）。アローラ地方についてよく知らないサトシやポケモンに触れないリーリエを気遣う、サトシのサプライズ歓迎会を考えるなどクラスメイトのまとめ役になることも多い。夢は、アイナ食堂をアローラで一番の食堂にすることであり、父の料理を多くの人に食べさせたいと願っている。サトシと対面して以降、彼の入学を誰よりも喜んでおり、彼と行動を共にすることが比較的多い。リーリエに関してはポケモンと触れ合えるようにタマゴの預け役を任せる、店の手伝いがあっても彼女のために切り上げて様子を見に行く、その後の成長を褒める、シロンが生まれた直後はサトシと共にリーリエを尾行したりなど、積極的に気にかけている。
第121話では父からお使いを頼まれヤレユータンの店に行き、彼の手伝いをして、アイナ食堂をポケモンの客も来る店にするよう誓った。客として訪れたカプ・コケコから「クサZ」、ヤレユータンからZリングをもらった。Zリングは壊れていたが、その後ライチに直してもらった。
アローラリーグでは予選を突破し、トーナメント戦でスイレンと対戦。一度は戦意喪失になりかけたものの、立ち直り全力でバトルするも敗退。最終話（第146話）で旅立つ仲間を見送り、店を改装する最中に帰宅した兄・ウルと再会。その際に持っていたグラシデアの花によってスカイフォルムとなったシェイミと別れた。
PM2ではサトシとゴウに自分の料理を振る舞った。
Zワザ発動時の掛け声は「感じて…草木の芽吹きと森の息吹！ブルームシャインエクストラ！」。

スイレン
声 - 菊地瞳
登場時期：SM・PM2
手持ちポケモン：アシマリ→オシャマリ→アシレーヌ（声 - 愛河里花子〈アシマリ〉→清水理沙〈オシャマリ・アシレーヌ〉）、イーブイ（ナギサ、声 - 美波わかな）、ラプラス。ウルトラガーディアンズでのライドポケモンはハクリュー。
SM編の仲間。ポケモンスクールの生徒である少女。一人称は「私」。サトシよりも若干背が低い。ロケット団から「青ジャリガール」と呼ばれている。
漁師の娘で、両親とホウとスイという双子の妹がいる。服の下には胸元に魚のマークが描かれたスクール水着を着ている。マオとは幼馴染で、初めて会った当初は「アイナ食堂さん」と呼んでいた。
SMの主要登場キャラクターの中では、サトシと最初に出会った人物。その後も、サトシと行動する際はリーリエやマオと比べて一緒に行動することが多いため、「ボーイフレンド」や「デート」などと聞かれることが多く、その際は赤面しながら否定するのが恒例になっているが、満更ではない様子も見れる。また筋肉フェチな一面もあり、マッシブーンやロイヤルマスク、ガオガエン、メルメタルを初めてみた際にはクラスメートの中でも一番興奮していた。
釣りが大好きで、水ポケモンの知識も豊富でカントーに行った際、同じ水ポケモンが好きなカスミともすぐに馬が合い、仲良くなり、アローラ地方に帰って以降、文通をしており、第102話でサプライズとしてアローラに呼んだ。第28話でのポケベースではジャンピングキャッチをして地面に着地する前にアシマリにパスするというファインプレーを見せ、打席に立った際にはカキの剛速球を打ち返して場外ホームランを放った。また素潜りではサトシやカスミと同じくかなりの深さまで潜れ、サトシたちは転げ落ちたポケモンスクール裏の森の急坂を華麗に着地できる、カイオーガの暴走に巻き込まれて吹き飛ばされた際にも華麗に着地する、巨体を誇るヨワシ（むれたすがた）やカイオーガに釣竿を引かれても離さずに最終的には釣り上げるなど、クラスメートの中でも屈指の運動神経を誇る。
物静かで穏やかな性格で、大勢の人の前に出るのは苦手だが、時々「カイオーガが釣れる」などと冗談を言ったりとお茶目なところもあり、ポケもんだいで彼女が出題する際、必ず嘘から答えているが、たまに本当の答えを出している。色違いのジーランスを釣り上げたこともあるが、魚拓だったので色違いかどうかはわからなかった。また時折毒舌を吐いたり、鋭いツッコミを入れることもある。怒ると非常に怖い。強面なヨワシやギャラドスに果敢に立ち向かうなどカスミも認める度胸もある。
第32話での課外授業のムーランドの宝探しにおいて、乱暴なムーランドとともに宝探ししている中、最初は息が合わなかったものの、野生のダストダスに襲われたことがきっかけで徐々にふれあっていく中でZリングの原石を発見。ライチによって専用のZリングが制作され、続く第33話でぬしのヨワシとの釣りバトルでは、驚異の腕っ節で「ミズZ」を入手し、クラスで三人目のZ技使いとなる。しかし、バルーンの練習に励んでいたため、Z技が上手く出せなかったが、第40話で同じミズZを持つイアとそのパートナーのオシャマリに弟子入りし、特訓の末できるようになった。アシマリのバルーンの中に入って海の中のポケモンたちと触れ合うことを夢見ている。第106話のポニ島の自由研究で久しぶりに師匠のイアと再会するが、彼女がアローラから旅立つことを聞き、旅立つまでに二人で一緒に特訓をする。旅立ちの見送りの際にはイアから「アシレーヌZ」を受け取る。
アローラリーグでは予選を突破し、トーナメント戦でマオと対戦し、容赦ない攻撃で勝利。アローラリーグ第2回戦でグズマと対戦するも敗退。リーグ後はマナフィの魚拓を取ることを決め、父と共に船旅に出る。
PM2で再登場し、アローラスクールの生徒で最初にゴウと対面する。また、コハルのイーブイに9通りの道があると語った。
Zワザ発動時の掛け声は「届け、水平線の彼方まで！スーパーアクアトルネード！」（ミズZ）、「母なる海に抱かれて…響け、水平線の彼方まで！わだつみのシンフォニア！」（アシレーヌZ）。

マーマネ
声 - 武隈史子
登場時期：SM・PM2
手持ちポケモン：トゲデマル（声 - かないみか）、デンヂムシ→クワガノン（声 - 石塚運昇〈デンヂムシ〉〈第93話以降はライブラリ出演〉→うえだゆうじ〈クワガノン〉）、メタング（声 - 石塚運昇）
SM編の仲間。ポケモンスクールの生徒である少年。一人称は「僕」。かなり小柄で、サトシの半分くらいの背丈。両親と顔が瓜二つである。将来の夢は宇宙飛行士になること。
発明やプログラミングが好きで、発明品の性能も高い。高度なメカニックにも目がなく、ロトム図鑑と会う度ドライバー片手に「解析させて」と詰め寄り、ロトム図鑑が取り乱すのが恒例となっている。一方、太めの体型が災いして身体能力が低く、パンケーキレースでは第1競技で失格。さらに暗い所が苦手で寝るときはトゲデマルに照明になってもらっている。またスイーツも好きで、ショッピングモールやメレメレ島の美味しいお店は完璧に網羅している。また、非常にミーハーな部分があり、ダグレオのカツラやロイヤルマスクになりきるマスクを持っていたり、オルオル選手のサインを求めたり、サーラ選手に会った際は興奮した。口癖は「まっまーねー！」。でんきポケモン使いであるため、マオの作ったピカチュウの電撃入りシチューも平気で平らげた。同様にでんきタイプのポケモンを好む。第26話では両親から引っ越しと聞かされ、騒ぎを起こしたこともあった。しかし、実際はマーマネの勘違いで「自宅の修理が行われる1週間の間近所（3軒隣）に引っ越す」というものだった。もし、このことをサトシたちに言ったら絶交されるのではないかと心配していたが、サトシたちはお別れにならなくてよかったので一安心した。第83話では、ザオボーの発明品のせいでサトシ、リーリエ同様、小さくなってしまった。
第119話ではクワガノンレースに出場し優勝。優勝賞品の「ムシZ」、ハプウからZリングをもらった。第123話ではZワザを覚えるために特訓するが、持ち前の運動不足とクワガノンの息が合わずに使えなかった。その後、カキの作戦でシザリガーとバトルし、Zワザを完成させた。
アローラリーグでは予選を突破し、トーナメント戦でマツリカと対戦。当初は苦戦していたが、形勢逆転で勝利した。アローラリーグ第2回戦でカキと対戦し敗退。リーグ後は将来宇宙飛行士になることを決意し、マーレインと共に宇宙センターのあるトクサネシティへ旅立つ。
PM2でも宇宙飛行士の勉強を続けており、サトシとゴウのプロジェクトにも協力している。
Zワザ発動時の掛け声は「僕とのシステム…完全マッチ！全力プログラム、ラン！ぜったいほしょくかいてんざん！」。

#### その他のメインキャラクター
ククイ博士
声 - 中川慶一、藤村知可（幼少期）
登場時期 : SM・PM2
手持ちポケモン：ウォーグル、ニャビー→ニャヒート→ガオガエン（声 - 櫻井トオル）、ルカリオ（声 - 浪川大輔）、フシギバナ（声 - 三宅健太）、エンペルト
ポケモンスクールの男性教師。サトシたちのクラスの担任であり、彼の家にポケモンスクールに通うようになったサトシが居候している。ポケモンバトルが好きであり、時折ポケモンの技を会話に織り交ぜており、アローラ地方にもポケモンリーグを設立する意欲を見せた。料理は得意だが洗濯物は溜め込んでいる。当初はサトシから敬語で話されていたが、居候故に父親のような立場なので、その後は基本的にスクールでの講義中は除き、タメ口で話されている。ハラの元弟子で、スカル団のボス・グズマとはその頃から因縁がある。
第55話でバーネットにプロポーズし、その後スクールの面々やアローラの人々からサプライズの結婚式をプレゼントされる。
家にはイワンコがいたが、元々彼に懐いてついてきていただけでゲットされたわけではなかったらしく、その後第15話でサトシに託している。最終話（第146話）でサトシがカントーへ帰還する際、アローラでゲットしたサトシのポケモンたちを託される。
第125話では幼き日の5歳の姿が描かれた。
PM2では第37話にてポケモンスクールの生徒と共に再登場している。久々にアローラに訪れたサトシを出迎え、ゴウと初めて対面する。112話のバトルロイヤルではサトシのピカチュウを追い詰め、最後はZワザ同士のぶつかり合いとなった（勝敗は不明）。
ロイヤルマスク
バトルロイヤルのチャンピオン。開設以来20連勝中。サトシやポケモンスクールの生徒たち、バーネットには正体がククイ博士であることを隠しているが、ニャヒートには匂いで、ピカチュウには洗濯物にマスクを混ぜてしまったことで気付かれており、アクジキングにZワザを放った時の衝撃でマスクが破れサトシに正体を知られ、さらにポケモンスクールの生徒たちにまで知られてしまった。ザオボーには90話でククイ博士としてガオガエンをやむを得ず出したことで正体を知られた。マーレインは始めから正体を知っており、彼の影武者になろうとしたが、ロイヤルマスクの私物泥棒と誤解したザオボーとコジロウに監禁され、ザオボーに成り代わられてしまった。この時、観客たちはいつもとノリが違うことに疑問を感じていた。アローラリーグでは、当初リーグ優勝者と自身が対戦することを宣言していたが、会場に現れたアクジキングへのZワザの際にマスクが外れてしまいサトシや皆に正体を知られ、そのためククイとして対戦することになった。互いに引けを取らない激戦の末、敗れ去る。
Zワザ発動時の掛け声は'ハイパーダーククラッシャーの時は「燃え上がれ、ガオガエン！勝利の炎で、リングを焼き尽くせ！ハイパーダーククラッシャー！」だが、ダイナミックフルフレイムの時は「燃え上がれ、ガオガエン！最強の炎で、フィールドを焼き尽くせ！ダイナミックフルフレイム」になる。
ガオ
まだ幼き頃のククイ。セレビィによって過去に飛ばされたサトシによって命名されたあだ名。サトシを「ワザキング」と呼ぶ。子供扱いされるのが嫌いなのとバトル好きで負けず嫌いなのはサトシと共通している。自作のポケモン技図鑑を所持している。サトシとは最後までお互いの正体がわからなかった。なおハラはこの頃のククイを「クー坊」と呼んでいた。

ナリヤ・オーキド
声 - 石塚運昇（SM第1話 - SM第88話）→堀内賢雄（SM第93話 - ）
登場時期 : SM
手持ちポケモン：ネッコアラ（声 - 菊地瞳）、ロコン（声 - 愛河里花子）、ナッシー（アローラの姿）
ポケモンスクールの校長である男性。劇中では「オーキド校長」と呼ばれている。
オーキド博士の従兄弟で、顔つきはオーキド博士と瓜二つだが、髪型が異なり、日焼けしている。
会話の最後にポケモンの名前を入れた「ポケモンギャグ」が大好きで、その際顔芸など用いてポケモンの物真似も披露するが、周囲の反応はロトム図鑑を含むライチといった一部のキャラクターを除き冷ややか。卒業生でポケベースのエースだったオルオル（声 - 古谷徹）にも「ポケギャグ」を教えたことがある。アローラリーグにも参加したが、開会のパーティではアローラナッシーの着ぐるみを着ており、相変わらずポケギャグをかましていた。そして予選を突破し、トーナメント戦でハウと対戦し敗北。
本シリーズの内では珍しく、オーキド博士のことを「ユキナリ」と呼ぶ人物でもある。

ロトム図鑑
声 - 浪川大輔
登場時期：SM・PM2
SMにおけるサトシのサポート役兼ポケモン図鑑。ククイ博士が手渡しした図鑑にロトムが入り込んだことで誕生した。かなりの饒舌でムサシからは「おしゃべり図鑑」と呼ばれる。そのためのポケモンの説明のことになると時々テンションが上がってサトシを口パクに合わせることを忘れて早口になることもある。またピカチュウの10万ボルトを自ら浴びたり、ドデカバシのクチバシの温度を調べて火傷するなど体を張ったりもする。ポケモンでもあるため、リーリエは触ることができない。また、ニャースとは違いポケモンの通訳はできない。
出会ったポケモンの写真を撮ってデータを追加するほか、ポケモンの個体ごとの性格の違いからポケモンギャグに至るまで学習し、自身を度々アップデートする。釣りなどのポケモンと関係ない情報もある程度知っているが、一方で既存の情報に当てはまらない行動（サトシの友情ゲットなど）に驚くことが多い。
図鑑としてのプライドがあるためか、誰かがポケモンの解説を始めると割り込んで自分が解説することもある。口癖は「ロト〜」。
テレビドラマの『アローラ探偵ラキ』の探偵役、ラキを気に入っている。事件があった時はしばしばカツラを被り、ラキのセリフを真似することも多い。
また、機械に腕を触れると機能拡張としてその機械の能力を手に入れることができビデオカメラ機能やボイスサンプリング機能を入手している。第57話ではウォッシュロトム（声 - 三宅健太）と入れ替わってしまい、本体を探し回り結果的に休日中のクラスメートたちを驚かせ挙句はポケモンセンターの自動ドアに入り込んでしまったが、ピカチュウの電撃ショックで戻った。最終話（第146話）では図鑑としての才能を見込まれ、エーテルパラダイスで働くことになった。
PM2では第37話に再登場している。サトシと再会したが、同じくロトム図鑑のスマホロトムに「図鑑機能しか能がない」と言われた。

### テレビアニメ第7シリーズから登場
ゴウ
声 - 山下大輝、真堂圭（幼少期）
PM2のもう一人の主人公でレギュラーキャラクターの一人。クチバシティ出身である10歳の少年。アニメオリジナルキャラクターの一人。サトシと共にカントー〜ガラル地方を旅した。後にプロジェクト・ミュウの一員となり憧れているミュウを始め全てのポケモンをゲットするためにサトシと別れた。

ゴウのポケモン
ヒバニー→ラビフット→エースバーン
声 - 林原めぐみ

メッソン→ジメレオン→インテレオン　
声 - 千本木彩花（メッソン・ジメレオン）→坂田将吾（インテレオン）

サルノリ
声 - 武田華

その他のポケモン

コハル
声 - 花澤香菜
PM2のヒロインで準レギュラーキャラクターの一人。ゴウの幼なじみでサクラギ博士の娘である10歳の少女。アニメオリジナルキャラクターの一人。49話からポケモントレーナーになった。サトシ、ゴウと共に様々な地方を旅した。自らの夢のためにサトシ、ゴウと別れた。

コハルのポケモン
イーブイ
声 - 真堂圭

サクラギ博士
声 - 中村悠一、喜多村英梨（幼少期）
カントー地方のクチバシティに新設されたポケモン研究所の所長を務める研究家で、コハルの父。PM2のレギュラーキャラクターの一人でアニメオリジナルキャラクター。

サクラギ博士のポケモン
ワンパチ
声 - 犬山イヌコ

## ライバルキャラクター

### サトシのライバル

#### テレビアニメ第1シリーズから登場
劇中で姿は見せていないが、サトシとシゲルの他にマサラタウンから旅立った二人のトレーナーがフシギダネとヒトカゲのどちらかを所持していることになる。PM第4話ではサムライの回想シーンでカイロスを倒した他、第7話でもハナダジムを訪れバッジをゲットしていたことがカスミの姉たちにより語られた。その後、第25話でオーキドとの会話によるとヤマブキシティを抜けたことを知るが、第67話でサトシたちが研究所を訪れた際にオーキドからは行き詰っているようであることが語られている。タケシによると一人は「何をするのも素早い奴」、もう一人は「何から何まで慎重な奴」とのことである（小説版より）。
オーキド・シゲル
声 - 小林優子
サトシの幼馴染であり、『無印』におけるライバル。オーキド博士の孫。

ヒロシ
声 - 高山みなみ
登場時期：KT・JT・SS・PM2
手持ちポケモン：ピカチュウ（声 - こおろぎさとみ）、ヒトカゲ→リザード（声  - 上田祐司）、バタフリー（声  - 愛河里花子）、サナギラス（声  - 小西克幸）、スバメ（声 - 西村ちなみ）
セキエイ大会に登場した少年トレーナー。一人称は「ぼく」。
サトシとよく似た風貌をしており、所有ポケモンの多くが共通している。落ち着いた言動が目立つものの、時に熱くなりやすい面もある。推理力に優れており、サイドストーリーでその才能を発揮している。
セキエイ大会が始まった直後、サトシと共闘してロケット団を撃退。奪われたモンスターボールを取り戻し、それから交友を重ねていく。トレーナーとしての実力は申し分なく、セキエイ大会ではほぼストレート勝ちで勝ち上がってきた。
第5回戦でサトシに勝利する（正確にはロケット団による邪魔で試合が遅れ、体力を消耗していたピジョンが使えずサトシのリザードンが言うことを聞かなかったことによる不戦勝）が、次の試合で敗北する。
ジョウト地方のうずまき諸島で謎のポケモンを調査していた時にサトシと再会し、ロケット団に捕獲されたルギア親子をサトシたちと協力して救出する。
手持ちのポケモンは全てニックネームをつけており、モンスターボールからポケモンを出す際の掛け声は「○○、君の出番だ」。モンスターボールには印をつけ、ポケモンを区別できるようにしている。また、サトシがカントー編とオレンジ諸島編で使ったポケモン図鑑と同じものをバージョンアップして使い続けているようで、そのポケモン図鑑でボーマンダを調べたこともある。
PM2ではマスターズトーナメントの、ワタルVSカルネの試合をテレビで観戦していた。
PMのOP「めざせポケモンマスター」にはワンシーンだが2度出演しており、OP「ライバル!」ではサトシとバトルしており、セキエイ大会のシーンを再現している。

コーム
声 - 緑川光
登場時期：KT
手持ちポケモン：ナッシー（声 - 林原めぐみ）、シードラ、ゴルバット（声 - 三木眞一郎）、ポッポ
セキエイ大会の第1回戦に登場した青年トレーナー。ジャグラーを兼任しており、派手なパフォーマンスを好む（ロケット団からは「芸人じゃないのか？」と疑われた）。意外とファンが多いらしく、キザな性格でロケット団のインタビューやサトシとの握手を拒んだ。サトシとは1回戦で戦うも1体も倒せぬまま敗れる。PMのOP「ライバル!」のワンシーンにも登場している。

セイジ
声 - 伊藤健太郎
登場時期：KT
手持ちポケモン：パルシェン、ウインディ（声 - 小西克幸）
セキエイ大会の第2回戦に登場した少年トレーナー。サトシ同様、バトル中は熱くなる性格。

カオルコ
声 - 日髙のり子
登場時期：KT
手持ちポケモン：スピアー（声 - 大谷育江）、ストライク（声 - 小西克幸）、マダツボミ（声 - 小桜エツコ）
セキエイ大会の第4回に登場した女性トレーナー。和装をした大和撫子のお嬢様。試合時、応援団を引き連れてレッドカーペットを敷き、桜吹雪を舞わせている。お淑やかな容貌だが、バトル時は高飛車かつ攻撃的な戦法を取る。最後に繰り出したマダツボミでフシギダネ、ピカチュウを倒すもサトシが最後に出したベトベトンに敗れた。コーム同様PMのOP「ライバル!」のワンシーンにも登場している。

ハヅキ
声 - 鳥海勝美
登場時期：JT
手持ちポケモン：バシャーモ（声 - 小西克幸）、ニューラ（声 - 池田千草）、ミルタンク、カクレオン（声 - 愛河里花子）、スリーパー（声 - 石塚運昇）、ハガネール（声 - 石塚運昇）、ヘルガー（声 - 坂口候一）
ミシロタウン出身の青年トレーナー。放送当時に流行していたベッカムヘアーが特徴。サトシがホウエン地方を旅するきっかけとなった人物。各地を旅し様々な経験をすることで自分自身を鍛えている。サトシとはジョウトリーグ開幕直前に聖火の祠を縄張りとしていたニューラの件で出会い、ジョウトリーグ・シロガネ山大会決勝トーナメント第2回戦でサトシと戦い勝利するが、サトシとの戦いの影響でエースのバシャーモが戦えない状態だったため、次戦で敗れる。その後、セキエイ高原へと旅立つ。
最終回（第158話〈第276話〉）でもホウエン地方（ミシロタウン）に向かう際の船でサトシの台詞でのみ登場。
劇中で会話するシーンは無いが、オダマキ博士とは知り合いである。彼との出会いがサトシがホウエン地方に行くきっかけになった他、この一戦を見ていたマサトがサトシを知るきっかけにもなった。

モエ
声 - 前田このみ
登場時期：JT
手持ちポケモン：ロコン、マグマッグ→マグカルゴ（声 - 三木眞一郎）、エレブー（声 - 石塚運昇）、マグマラシ（声 - 上田祐司）、スターミー
チョウジタウン出身の少女トレーナー。一人称は「うち」。常に関西弁で話す。
ジョウトリーグ出場した際、予選リーグでサトシと同じブロックになる。当初はサトシに対してライバル心をむき出しにしていたが、パートナーのロコンをロケット団に奪われ追いかける途中で坂から転げ落ちてしまった時に助けられたことで好意を持つようになる。
その後のサトシとのバトルでは追い詰めるも敗北。続くジュンイチには勝利し、サトシはジュンイチと引き分けても決勝トーナメントに進めることとなった。自身の敗退後もサトシの応援のためにしばらく残っていた。
ほのおタイプ使いで自身も熱い性格であるが、ほのおタイプの弱点であるみずタイプやじめんタイプに対応したポケモンも所持するなどの判断力も持つ。
ジュンイチ
声 - 阪口大助

#### アドバンスジェネレーションから登場
カエデ
声 - 沢海陽子
登場時期：HT・PM2
手持ちポケモン：モルフォン（声 - 西村ちなみ）、ゴルダック、ダグトリオ（声 - 佐藤智恵）、ムウマ（声 - 西村ちなみ）、ハッサム、トドゼルガ（声 - 坂口候一）
ホウエンリーグに登場した女性トレーナー。決勝トーナメント第1回戦におけるサトシの対戦相手。
かなりの美人（タケシのお墨付き）だが、男勝りな性格で軍人口調。補助技を駆使した変則的なバトルスタイルでサトシを苦戦させたが、最終的に敗れる。
PM2ではマスターズトーナメントのサトシvsダイゴ戦をテレビで観戦していた。

マサムネ
声 - 野沢雅子
登場時期：HT・PM2
手持ちポケモン：ダンバル→メタング（声 - 小西克幸）、キリンリキ（声 - 林原めぐみ）、ガーディ（声 - 三木眞一郎）、ラグラージ（声 - 石塚運昇）、ハガネール（声 - 坂口候一）、グライガー（声 - 坂口候一）
シダケタウン出身のポケモントレーナー。サトシのホウエンリーグにおけるライバルで、古風な衣服といなかっぺ口調が特徴の少年。モンスターボールからポケモンを出す時の台詞は「○○見参!!」。
とある島でサトシと出会って以来何かと張り合うようになったが、最後はお互いの力を認め、友情が生まれた。サトシがなんでもかんでも根性重視なら、マサムネはなんでもかんでも気合重視である。サトシとのフルバトルでは、サトシの「ど根性」に対し、「本気の気合」を見せている。
サイユウ大会では苦戦しつつも予選も勝ち抜き、決勝トーナメント第2回戦でサトシと対戦した。前半はサトシに対する友情と勝利の狭間で苦しみ、ほとんど何もできずに2体を失ってしまう。その後、サトシの言葉と自分の何もできずに倒れたポケモンたちを見て「気合」を取り戻したことで優勢に巻き返し、最終的に僅差で敗れた。
PM2では後ろ姿での登場。マスターズトーナメントのサトシvsダイゴ戦をテレビで観戦していた。

テツヤ
声 - 野島健児
登場時期：HT・PM2
手持ちポケモン：ニャース（声 - 高戸靖広）、ジュカイン（声 - 阪口大助）、ダーテング（声 - 石塚運昇）、ハリテヤマ（声 - 小西克幸）、ドンファン（声 - 三木眞一郎）、メタグロス（声 - 石塚運昇〈ロケット団戦のみ〉→坂口候一〈サトシ戦のみ〉）
キンセツシティ出身のポケモントレーナー。新しい街に来た際はその街の有名飲食店を訪れており、ハルカと同じグルメ派である。サイユウシティでサトシたちと出会い、聖火ランナーを務めた。ホウエンリーグ・サイユウ大会において、サトシと決勝トーナメント第3回戦で戦い僅差で勝利し、そのまま優勝する。
PM2ではマスターズトーナメントのサトシvsダイゴ戦をテレビで観戦していた。

#### ダイヤモンド&パールから登場
シンジ
声 - 古島清孝
DPから登場したサトシのライバル。

ジュン
声 - 鈴木達央
DPから登場したサトシのライバル。

ナオシ
声 - 中井和哉
登場時期：DP・MV
手持ちポケモン：スボミー→ロゼリア→ロズレイド（声 - 川上とも子〈スボミー・ロゼリア〉→雪野五月〈ロズレイド〉）、キマワリ、コロトック（声 - 小西克幸）、チルタリス、コロボーシ、ミミロップ、アーマルド（声 - 石塚運昇）
ポケモン吟遊詩人の青年。ポケモンの世界を詠うために旅をしており、ミュウをかたどったハープを持つ。ロケット団からも「吟遊詩人」と呼ばれている。吟遊詩人だけあってか使用するポケモンは歌の技を持つのが多く、主にむしタイプとくさタイプのポケモンを使用し、ポケモンコンテストでも音楽を主にして魅せている。
穏やかで落ち着いた性格で、誰に対しても丁寧な言葉遣いで話し、濡れ衣を着せられたときも取り乱すことがない。また、諍いは好まず、サトシとヒカリが喧嘩をしていた際には心を落ち着かせるよう諭していた。
トレーナーとコーディネーターのどちらを極めるか迷っていたが、サトシたちと出会ったことで両方を極めることを決意する。サトシが1度は敗れたナタネに勝つなどトレーナーとしての実力は高く、コーディネーターとしての実力もノゾミに勝利するほど。コンテストリボンを5つゲットしてグランドフェスティバルに出場したうえ、ジムバッジも8つゲットし、シンオウリーグにも出場。ヒカリ、サトシ両方のライバルであるといえる。
グランドフェスティバルではセミファイナルでノゾミと対戦し、大接戦の末に僅差で敗退した。
シンオウリーグでは第1回戦でサトシと対戦し、激戦の末僅差で敗退する。その後サトシ・ヒカリとの再戦を約束し、再び修行の旅に出た。
劇場版『幻影の覇者 ゾロアーク』ではコロトックと共にエンディングで1コマ登場する。

コウヘイ
声 - 三戸耕三
登場時期：DP・MV
手持ちポケモン：ヤドキング（声 - 小西克幸）、ボスゴドラ、ヘラクロス（声 - 小西克幸）、ツボツボ（声 - 大谷育江）、ベロベルト（声 - 石塚運昇）、ヨノワール（声 - 三宅健太）
ポケモントレーナーの少年。一人称は「僕」。ポケモンバトルの解説役を務めたり、「勝てるポケモンバトルの方程式」を語るなどポケモンに関する知識は豊富。しかし自分の予想外の事態には対処できず慌てることもある。メガネを時折光らせたり、不気味な笑い方をするなど多少怪しい言動が多い。シンオウリーグにて「この大会で優勝する予定のトレーナー」と話すなど自信家。運動は苦手らしい。手持ちのポケモンは素早さの遅いトリッキーな技を使うポケモンが多く、サトシたちのポケモンを圧倒させるほど。
ヨスガシティにて開催されたタッグバトル大会で初登場。ヒカリとペアを組み、決勝でシンジとサトシのタッグを追い詰めるが、エレキッドが進化したことで敗退し準優勝となった。タッグバトル大会終了後、サトシにトバリジムに行くことを勧めた。
ナナカマド博士の開催したポケモンサマースクールにも参加。タッグバトル大会でパートナーだったヒカリの実力を認めて付きまとっていた。一時は、ポケモントライアスロンで大逆転を果たしたムサシの実力を認め付きまとう面も見せた。
シンオウリーグでは第3回戦でサトシとバトルする。ツボツボとベロベルトでサトシのポケモンたちのスピードを見切り、素早さの低いヨノワールの「トリックルーム」でヨルノズクとドンファンを立て続けに倒すも、フカマルの予想外の変則的な戦い方の前に敗北した。
劇場版『幻影の覇者 ゾロアーク』ではケンゴと共にエンディングで1コマ登場する。

タクト
声 - 高橋広樹
登場時期：DP
手持ちポケモン：ダークライ（声 - 三宅健太）、ラティオス
ポケモントレーナーの青年。長髪で右目を隠している強面な外見とは裏腹に、物腰は丁寧である。シンオウ地方の全てのジムリーダーをダークライ一体で下し、シンオウリーグ・スズラン大会に出場した。スズラン大会においてもその圧倒的な強さで準決勝までダークライ一体で勝ち進み、サトシとの準決勝に挑む。
サトシとのバトルで今大会初めてダークライを失うも、続いてラティオスを投入。圧倒的な強さを見せつけ、相打ちながらもサトシの残りポケモン全てを下した。なお、バトル終了後はサトシに「君のような奴は初めてだ」とサトシを認める発言をしている。その後の決勝ではダークライ一体のみで優勝し、これまでのライバルトレーナーとは一線を画す強さを見せつけた。なお決勝戦では6体所持していなければ出場できないため、他にも4体所持していることになる。

#### ベストウイッシュから登場
シューティー
声 - 渡辺明乃
登場時期：BW・MV・PM2
手持ちポケモン：ツタージャ→ジャノビー→ジャローダ（声 - 三木眞一郎〈ツタージャ〉→古島清孝〈ジャノビー・ジャローダ〉）、ハトーボー（声 - 石塚運昇）、プルリル（声 - 福圓美里）ランプラー（声 - 三木眞一郎）バニプッチ（声 - 藤村知可）ドッコラー→ドテッコツ→ローブシン（声 - 三宅健太〈ドッコラー・ドテッコツ〉→佐藤健輔〈ローブシン〉）
カノコタウン出身のポケモントレーナー。金髪とグレーの瞳が特徴。勝気な性格の少年で、度々サトシに対して尊大な態度をとる。几帳面な面もあり、デジカメで初めて見るポケモンや旅の記録を写真に残している。一人称は「僕」で、「基本だろ」「基本からやり直したほうがいい」が口癖。基本的にサトシのことは「キミ」と呼んでいるが、たまに名前で呼んでいる。
サトシとは意見が合わず、仲良くしようとするサトシに対し気に入らない態度で返している。ヒウンシティでのフシデの暴走の際もサトシたちの考えと相容れず強行な姿勢を見せるなど、自分勝手な面も見受けられるが、最終的にはサトシたちに協力している。またサトシのことを嫌っているわけではなく、最初はサトシのバトルの申し出を断るが最終的にはそれを受けたり、サトシにミジュマルのアクアジェットのコントロールがうまくいかない理由を示し、ズルッグが新たに覚えた「きあいだま」のコントロールが不安定なことも指摘している。また、サトシのピカチュウとツタージャの実力は認めており、サトシと触れ合う内に徐々に彼に対する考えを改めつつある様子である。ジムリーダーであるデントやチャンピオンには敬語を使い話しているが、ベルとの対戦が決まった際は「準備運動に丁度いい」、シロナに対して「アデクさんの次はあなたを倒させてもらいます」と自信満々に発言するなど、他のトレーナーを見下しているともとれる言動が多く見られる。イッシュリーグにおいては、ジュニアカップでのアデクの言葉に感じる物があったのか、サトシたちへの態度は軟化しており、笑顔で挨拶を返し激励の言葉をかけるなど、好意的な態度を取るようになった。
幼い頃にチャンピオンのアデクと祭りで出会い、彼に憧れ勝負することをその時から目標としていた。そのため実力のあるトレーナーとのポケモンバトルを望んでおり、イッシュリーグ出場、最終目標としてチャンピオンリーグを目指している。「トレーナーの強さはポケモンバトルが強いことが全て」だと考えているが、再会したアデクの態度や自身の考えを否定されたことで、激しい敵愾心を抱くようになった。それ以降、アデクを倒すことで自分の正しさを証明しようと考えるようになるが、ジュニアカップではアデクに完敗。バトル後、自分のバトルについて何が足りなかったのか、何が間違っていたのかをアデクに尋ねるが、「間違いも不足していることも無い」「勝敗も強さも弱さもトレーナーとポケモンが決めることで、そこには答えなど無い」と諭される。そして旅立ってから今までの経験が現在の自分の強さであることと、ポケモンとの信頼関係が時には勝利より大切であることを説かれ、アデクへの態度は軟化。「ポケモンが好きか」「パートナーの想いに応えられているか」という質問には自分なりの答えを返答し、改めてアデクとの再戦を約束した。
ポケモンの特徴や能力を調べ上げ、それらを生かした論理的なバトルスタイルを持つ。反面、ベルのように型破りな相手には弱く、予想外の展開になると何もできなくなる傾向があるが、同じ手への対抗策を身に付ける順応能力も持つ。口癖通り基本を重視した戦法を主軸としているが、ポケモンワールドトーナメントジュニアカップでは相性が不利な相手に対して、相性の差をレベル差で埋め大技で一気に圧倒する戦法も使用するようになった。
BW第1話でのサトシとバトルでは、ピカチュウが電気技が全く使えない状態のハンデがある状態であったとは言え、貰ったばかりのツタージャで破っている。第10話における再戦でも5vs5の中の三体でサトシに勝利している。
ドンバトルでは第1回戦でデントと対戦するも敗退した。敗退後はすぐに町を出ており、ドンナマイトでも第1回戦でベルに敗北し、すぐに町を出て行った。その際サトシに呼び止められるも、「他人のバトルを見ても自分のポケモンが強くなるわけがない」と、自分以外のバトルに関心および興味がない素振りを見せており、他人のポケモンの戦法を真似るようなことなどは一切しない。イッシュリーグでは予備選でサトシを相手に戦うも、初めて敗北を喫した。試合後は「アデクさんに勝利するためにも、もっともっと強くなる」とサトシに語り、彼に「お互い頑張ろうな」と励まされ握手を交わし再び旅立った。
PM2ではアデク、ベル、ケニヤン、ラングレーと共にアイリスVSシロナのバトルを見ていた。
DAのエンディングではジャローダをパートナーにデジカメで写真を撮っている。劇場版『神速のゲノセクト ミュウツー覚醒』ではエンディングで1コマ登場する。

ベル
声 - 伊藤静
登場時期：BW・MV・PM2
手持ちポケモン：（ポカブ→）チャオブー→エンブオー（声 - 渡辺明乃〈チャオブー〉→佐藤健輔〈エンブオー〉）チラーミィ（声 - 相沢舞）、カブルモ→シュバルゴ（声 - 西村ちなみ〈カブルモ〉→三宅健太〈シュバルゴ〉）
カノコタウン出身のポケモントレーナー。BW第13話で初登場。一人称は「私」。サトシやデントを「君」付け、アイリスを「ちゃん」付けで呼ぶ。
性格は明るく前向きで、若干天然ボケな一面もある。また良くも悪くもマイペースであり、他人のポケモンに勝手に指示（それもそのポケモンが使えない技）を出そうとするなど、多少強引な面も見せている。面倒くさがり屋（これは本人も自覚している）であり、バッグの中身は整理されずにほこりだらけになっている。ドンナマイトでは実況で「イッシュで一番うるさいトレーナー」と称された。第24話から第25話でサトシたちの旅に一時的に同行していた。
アイリス同様過剰なスキンシップをするために野生ポケモンからは嫌われやすく、第24話でエモンガをゲットし損ねている。ドンバトルでは、ルークのゾロアを気に入って追い掛け回したが、イリュージョンで逆に振り回されている。ドンナマイトでは、筋肉質のポケモンが好みで、筋肉に触りたがる。
彼女が登場する話では、必ずサトシにぶつかって水の中（川や噴水など）に落としている。
イッシュリーグ出場を目標としており、旅立ったのはサトシたちより後ではあるが、それまで家でポケモンの修行をしていたらしい。第13話時点では、チャオブー1体でバッジを2個獲得していた。
アララギ博士の使いでサトシのバッジケースを届けたことでサトシたちと知り合いになる。24話からはサトシたちの旅に一時同行し、第25話でヒウンジムに挑戦するためにサトシたちと別れた。
ドンバトルでは第1回戦でケニヤンと対決するが、敗北した。ドンナマイトでは準決勝まで勝ち進むも第一回戦にて再びケニヤンに敗北した。
本人の弁によれば、「父親がなかなか旅立ちを許してくれなかった」とのことで、実際にライモンシティで娘を心配した父親がベルを連れ戻しに来た。その際には旅に出て自分がどれだけ成長したのかを父親に見せるべく、「ジムリーダーのカミツレに負けたら旅をやめて家に帰る」と約束し、カミツレとのジム戦に臨んだ。その結果、カミツレには敗北したものの、その後の父親とサトシとのバトルにおいて、旅の良さを思い出した父親に旅を続けることを許される。その後、リゾートデザートで修行するために再びサトシたちと別れた。
アララギ博士のカブルモと自身の手持ちのチョボマキを交換するため電気石の洞穴近くのポケモンセンターに向かい、そこでサトシたちと再会。バチュル・デンチュラを追い出し洞窟内の石を強奪していたロケット団をサトシたちと協力して撃退する。その後アララギ博士とポケモン交換を行い、カブルモから進化したシュバルゴを手持ちに加える。そして交換直後のシュバルゴとの呼吸が合わせのため、アララギ博士と組みサトシ、デントとダブルバトルを行う。バトルは逆転負けとなったが、シュバルゴはベルの言うことを聞くようになった。
イッシュリーグで再登場するが、相変わらずサトシにぶつかっている。予備選は勝利するが、本選第1試合でコテツとバトルし敗退する。その後はデントやアイリスと共にサトシの試合を観戦していた。
DAのエンディング映像では、サトシたちが出航していることをアララギ博士から聞き驚き、転びながらライブキャスターでケニヤン、ラングレー、カベルネに伝えている。劇場版『神速のゲノセクト ミュウツー覚醒』ではエンディングで1コマ登場する。
PM2ではマスターズトーナメントのアイリスvsシロナ戦をテレビで観戦していた。
モデルはゲーム『ブラック・ホワイト』の登場人物。ごり押しでジム戦に挑んで勝利したり、父親が旅立ちを許してくれなかったり、前述の通りバッグの中身が整理されていないなど細かい部分は原作に準じている。上記の父親がライモンジムに迎えに来るエピソードも原作に同様のものがある。

ケニヤン
声 - 脇知弘
登場時期：BW・MV・PM2
手持ちポケモン：シママ→ゼブライカ（声 - 古島清孝〈シママ〉→石塚運昇〈ゼブライカ〉）、ダゲキ（声 - 古島清孝）、レパルダス（声 - 愛河里花子）
ポケモントレーナーの少年。BW28話で初登場。一人称は「俺」。赤いベッカムヘアで肥満体形。瞳は青紫。サウナが大好きで、イッシュリーグではサウナに入り浸っている。モンスターボールからポケモンを出す時の台詞は「○○!出てこいや!!」。
サトシたちには友好的に接しているが、サトシをはじめ多くの人に名前のアクセントを間違えられており、それを気にしている。間違えられる度に「アクセントが違う!」と返し、イッシュリーグでは正しいアクセントで呼ばれるようになったが、あまりに間違えられることが多く、最初はいつも通りの返しをしていた。なお、サトシたちは間違えていることに気づいていないようで、「ずっとそう呼んでる」と言っていた。時には名前そのものまで間違えられることもある。
ドンバトルでは第1回戦でベルと対決して勝利し、第2回戦ではアイリスと対決して敗北した。BW第69話で願いの鐘祭りに参加するため再登場。最終ヒトモシレースまで残り、最後は本物だったヒトモシに助けられて優勝。「ドンナマイト」の優勝を祈願し、そしてダゲキと共に優勝した。
その後、イッシュリーグに出場。予備戦、本戦と順調に勝ち進み、第3回戦でサトシと対戦するも敗れる。その後はデントやアイリスと共にサトシの試合を観戦していた。
DA!のエンディング映像では、ドン・ジョージが務めるポケモンバトルクラブで修行をしている。劇場版『神速のゲノセクト ミュウツー覚醒』ではエンディングで1コマ登場。
PM2ではマスターズトーナメントのアイリスvsシロナ戦をテレビで観戦していた。

コテツ
声 - 内山昂輝
登場時期：BW2・DA
手持ちポケモン：リオル→ルカリオ（声 - 愛河里花子）、ナットレイ（声 - 三宅健太）、ダイケンキ（声 - たかはし智秋）、サザンドラ、スワンナ（声 - 古島清孝）、ミルホッグ
ポケモントレーナーの少年。BW2第9話から初登場。オレンジ色のヘッドバンドと水色の瞳が特徴。
おっちょこちょいな粗忽者であり、思い違いや早とちりが多い。ポケモン図鑑と間違えてテレビのリモコンを出したり、ジュニアカップの開催日を間違えたり、イッシュリーグをジョウト地方で行う、ジムバッジは7個集めて8個目はリーグ優勝の記念バッジである、フルバトルを5VS5と勘違いして5体しか手持ちを用意していない、などと色々と勘違いしていた。しかし落ち込んでもすぐに気持ちを切り換えるなど、立ち直りが早い。悩んだ時は、ヘッドバンドを伸ばして額に叩きつけることで良い案を閃く。ただし、他人のことで悩んだり、伸ばしすぎて叩きつけると頭痛が起こる。セイガイハジムまで同行したことや、自分と似た面を持つために、サトシとはすぐに打ち解け仲良くなった。
世界一のポケモンチャンピオンを目指して旅をしており、ジュニアカップの会場でサトシたちと知り合う。BW2編第10話でセイガイハシティジムリーダー・シズイに勝利して8個目のバッジをゲットし、イッシュリーグ出場を決めてサトシたちと別れた。
イッシュリーグでは、開催に遅れないため3日前からテントで野宿していたが、エントリーの存在を知らず結局遅れてしまう。しかし、サトシのおかげで無事エントリーできた。大会では第4回戦でサトシを倒すも、準決勝でバージルに敗北した。
DAではエンディングで1コマ登場し、ルカリオと旅をしている様子が描かれた。

バージル
声 - 梶裕貴、水田わさび（少年時代）
登場時期：BW2・DA
手持ちポケモン：イーブイ（声 - 西村ちなみ）、シャワーズ（声 - 浅利遼太〈本編〉→三宅貴大〈覚醒への序章〉）、サンダース（声 - 佐々木啓夫）、ブースター（声 - 早志勇紀）、エーフィ（声 - 五十嵐裕美〈本編〉→矢野亜沙美〈覚醒への序章〉）、ブラッキー（声 - 悠木碧（イーブイ時）→荒井聡太）グレイシア（声 - 大原桃子〈本編〉→朝井彩加〈覚醒への序章〉）、リーフィア（声 - 津田美波〈本編〉→田中里和〈覚醒の序章〉）
ヒガキシティ付近でポケモンレスキュー隊「チーム・イーブイ」を率いる青年。一人称は「俺」。ポケモンレスキュー隊は人助けが好きな父のジェフ（声 - 中田譲治）が、兄のデビー（声 - 木村良平）とボランティアで始めたもので、現在は街のジュンサーと連携しながら様々な場所で救助活動を行っている。事件を見過ごすことのできない正義感の強さと、ポケモンを思いやる優しい心を併せ持つが、デビーによれば「救助活動に連れて行くと無茶をする」とのこと。実家は牧場で、バッフロンやメリープ、シママやゼブライカが放牧されている。モンスターボールからポケモンを出す時の台詞は「○○!出動!!」。
サトシと同い年の頃、森で迷った時に最初のイーブイがブラッキーに進化して助けられてからイーブイに魅せられ、以来イーブイとその進化系を育ててきた。救助活動の際は、イーブイの進化系を役割に合わせてそれぞれ使いこなしている。
レスキュー修行の一環でジム戦巡りの旅をしており、イッシュリーグへの出場が決定している。フリージオがダムを凍らせてしまう事件をサトシたちやデビーと解決した後、デビーのヘリでヒガキシティへ向かいイッシュリーグに出場。大会では優勝した。
『ミュウツー 覚醒への序章』では主役として登場。ポケモンハンター・ダンク（声 - 子安武人）の目的を阻止するために、アンナ（声 - 加藤英美里）・オスカー（声 - 佐藤正治）と一緒にレスキュー隊の活動をした。
DAではエンディングで1コマ登場し、イーブイと飛行機で飛んでいる姿が描かれた他、本編では面識のないカスミやオーキド博士と手を繋いでいた。

#### XYから登場
アラン
声 - 小野賢章
登場時期：XY・PM2
手持ちポケモン：ヒトカゲ→リザード→リザードン（声 - 古島清孝〈ヒトカゲ〉→佐藤健輔〈リザード・リザードン〉）、メタング→メタグロス（声 - 石塚運昇）、マニューラ（声 - 生天目仁美）、バンギラス（声 - 三宅健太）、ケンホロウ（声 - 渡辺明乃）、キリキザン（声 - 最上嗣生）、ブリガロン（声 - 三木眞一郎）、カラマネロ（声 - 林原めぐみ）
外伝『XY特別編 最強メガシンカ』の主人公。一人称は「俺」。ロケット団からは「リザードン男」という愛称で呼ばれている。
一見クールで眉目秀麗な青年だが、根は優しく純粋でサトシと似た熱い一面を持っており、時には大胆な行動を取ることがある。
トレーナーとしての実力は極めて高く、その強さは四天王やチャンピオンに匹敵する。劇中で敗北した描写は、ズミ戦とゲンシグラードンとダンデの3回のみ。カロスリーグでも、決勝戦以外はリザードンとメタグロスの二体のみで勝ち抜くという、離れ業をやってのけた。
劇中ではあまり強調されていないが、サトシ以上の卓越した身体能力の持ち主である。特に『フレア団』編においては、非常に機敏な身のこなしを披露し、マノンのハリマロンを無事に救出している。
元来はプラターヌ博士の優秀な助手だったが、メガシンカの真相を突き止めるため、研究所のヒトカゲとともに旅に出た。ヒトカゲがリザードに進化した頃、デンリュウナイトがあった遺跡でフラダリと出会い、メガリングとリザードナイトXを受け取って彼の配下となった。その際、フラダリから「己の想いを成し遂げたくば、最強であれ」と吹き込まれ、メガシンカ使いの頂点に立とうと考えるようになった。
act2では、旅立ったホウエン地方でダイゴに出会い、さらなるメガシンカの謎を解明することになる。また、この頃からマノンのことを名前で呼ぶようになる。
act3では、危険な任務に行こうとするアランを本気で心配し、気絶したときに自分を助けようとこっそりついてきたマノンに感謝し、大切な存在として見るようになった。その後、「自分といると危険な目に遭う」という理由でマノンをホウエン地方に置いてカロス地方に戻る。
act4では、さらなる力を求めてキーストーンとメガストーンをかけ、メガシンカ10連戦の試練をフラダリから与えられ、四天王のパキラを含めた10人を撃破。しかし、その直後にマノンのハリマロンが昏睡状態に陥ってしまい、彼女の笑顔を取り戻すためにフラダリの命を受けて再び旅立つ。
本編第68話ではプラターヌ博士の回想で登場。ガブリアスがまだフカマルの時に怪我して暴れていたのをアランが見つけ、プラターヌ博士のところへ連れて行ったのが、プラターヌ博士とガブリアスの出会いである。XY第3OPの第2回目のマイナーチェンジではサトシと手を合わせている。
XY&Z第1話ではサトシ一行とすれ違っており、XY&Z第13話でサトシと初対面する。サトシのゲッコウガがサトシゲッコウガへと変化したことに興味を持ち、その翌日にロケット団の襲撃からピカチュウを助けるとサトシとバトルして勝利する。XY&Z第14話ではフレア団のZ2捕獲作戦に合流し、50%となったZ2を倒して捕獲する。
第23話では、とある町のポケモンセンターにてサトシたちと再会。サトシからは初対面時ではさん付けで敬語で話されていたが、本人の希望もあり再会した際には呼び捨てで対等な口調で接している。ゲッコウガの回復を待つ間に行なわれたサトシのオンバーンとのバトルをメタングで制し、回復したゲッコウガとリザードンのバトルを行うが、途中でサトシが倒れたことにより中断。再戦を約束して別れた。サトシおよびサトシのポケモンたちの実力は認めており、特にゲッコウガとのバトルでは、リザードンとともに気持ちが高ぶっている。
当初、リーグ戦には興味がなく出るつもりはなかったが、サトシと決着をつけるためにジムを巡り、シャラジムでコルニのメガルカリオを倒して8個目のバッジを得た。カロスリーグには純粋にサトシと戦いたいがために出場しているが、一方でメガシンカエネルギーを集めている模様。第1回戦では、トロバのポケモンをリザードン1体で倒している。また、準決勝までリザードンとメタグロスしか出していない。カロスリーグ決勝戦ではサトシにすべての手持ちを見せ、お互い決勝戦に恥じぬ名勝負を繰り広げ、最後は僅差で勝利し、同大会で優勝した。
しかし、間を置かずしてフラダリがミアレシティを破壊する事件を起こし、彼の思い描き実行した「平和」と自分の信じた誰かを守るための「平和」の狭間に立たされる。さらにサトシがフレア団に囚われの身になったことで、メガシンカエネルギーを集めるためだけにフラダリに利用されていたことを知り深く絶望する。その後、自身の行いを激しく悔やんでいたがサトシの「俺が知ってるアランを信じる」という叱咤により立ち直り、サトシと共にフラダリと闘う。
シトロンとユリーカの活躍により、Z1とZ2が開放された後、フラダリに勝利するもマノンのハリマロンが伝説の巨石に吸収されたことを知る。シトロンの通信機でマノンに「ハリマロンは連れて帰る」と約束をし、サトシたちと共に巨石を破壊すべく奮闘する。ジムリーダーたちの協力もあって無事にハリマロンを救出した後にプリズムタワーから飛び降りたフラダリが再び姿を現し、闘うことになる。フラダリの野望を阻止し、マノンのハリマロンが目を覚ました後にマノンに今までのことを謝罪し、和解する。
フレア団との激闘を終えた後は警察の取り調べを受けた後に研究所に戻るもフラダリに利用され、人々に大変な迷惑をかけたことに深く落ち込んでいたが、サトシの励ましの言葉とプラターヌ博士から「君が必要なんだ」と言われたことにより、立ち直る。この時には既にメガリングを外していて、サトシに問われた際にはフラダリから与えられた物であるため、ジュンサーに証拠品として提出していると答え、次は自分の手で見つけると決意し、マノンと再び旅に出ることになる。
サトシとはまたいつか会えることを信じて、再びバトルをすることを約束し、別れた。
PM2ではサトシの回想シーンにて一瞬登場している。また、マスターズトーナメントに参加していることが判明した。劇中のマスターズトーナメントでは唯一の非チャンピオン。トーナメント一回戦でダンデと対戦。リザードン同士のバトルを行うも、実力の差が違いすぎたのかメガリザードンXを通常のリザードンにあっさり倒されてあっけなく敗北。
劇場版『ボルケニオンと機巧のマギアナ』のオープニングシーンにて、コルニとバトルするシーンに登場している。
メガシンカ時の掛け声は「我が心に答えよ！キーストーン！進化を超えろ！メガシンカ！」。

サンペイ
声 - 三瓶由布子
登場時期：XY
手持ちポケモン：ゲコガシラ→ゲッコウガ（声 - 古島清孝）
忍者トレーナーの少年。一人称は「拙者」で「〜ござる」が口癖。ロケット団からは「忍者ボーイ」と呼ばれている。三兄弟の末っ子で、ゲッコウガ使いの長兄・イッペイとフシギバナ使いの次兄・ニヘイを家族に持つ。
初登場でサトシとバトルし、彼のケロマツに勝利する。バトル後にケロマツに「でんこうせっか」を教えるも、ロケット団に襲われ共に撃退する。その後、再戦の約束をして旅立った。
再登場した際は、師であるサイゾーからある秘伝書を届ける任務中、仮面の忍者の襲撃に遭い、川に落ちて流されてきた所をサトシたちに助けられる。その後、サトシたちも同行し、仮面の忍者をサトシと共に退けて無事に目的地にたどり着く。仮面の忍者の正体は実はサイゾーで秘伝の書も白紙であり、全てはサイゾーの課した試練であった。任務達成後、サトシとバトルする。
XY&Zでは自身の故郷である忍者の里にサトシたちを案内し、カゲトモの部下であるヘイダユウとの戦いでサトシと共闘した。事件後は村の頭領となったイッペイの手伝いをしながら修行を続けている。

トロバ
声 - 藤井美波
登場時期：XY・PM2
手持ちポケモン：ヒトカゲ→リザード→リザードン（声 - 三木眞一郎）、プテラ（声 - 三宅健太）、フラージェス
ポケモントレーナーの少年。一人称は「ぼく」。写真が趣味で、いつかは自分の知らないポケモンを写真に収めるのが夢。やや気が弱く敬語で話すが、好奇心旺盛な面もある。ティエルノからは「トロバっち」と呼ばれている。ロケット団からは「オタクボーイ」と呼ばれている。
XY第80話ではサナとティエルノとセレナのトライポカロンをテレビで観戦していた。XY第86話で、ファイヤーを撮るためにサトシたちと再会した。ポケモンフォトコレクターのため、一度ポケモンを見つけると写真を撮ることや見せて紹介するのに夢中になり、止まらなくなる。またティエルノからセレナが衣装を変えたことも聞いていた。その後はサトシたちと別れて、XY第90話ではサナたちと来る予定だったが相変わらず写真を撮ったことがないポケモンを見つけて追いかけていることが語られており、XY第91話では写真に撮るのに夢中で荷物を無くしたとティエルノから語られている。
カロスリーグ第1回戦ではアランのメガリザードンXに手持ちの三体を圧倒され、結局アランの手持ちを一体も倒せないまま敗北する。
カロスリーグ終了後は、フレア団の起こした事件を解決するべくティエルノ、サナ、ショータと共にカルネに協力する。
フレア団事件後は、ミアレシティを離れてしまった野生ポケモンたちの調査をティエルノやサナと共に行っている。
PM2ではマスターズトーナメントのワタルVSカルネ戦をテレビで観戦していた。
モデルはゲーム『X・Y』の登場人物。

ティエルノ
声 - 勝杏里
登場時期：XY・PM2
手持ちポケモン：ゼニガメ→カメール→カメックス（声 - 林原めぐみ〈ゼニガメ〉→三木眞一郎〈カメール〉→石塚運昇〈カメックス〉）、ライチュウ（声 - 林原めぐみ）、ルンパッパ（声 - 最上嗣生）、ニョロトノ、カポエラー
ポケモントレーナーの少年。大柄でダンスと音楽が大好き。一人称は「僕」でまれに「俺」。ポケモンと共にダンスユニットを目指すのが夢で、手持ちポケモンもノリの良いポケモンを揃えている。
惚れっぽい性格で、サナたちに可愛いと褒められて恥ずかしがるセレナやイメチェンしたセレナに惚れたこともあった。出会うたびにセレナにアプローチしているがいつも彼女からやや避けられ気味である。友達想いな熱い一面もあり、崖から落ちたサトシとセレナを心配したり、サトシを助けるために一人で頑張るヌメイルに手を貸したりしている。サトシにリズム戦法を教えるも、ジム戦ではうまく使えなかった。XY第65話でサトシと再会し、シトロイドに勝ちボルテージバッジをゲットしていることが語られた。バトルではリズム戦法でサトシを苦戦させるも敗れ、再会の約束をし別れる。ヒャッコクシティでサナとともに再会。先にジムに挑戦したようだが負けてしまったことを語っている。
カロスリーグでは、準々決勝でショータと対決。リズム戦法に「あまごい」の恩恵を利用する戦術を加えて戦うも、最後はショータに敗れた。カロスリーグに出た主要人物で唯一メガシンカを使っていない。
カロスリーグ終了後は、フレア団の起こした事件を解決するべくトロバ、サナ、ショータと共にカルネに協力する。
フレア団事件後は、ミアレシティを離れてしまった野生ポケモンたちの調査をトロバやサナと共に行っている。
PM2ではマスターズトーナメントのワタルVSカルネ戦をテレビで観戦していた。
モデルはゲーム『X・Y』の登場人物。

ショータ
声 - 大谷育江
登場時期：XY・PM2
手持ちポケモン：キモリ→ジュプトル→ジュカイン（声 - うえだゆうじ）、タツベイ→コモルー→ボーマンダ（声 - 古島清孝〈タツベイ〉→最上嗣生〈コモルー・ボーマンダ〉）、ペロリーム（声 - 生天目仁美）、ヒトツキ→ニダンギル→ギルガルド（声 - 石塚運昇〈ヒトツキ〉→佐藤健輔〈ニダンギル〉→三宅健太〈ギルガルド〉）、ブロスター（声 - 古島清孝）、ケッキング（声 - 石塚運昇）
ホウエン地方出身のポケモントレーナー。一人称は「僕」で、敬語で話す。バトル中で学んだことをメモ帳に書く癖がある。出会った当初はタイプ相性を知らないなど未熟な面もあるが、ポケモンの育成には非常に熱心な面を見せている。手持ちのポケモンはバランスの取れているものが多いが、その分撃たれ弱く反撃しづらいことが多い。また、マーシュの指名でファッションショーに参加したセレナとユリーカをモデルと思い込みサトシを羨ましがる、ロケット団を「お知り合いですか?」と聞くなど少々ズレた感覚もあった。また、甘党でセレナの作ったケーキやミアレガレットに感激した。
ダイゴのことを尊敬しており、彼の写真を大事に持ち歩き、サインをもらったこともある。
XY第3OPの時点ですでに登場しており、XY第64話にて本編に初登場した。シトロンとのジム戦に敗北し、彼から「技のタイミングが遅かった」と言われる。XY第73話で再登場し、サトシたちと対面を果たす。その後、サトシとバトルし一勝もできないまま終わるも、強くなって再会することを約束し、サトシたちと別れた。
XY&Z第1話でドードリオをゲットしようとしていたところをサトシたちと再会。ジガルデ・コアを捕獲しようとしていたフレア団をサトシと共に撃退した後、再び別れる。以前よりたくましくなっており、バッジを5個持っていた。XY&Z第13話ではまたしても完封負けしてしまうが、サトシゲッコウガに興味を示し、XY&Z第26話では既にジムバッジ8個を揃えており、それ相応の実力でサトシとのバトルに初勝利した。そのこともあってかバトル後は自信に満ち溢れる発言が増えていた。
その後、カロスリーグに出場し準決勝まで進み、サトシとは互いに引けを取らないバトルを繰り広げるも敗れた。カロスリーグ終了後は、フレア団の起こした事件を解決するべくトロバ、ティエルノ、サナと共にカルネに協力する。
セレナの企画したパフォーマンス大会の翌朝からは、ダイゴがフレア団事件で猛威を振るった巨石の調査をしていることを知り、手伝いのためにフラダリ財団の跡地へと旅立ち、最終回（第47話〈第140話〉）でもその様子が描かれていた。
PM2ではサナ・ティエルノ・トロバと共に再登場し、ワタルVSカルネのバトルを見ていた。

アヤカ
声 - 沢井美優
登場時期：XY・MV
手持ちポケモン：アブソル（声 - 生天目仁美）、カエンジシ、ニャオニクス
外伝『XY特別編 最強メガシンカ』の冒頭で、アランとバトルした女性トレーナー。
劇場版『破壊の繭とディアンシー』OPで再登場し、その際はサトシとのバトルに勝利している。その後ユリーカにシルブプレをされた。一人称は「私」。
本編でも登場し、カロスリーグに参加。順調に勝ち進むも、準々決勝でサトシに破れる。なお、劇場版のキャラクターが本編に登場したのは彼女が初である。

トモ
声 - 古島清孝
登場時期：XY&Z
手持ちポケモン：チルタリス
カロスリーグ第1回戦でのサトシの相手。ギターを持ったトレーナー。サトシのゲッコウガの前に完封負けする。
モデルはゲッタバンバンの作詞作曲歌を担当し、ポケモンキャラソンプロジェクトのプロデュースも行った佐香智久。
アニメ「ポケットモンスターXY&Z」キャラソンプロジェクト集Vol.2のCDジャケットにも登場。

#### サン&ムーンから登場
カキ
ポケモンスクールを参照。

ロイヤルマスク
ポケモンスクールを参照。

グラジオ
声 - 岡本信彦
登場時期：SM・PM2
手持ちポケモン：ブラッキー（声 - 愛河里花子）ルガルガン（まよなかのすがた、声 - 三木眞一郎）、タイプ:ヌル→シルヴァディ（声 - 櫻井トオル）、ウツロイド。ウルトラガーディアンズでのライドポケモンはオンバーン。
SM第27話から登場。リーリエの兄。一人称は「俺」で、常にクールかつ寡黙に振る舞うが、自身のポケモンに対しては気遣う言葉を掛けるなど心優しく接している。ムサシたちからは「凄腕金髪ジャリトレーナー」というあだ名で呼ばれている。
かつてリーリエがウルトラビーストに襲われた際に恐怖で何もできなかったことから彼女とは顔を合わせづらいらしく、バトルもリーリエの前ではしたがらない。さらには、リーリエの住む邸宅に帰ろうともしない。そのような経緯から同じ過ちを繰り返さないために強さを追い求めるようになり、半年前にポケモントレーナーとして修行の旅に出た。また、ウルトラビーストの存在にも危機感を抱いており、サトシのほしぐもに対しても警戒する様子を見せている。
カプ・コケコからZリングを貰ったというサトシに興味を持ち、彼の頼みもあってバトルを行う。ムサシたちの乱入で中断するも、いわタイプのZワザに興味を持ったサトシにアーカラ島の島クイーンの試練を受けるよう勧め、去っていった。
ウルトラビースト騒動の後の第55話にて、サトシのピカチュウの新たなZ技「1000万ボルト」を目の当たりにし、さらなる高みと強さを追い求めるため、サトシに対し「自分も島巡りをする」と告げ、サトシも再戦を約束し、去っていった。
しかし、その後シルヴァディがアローラ地方にこれまでにない災いが来るかのように怯え始め、その原因を突き止めるべく、七人目のウルトラガーディアンズとしてサトシたちと再会する。
第105話では行方不明となっている父親に会うため、カプ・レヒレとバトルすべくポニ島で特訓している。その途中リーリエと再会し、父への思いを告げる。さらにサトシのルガルガンとルガルガン同士のバトルを繰り広げ勝利した。
アローラリーグ参加前にハプウとの大試練に挑んで勝利しており、他の全ての大試練も突破して島巡りを制覇している。
アローラリーグに参加し、予選ではサトシに「ここで負けるなよ」と声を掛ける。そして予選を突破し、トーナメント戦で妹のリーリエと対戦し、勝利した。アローラリーグ第2回戦でコジロウと対戦し、勝利。準決勝でカキと対戦し勝利。決勝戦でサトシと対戦。互いに引けを取らないバトルを繰り広げた末、敗れる。最終話（第146話）でリーリエ・ルザミーネと共に父を探すべく旅に出ることを決め、サトシに再会・再戦の約束をし別れた。
PM2で再登場。前作最終話（第146話）でリーリエたちと共に旅立っているため、サトシとの再会にはならなかった。その後、111話でサトシと再会し、アローラ地方に戻り特訓をした後、続く112話でバトルロイヤルに参加するが、カキのガラガラに敗れて特訓を続けることにした。
黒色のZリング（第87話からは赤色のZパワーリング）とイワZ、第89話からノーマルZ、第105話からドラゴンZを所持しており、Zワザを使える。イワZ発動時の掛け声は「蒼き月のZを浴びし、岩塊が今、滅びゆく世界を封印する！くらえ、ワールズエンドフォール！」、ルナアーラZ発動時は「月の魔眼よ！闇の魔宮を照らせ！ムーンライトブラスター！」、ドラゴンZ発動時は「鮮烈なる光よ舞え！究極に強き者は誰か！戦場(いくさば)にその名を刻め！アルティメットドラゴンバーン！」、ゴーストZ発動時は「新月の夜。ほの昏き宵闇を彷徨う…永遠の旅人となるがいい！無限暗夜への誘い…！」。

ハウ
声 - 福山潤
登場時期：SM・PM2
手持ちポケモン：フクスロー→ジュナイパー（声 - 三木眞一郎）、ライチュウ（アローラの姿）
SM第97話から登場。メレメレ島の島キング・ハラの孫。父と共にアローラから離れて暮らしていたが、最近になってアローラに戻ってきた。島めぐりをするために最初の大試練の挑戦を祖父にすることを決めており、やる気に満ちていたが、特訓中にサトシと出会い、サトシがハラ製のZリングを身に着けていたので彼に興味を持ち、さらにサトシのモクローがハラのマケンカニを倒したのを聞いて、サトシのモクローとバトルすることになる。初戦は進化系のフクスローのパワーで圧倒し、勝利するも再戦時は敗北。次に対戦するときは祖父の大試練を突破すると約束した。
第126話ではアローラリーグに参加するためにサトシと再会し、ポケモンスクールのメンバーとも初対面する。祖父・ハラの大試練を突破してZリングを受け取っているものの、大試練はハラのものしか受けていないことを語っている。そして、予選を突破し、トーナメント戦でオーキド校長と対戦し勝利。アローラリーグ2回戦でサトシと対戦し、当初は圧倒的なパワーで追い詰めたものの反撃され敗北。敗北後は悔しさでハラに泣きついている。その後は観客席でサトシの試合を観戦する描写が見られる。最終話（第146話）エンディングでクチナシの大試練を受けていた。
Zワザ発動時の掛け声は「静寂なる森の王者、ジュナイパー！行くよ！シャドーアローズストライク！」
PM2の112話で再登場し、ジュナイパーと共にバトルロイヤルを観戦していた。

#### テレビアニメ第7シリーズから登場
ホウジ
声 - 新祐樹
登場時期：PM2
手持ちポケモン：グラエナ、ハリテヤマ（声 - 三宅健太）
ホウエン地方のトレーナー。前髪のリーゼントが特徴。フエンタウン出身で、実家はおじ（声 - 志村知幸）の経営する温泉宿。『バトルフロンティア ビードロカップ』に出場し、第1回戦でゴウに快勝したものの、決勝戦でサトシに敗れる。

リント
声 - 天崎滉平
登場時期：PM2
手持ちポケモン：エルレイド（声 - 浪川大輔）
ポケモンワールドチャンピオンシップスに参加している青年トレーナー。冷静で紳士的な性格とキザな口調が特徴。サトシとゲンバのバトルを伺った後、サトシのカモネギ（ガラルのすがた）の未熟さを見抜き圧勝。バトル後、次の対面時にサトシとカモネギの足並みがそろうのを期待し、その場を後にした。初登場時はノーマルクラスだったが、再登場時にはスーパークラスとなっていたため、再度サトシとバトルした。当初は優勢であったが、カモネギがネギガナイトに進化し敗北した。

サイトウ
声 - 日笠陽子
ガラル地方のジムリーダー。サトシがWCSで複数回公式戦で対戦し、認め合った女性トレーナーである。

#### 劇場版に登場
クロス
声 - 逢坂良太
『劇場版ポケットモンスター キミにきめた!』に登場。劇場版における単発ゲストキャラクターでライバルに当たるのは彼が唯一である。

### ハルカのライバル
シュウ
声 - 斎賀みつき
AGから登場したハルカのライバル。

ハーリー
声 - 金丸淳一
AGから登場したハルカのライバル。

サオリ
声 - 田中理恵
登場時期：BF・DP
手持ちポケモン：ラプラス（声 - 冬馬由美）、ヤドラン（声 - 小西克幸）、バタフリー、ピジョット（声 - 坂口候一）
ニビシティ出身のポケモンコーディネーター。シュウとは彼のデビュー戦で知り合い、その後、大会で何度も会ううちに連絡を取り合うようになり、ハルカに関する話をよく聞いていたという。ニビシティにいた頃は、タケシからよく声を掛けられていたとのこと。力押しが通用しない実力を持ち、カントーのグランドフェスティバルのセミファイナルでハルカと対戦し、力押しで勝ち進んできたハルカにそれだけでは勝てないことを戦いを持って教えてハルカを下し優勝を決めた。その後、ジョウト地方のグランドフェスティバルを目指す。DPでは姿のみ登場し、シュウやハーリーと共にミクリカップを観戦している。

### ヒカリのライバル
ノゾミ
声 - 早水リサ
DPから登場したヒカリのライバル。

ナオシ
上記を参照。

ケンゴ
声 - 三田ゆう子
登場時期：DP・MV
手持ちポケモン：ポッタイシ→エンペルト（声 - 小西克幸）、フーディン（声 - 石塚運昇）、キノガッサ（声 - 西村ちなみ）、ゴーリキー（声 - 石塚運昇）、フローゼル（声 - 古島清孝）
フタバタウン出身のポケモンコーディネーター。ヒカリの幼馴染みで、先にフタバタウンを旅立った。一人称は「僕」。ヒカリを「ピカリ」と呼んだりヒカリの恥ずかしい昔話をしてからかうこともあるが、実は彼女に好意を抱いている様子。そのため一緒に旅をするサトシとの関係が気になるのか、ヒカリがサトシをほめたり2人が仲良くしている光景を見る度、如実には示さないものの、やきもちを焼いている模様。とはいえ、サトシとは基本的に友好的に接している。かっこいい所を見せようとサトシにバトルを挑んだり、自分のポケモンの技を自慢したりするなど強がった態度をとることもある。怖がりな面もあり、ズイ遺跡ではアンノーンの見せる幻に怯えるなど気の小さい一面を見せる。それを気にしていたらしく、脱出後にエナジーボールを教える代わりにヒカリにはズイ遺跡でのことを話さないで欲しいとサトシに頼んでいた。
プライドの高く気難しいポケモンであるポッタイシが彼の言うことを問題なく聞いたり励ましたりするなど、トレーナーとしての実力はなかなか。ロケット団からは「コンテストボーイ」と呼ばれる。
コンテストリボンを5つ集め、グランドフェスティバルに臨んだが、1次審査での合体技に失敗し、1次審査で敗退。その後、ナギサシティでサトシたちと再会。ヒカリに「サトシとバトルをして僕が勝ったら、一緒に旅をしてほしい」と伝える。バトルではサトシに勝利するが、「これからのことはサトシのリーグ戦を見届けてから決める。これからもトップコーディネーターになるという夢は変わらない。同じ夢を持つ限りまたどこかで会える」とヒカリから手紙で伝えられる。そして次回のグランドフェスティバルへの特訓のために再び一人で旅立った。
劇場版『幻影の覇者 ゾロアーク』ではコウヘイと共にエンディングで1コマ登場する。

ウララ
声 - 川澄綾子
登場時期：DP・MV
手持ちポケモン：ガバイト（声 - 佐藤智恵）、ミノマダム（すなちのミノ）、プラスル（声 - 堀口あすか）、マイナン（声 - 米澤円）、プリン（声 - 雪野五月）、イーブイ→ブースター、イーブイ→シャワーズ（声 - 西村ちなみ）
ポケモンコーディネーターの少女。一人称は「わたし」。縦ロールの髪とガーリーな服装が特徴。ヒカリとサトシも出場していたミクリカップに出場するも自身は1次審査で落ちてしまい、優勝したヒカリへの一方的な嫉妬心から敵意を持つようになる。アケビタウンでヒカリと出会い、「ミクリカップはまぐれで優勝した」と挑発するなど嫌味な態度をとる。その後もヒカリの実力をグランドフェスティバルでも「まぐれで勝っただけ」と言い張り、頑なに認めようとしなかった。このように少々高飛車で負けず嫌いな性格ではあるが、根はかなりの努力家であり、二度のヒカリへの敗北にも屈せず、手持ちのポケモンたちは相当鍛え上げている。また、敗れたプラスルとマイナンを抱きしめながら「あなたたちが一番よ」と労うなど手持ちへの愛情は強い。ガバイトがヒカリのパチリスのポフィンを潰してしまった際には、そのポフィンをゴミのように扱いながらも、代わりに自分のポフィンを渡すなど彼女なりの気遣いを見せた。グランドフェスティバルの直前に登場したときは、サトシとタケシから「で、出た」という反応を受けている。
ロケット団からは「コンテストガール」、「生意気娘」と呼ばれる。キャンディ・ムサリーナ（変装したムサシ）のことは「キャンディのお姉様」と呼んでいる。ヒカリのことを名前で呼んだのはアサツキ大会前の一度だけで、それ以外は挑発するように「ヒカリさん」と呼んでいる。2人の口論はサトシとシンジの言い争いを彷彿とさせる。
アサツキ大会ではヒカリのあだ名である「ピカリ」の由来に関わるプラスルとマイナンを新たに加え、ヒカリを翻弄させる。そしてファイナルではこの2匹を出場させ、強力なコンビネーションでヒカリを戦意喪失寸前にまで追い詰めるが、「アンコール」の盲点を突かれ、逆転負けに喫した。
その後他のコンテストでリボンをゲットし、グランドフェスティバルに出場。イーブイの進化を演技にする1発技で1次審査を通過した。2次審査では第1回戦でヒカリと当たり、ガバイトとブースターの猛攻でヒカリを終始圧倒したが、マンムーとパチリスの合体技「氷のシャンデリア」により2体ともバトルオフになり、逆転負けに喫した。その後のDP第177話では、ヒカリとノゾミの対決を観戦していた。
劇場版『幻影の覇者 ゾロアーク』ではプラスル・マイナンと共にエンディングで1コマ登場する。

キャンディ・ムサリーナ（ムサシ）
声 - 林原めぐみ
ロケット団のムサシが、変装をしてポケモンコーディネーターとして活動する際に使用する芸名かつ偽名。また、コジロウがキャンディ・ムサリーナ名義で出場したこともある。

### アイリスのライバル
ラングレー
声 - 福圓美里
登場時期：BW・MV
手持ちポケモン：ツンベアー（声 - 三宅健太）、コマタナ→キリキザン（声 - たかはし智秋〈コマタナ〉→古島清孝〈キリキザン〉）、バイバニラ（声 - たかはし智秋）
ポケモントレーナーの少女。赤毛で青緑の瞳に帽子を被っている。一人称は「わたし」もしくは「あたし」で、ツンデレのような口調で話す。以前竜の里のトレーナーに敗北したことから、以後「ドラゴンタイプのポケモンを倒すのが趣味」と語る「ドラゴンバスター」を自称するようになった。その自称に違わず、こおりタイプやはがねタイプなどドラゴン対策となるポケモンばかりを手持ちとしている。
竜の里の出身であるアイリスに対しては非常に強いライバル意識を持っており、初めてアイリスに出会った時には彼女を挑発してバトルを挑んでいる。ドンバトルでアイリスと再会した際にも、互いに激しい火花を散らしていた。ただし、ドンバトルでアイリスと別れたとき「さっさとドラゴンマスターになってよ、じゃないとあたしのライバルと呼べないから」とアイリスを励ますようなことを言うこともある。またアイリスがこおりタイプが苦手なことにも不満を持っているが、自身のバイバニラとの相性が抜群であったことから、「アイスマスターを目指したら?」と助言したこともある。
開き直りが早い性格で、アイリスに「子供ね」と言われた際に「ええ、子供よ!」と言ったり、ドリュウズに敗北しても「ドラゴンタイプに負けたわけじゃないから別にいいわ」などと言っている。ただし、ドラゴンタイプに負けた場合は「あんたじゃなくて、あんたの○○（ドラゴンタイプのポケモンの名前）に負けたのよ!」と言っている。また、サトシたちの朝食を盗み食いした上、謝罪する様子もなく「次はもっと美味しい朝食を食べさせて」と言うなど図々しく我儘な面もある。しかしベルのエンブオーに負けたキリキザンに励ましの言葉を掛けたり、バイバニラがアイリスと共に後述のテッシードのコケ騒動に巻き込まれた際には「あたしのバイバニラに何かあったら承知しない」とアイリスに言うなど自身へのポケモンへの愛情は深い。
ドンバトルでは、第2回戦でサトシと対戦するも敗北する。またサトシに「フィールドに助けられた」と言い訳とも取れるようなことを言っていた。ドンナマイトでは第2回戦でベルに敗北する。
テッシード研究所で「ポケモンの能力を高めるコケ」を貰おうとしていた所を、タチワキシティに向かうために船着場へ向かっていたサトシたちと偶然再会。テッシードがでんきタイプとじめんタイプに悪影響を及ぼすコケを大量発生させてしまった際には、コケの弱点が氷であることからツンベアーを使い、アイリスが指示した自身のバイバニラと共にコケを消滅させる活躍を見せた。
ポケモンワールドトーナメントジュニアカップでは一回戦でアイリスと対戦するも、敗退した。その際には口は悪いながらもアイリスを激励したり、対戦後はアイリスを応援するなど、精神的な成長が見受けられる。PM2においてもアイリスのバトルを笑顔で見ていた。
DA!のエンディング映像では、ベルからアイリスが出航していることを聞いて寂しげな表情を見せた。劇場版『神速のゲノセクト ミュウツー覚醒』ではエンディングで1コマ登場する。

### デントのライバル
カベルネ
声 - 葉山いくみ
登場時期：BW・MV
手持ちポケモン：フタチマル（声 - 林原めぐみ）、メブキジカ（声 - 古島清孝）、ムーランド（声 - 石塚運昇）、ヒヒダルマ（声 - 三木眞一郎）
ポケモンソムリエールの少女。紫の髪と薄紫の瞳が特徴。階級はCクラス。一人称は「私」。テイスティングする際の言葉は「ボンジュール、テイスティングタイム、シルブプレ」。
以前サンヨウジムに挑戦した時にデントと対戦し、彼に敗北してポケモンとの相性について指摘されたことを根に持っており彼を見返すために勉強をしてポケモンソムリエールになった。その後サンヨウジムに再挑戦するも、その時はすでにデントは旅立っており（バッジについては「ポッドを倒して手に入れた」とのこと）、彼を見返すために旅をしている。負けず嫌いで意地っ張りだが、一方で負けた手持ちポケモンに労りの言葉をかける優しい一面もある。デントに対しても彼の発言に頬を染めたり、素直に従ったり、今の時点では敵わないと悟るなど、好意的な感情も持っているような節がある。
フレンドリィショップでポケモンの相性診断を行っていたところでサトシたちと知り合うが、サトシを診断して悪態を突いた揚句「今の手持ちポケモンとの相性は最悪」という診断を下した。直後に再会したデントとバトルするが敗北する。
ドンバトルでは、第1回戦でサトシと対決するも敗北する。ドンナマイトでは、1回戦でアイリスと対決して敗北した。
とある豪邸に住む少女・モモッチに相応しいポケモンを決める際にはSクラスの伝説のソムリエ「タベルネ」と名乗って乱入したが、結局追い出された。その後、茂みに隠れてデントとピノ・ノワールのバトルを監視するが、イワパレスの「がんせきほう」で吹き飛ばされる（この時デントはカベルネがいたことに全く気付いていない）。
ポケモンワールドトーナメントジュニアカップでは一回戦でシューティーと対戦するも、敗退した。
DA!のエンディング映像によるとAランクを目指すために、日々訓練をしているようである。また、ベルからデントがサトシと共に出航していることを聞いた時の表情から、結局最後までデントを見返すことができなかったなかったということになる。劇場版『神速のゲノセクト ミュウツー覚醒』ではエンディングで1コマ登場する。

### セレナのライバル
サナ
声 - 小堀友里絵
登場時期：XY
手持ちポケモン：フシギダネ→フシギソウ（声 - 犬山イヌコ）、フラベベ（声 - 林原めぐみ）
ポケモンパフォーマーの少女でセレナの親友。一人称は「わたし」。ポケビジョンと可愛いポケモンが大好きで、夢はカロスクイーンになること。カロスクイーンであるエルにとても憧れており、彼女のポケビジョンを欠かさずチェックするほどの大ファン。
セレナのポケビジョンを見て彼女を知り、サマーキャンプで対面した。セレナにトライポカロンに興味を持たせた人物でラグーンタウンのエルのトライポカロンに誘った。
第60話では、トライポカロン・ヒヨク大会で優勝を果たした。第80話ではフウジョ大会に出場しなかったが、トロバとティエルノと共にテレビでセレナを応援していた。第90話でヒャッコクシティのトライポカロンに出るためにティエルノとともに再会した。またミルフィ同様、セレナがサトシに好意を抱いているのを気づいている希少な人物であり、第90話でサトシの前向きな一面を尊敬すると同時に「そういうところが良いんでしょ」とセレナに指摘している。ヒャッコク大会ではセレナに敗れた。XY&Z第16話でセレナと電話で会話した時には既にプリンセスキーを3個所持していた。グロリオシティのマスタークラスのトライポカロンに出場。準決勝でセレナに敗れ、泣きながらもセレナを激励する。
カロスリーグには、ティエルノとショータがバトルする準々決勝で一同と合流、その後のサトシの試合を観戦した。カロスリーグ終了後は、フレア団の起こした事件を解決するべくトロバ、ティエルノ、ショータと共にカルネに協力する。事件解決後はセレナの頼みでミアレシティ復興支援パフォーマンス大会に出演し大会を盛況させた。
モデルはゲーム『X・Y』の登場人物。

ミルフィ
声 - 林沙織（XY第25話）→真堂圭（XY第80話 - XY&Z第20話）
登場時期：XY
手持ちポケモン：ペロリーム（声 - 生天目仁美）、ニャオニクス（声 - 赤﨑千夏）
ポケモンパフォーマーの少女。一人称は「私」。ポフレ作りが得意でダンスの腕前もいい。ペロリームがセレナのポフレを食べてしまったことで知り合う。セレナのポフレに不評を感じたことで彼女とポフレコンテストで対立する。コンテストでは優勝し損ねたものの、ロケット団を協力して撃退したことでお互い握手できるほど態度が軟化し打ち解け、再びポフレ作りの腕を磨くために旅に出た。打ち解けてからは後述のような行動をしばしば行いセレナを冷やかしている。またセレナとは言葉がハモる、ダンスパーティ会場の衣裳室に感激するなど息が合うところもある。
その後、トライポカロンフウジョ大会で再会し、得意のポフレ作りで予選を突破するも、決勝でセレナに敗れた。XY&Z第12話では、サトシのダンスパートナーになったことでセレナを動揺させたが、ダンスが下手なサトシに呆れていた。その後のタッグバトル大会では抽選によりコジロウとペアを組み、自らの作戦と以前の敵対関係と思えないコンビネーションでサトシとセレナのペアを追い詰めるもイーブイをフォローしたピカチュウとイーブイが進化したニンフィアに敗れた。
XY&Z第19話でトライポカロンマスタークラスに出場。トーナメント初戦でセレナと当たり、敗れる。号泣しながらもセレナに「絶対カロスクイーンになりなさいよ」と激励する。
セレナのサトシに対する好意に最初に気づいた人物でもあり、セレナの目の前でサトシに「将来お嫁さんになってくれる人はいるの?」と聞いて来たり別れの際に「サトシはあたしが貰うわよ」と宣戦布告し、彼女を動揺させた。フウジョ大会でも「髪切ったのはサトシに振られたからなの?」や「あっちの勝負（サトシのこと）ではまだまだ諦めてないから」など耳元で囁き、セレナを振り回している。なお前述のようにからかっているところがあるので、本気でサトシに好意を抱いているかは不明。しかし、XY&Z第19話で「私とセレナが対戦であたったらどうするの？」とサトシに質問した際にサトシが即答でセレナを応援すると聞いたこともあってか、マスタークラス閉幕後は「あっちの方（サトシのこと）も進展させなさいよ」と囁き前述のような宣戦布告発言を撤回した模様。

ネネ
声 - くまいもとこ
登場時期：XY
手持ちポケモン：ムチュール（声 - 寺崎裕香）、カモネギ（声 - うえだゆうじ）、ゴチム（声 - 伊瀬茉莉也）
ポケモンパフォーマーの少女。一人称は「わたし」で、ぽっちゃり太った体型と分厚い唇が特徴。トライポカロンに出場するために練習していたところでセレナたちと出会う。ロケット団にポケモンを奪われるも一行の活躍により無事解決。その後、セレナと再会の約束をし旅立った。XY第91話では、ヒャッコク大会に参加するため再登場しサナとも親しくなるが、1次審査でセレナに敗れた。XY&Z第8話で再登場した際はプリンセスキーを2個ゲットしており、2次審査まで残るもムサヴィ（ムサシ）に敗れた。XY&Z第19話でトライポカロンマスタークラスに出場。トーナメント初戦でムサヴィに敗れ、涙を流すもミルフィとともにセレナを激励する。またセレナとミルフィのやりとりを見て、セレナがサトシに好意を抱いていることに気付いた模様。

ムサヴィ（ムサシ）
声 - 林原めぐみ
DP編でムサシがキャンディ・ムサリーナ名義でコンテストに登場していたように、変装してトライポカロンに出場。DP編のように嫌味を言うことはなく、セレナやサナからも呆気に取られることや敵意を示されることもなく、親しまれてはいる。実力も当初は予選最下位だったがDP編の頃よりも格段に上がっており、ファンも存在する。

### マーマネのライバル
ハヤテ
声 - 佐々木望
登場時期：SM
手持ちポケモン：デンヂムシ→クワガノン
デンヂムシレースに出場した嫌味な少年トレーナー。子分のヤンスとダナを連れている。レースではマーマネのデンヂムシに敗北した。その後、第106話で再登場（この時サトシたちから忘れられていた）。デンヂムシを進化させるための石を手に入れるためにポニ島に来ていたが、吊り橋から転落したところをマーマネの進化したクワガノンに助けられた。その後、石は手に入れたが、進化させる石とは単なる噂であったらしく、デンヂムシを進化させることはできず落胆する。第119話で再び登場し、クワガノンレースに出場。僅かな差で敗北し、マーマネに再戦の約束をした。

ヤンス、ダナ
声 - 西村ちなみ、うえだゆうじ
ハヤテの子分で彼を「兄貴」と呼び慕う。小柄な方がヤンスで大柄の方がダナ。ヤンスは語尾に「〜ヤンス」をつけて話し、ダナは以前まではヤンスの台詞の後に「〜ダナ」をつけて話していたが、119話以降からは普通に話していた。

### ゴウのライバル
シゲル
上記を参照。

トキオ
声 - 高垣彩陽
登場時期：PM2
手持ちポケモン：チコリータ→ベイリーフ、イエッサン、サーナイト（声 - 真堂圭）、ビリジオン
ゴウと仲のいい少年トレーナー。ジョウト地方・タンバシティの出身。短い時間で地図を把握するなど暗記力が優れている。性格は内気でお人よし、バトルはあまり好まない。セレビィへの憧れが強く、3年前、家族旅行中のゴウと出会いミュウへの憧れが強い彼と意気投合する。「セレビィと会いに行く」と約束したものの、風邪のため約束を果たせなかった。3年後にゴウと再会する。102話にて再登場し、「セレビィが持つエスパータイプを極めて、セレビィにたどり着く」という夢を持ち、プロジェクト・ミュウに参加している。サトシとはこの回で初対面となる。113話にてゴウ・シゲルと共に正式にプロジェクト・ミュウのメンバーとなった。

シュンヤ
声 - 田邊幸輔
登場時期：PM2
手持ちポケモン：クワガノン、ヒヒダルマ（ガラルのすがた）、デスバーン
プロジェクト・ミュウに参加する少年トレーナー。嫌味でずる賢く、ミッションを達成するためなら手段を選ばない。一方でアドバイスするなど根っからの悪人ではない。

ライラ
声 - 社本悠
登場時期：PM2
手持ちポケモン：レパルダス、モスノウ、サダイジャ
プロジェクト・ミュウに参加する少女トレーナー。ミッションを達成するためにやられたフリをするなど卑怯な性格。ただし、ゴウとの約束をきちんと守って破ろうとしたシュンヤを裏切ったり、アドバイスするなど根っからの悪人ではない。

## メインキャラクター・ライバルキャラクターの家族・関係者

### テレビアニメ第1シリーズから登場
オーキド・ユキナリ
声 - 石塚運昇（PM第1話 - SM第48話）→堀内賢雄（SM第111話 - ）
ポケモン研究の第一人者であり、劇中では「オーキド博士」の呼称で通っている。シゲルの祖父。
作品や時期によってはレギュラーに近い形で登場する。

ハナコ
声 - 豊島まさみ
登場時期：PM・AG・DP・BW・XY&Z・SM・PM2・SS・MV
サトシの母親。マサラタウン在住。アニメ本編では明らかにされていないが、小説版では食堂を経営しているという設定であり、それで生活費を稼いでいるとされる。サトシからは「ママ」と呼ばれている。
現在年齢は29歳。19歳でサトシを出産するが、夫はサトシが生まれた直後に旅立ち行方不明になったため、女手一つで息子を育て上げた。小説版では詳しい経緯が語られているが、アニメでは無印第2話でサトシと電話した際に父親と祖父のことが語られた時と特別編の遥かなる青い空で語られたのみである。非常に優しい性格で『PM2』第30話の終盤には家出から戻ったピカチュウを叱るなど、サトシのポケモンも我が子同然に接している。人使いが荒い面もあるがサトシの気持ちをよく理解しており、新しい服を作ったりと、毎回の旅立ちをしっかり後押ししている。一方で、オレンジ諸島の物語が終了した時に、サトシがウィナーズカップで勝利した証のトロフィーを見せた時に、紛失したトレーニング用のダンベル代わりにし、サトシを泣かせるというギャグシーンもあった。
サトシが旅立った地方に訪れたことはほとんど無かったが、アローラリーグ決勝戦でサトシを応援するためにオーキド博士と共にアローラ地方に訪れる。
PM編にてサトシ宅へ迷い込んだバリヤードに「バリちゃん」というニックネームを付け、一緒に暮らしている。近所に住むオーキド博士とは親しく、「ママさん」と呼ばれている。
DAのエンディング映像ではマサラタウンに向かっているサトシから電話をもらっている。

ムノー
声 - 土師孝也
登場時期：KT・SS・BF・DP・MV
手持ちポケモン：ゴローニャ（声 - 小西克幸）
タケシの父親で10人の子の父親。ニビジムの元ジムリーダー。ポケモンマスターを目指し旅に出るが、夢をかなえることができずニビシティに戻り、家にも帰ることができず石を売って生活していた。タケシに敗北したサトシを見てかつての駄目な自分を思い出し、見て見ぬふりはできなかったのでサトシの特訓に協力した。サトシのジム戦後にタケシが一緒に旅に出ると聞き、子供たちのために家に戻ることになった。
ポケモンバトルの実力は高いが、家庭では妻・ミズホの尻に敷かれ、少し頼りない所があるのでタケシの悩みの種である。DP特別編（第193話〈特別編第2話〉）ではニビジムリーダーをジロウにするための変更届の用紙を紛失した上、そのまま放置するといういい加減な面も見られた。

ミズホ
声 - 兵藤まこ
登場時期：SS・BF・DP・MV
手持ちポケモン：マリル、カメックス（声 - 石塚運昇）、マンタイン（声 - 三木眞一郎）
タケシの母親で10人の子の母親。ムノーの妻。タケシ一家の中で唯一細目ではない人物。子供っぽく自由奔放な性格で、タケシの悩みの種となっている。物語当初は夫・ムノーに愛想を尽かし家出していたがいつの間にか家に戻って来ており、ムノーとは今ではラブラブである。水タイプのポケモンが好きで、ニビジムを水ポケモンのジムにしようとしたこともある。家事はあまり得意ではない様子。

ジロウ
声 - 朴璐美
登場時期：KT・SS・BF・DP・MV
手持ちポケモン：イワーク→ハガネール（声 - 石塚運昇）、イシツブテ（声 - 三木眞一郎）、ズバット→ゴルバット→クロバット（声 - 三木眞一郎）、ドサイドン（声 - 三宅健太）
タケシの弟。タケシが旅立った後、自身が兄弟の中で最年長になったので必然的にしっかりとした性格になる。タケシのことは心から尊敬している。
ジョウト地方から帰っていたタケシに自分がニビジムを継ぐと宣言し、タケシに手持ちポケモン（イワーク、イシツブテ、クロバットの3体）を託される。現在は父ムノーの下での修業を経て、ニビジムのジムリーダーとなっている。
DP特別編（第193話〈特別編第2話〉）ではジムリーダーになっているはずだったのだが、ムノーがジムリーダー変更届の用紙を紛失してしまったために変更登録はされておらず、登録上のジムリーダーはまだタケシということになっていた。その後はタケシが監察官ジョーイに頼んで変更をしてもらい、ジム存続のために監察官とバトルをする。敗北したものの、監察官に認められてジム存続が決定された。SM第42話のおまけコーナーでタケシによると引き続きジムを立派にやっていることが語られている。

サブロウ
声 - 津村まこと（SS第1話、DP第193話）、半場友恵（AG第177話）
登場時期：KT・SS・BF・DP・MV
タケシとジロウの弟。兄弟の中ではタケシとジロウの次に年長であり、DP特別編（第193話）ではジム戦の審判を務めたり、ジムを視察しにきたポケモン監察官の元ジョーイがタケシを呼び出した際にはこのことをタケシに伝えに行くなど、重要な役割を担っている。

サクラ（ハナダ）
声 - 佐久間レイ
登場時期：KT、JT、SS、HT
手持ちポケモン：パウワウ→ジュゴン（声 - 上田祐司→三木眞一郎）、ラブカス（声 - 氷上恭子）
ハナダ美人4姉妹の長女でカスミの長姉。姉妹で交替でハナダジムのジムリーダーを務めていたが、妹のアヤメやボタンとジムのプールで行う水中ショーの方に熱心でジム戦をさぼりがちになり、今ではカスミにその任を押し付けている。普段は温厚な性格だが乗り物のハンドルを持つと性格が変わる。SM第42話のおまけコーナーでカスミによると3人で旅行中のことと語られている。

アヤメ
声 - 川上とも子
登場時期：KT、JT、SS、HT
ハナダ美人4姉妹の次女でカスミの次姉。姉妹で交替でハナダジムのジムリーダーを務めていたが、姉のサクラや妹のボタンとジムのプールで行う水中ショーの方に熱心でジム戦をさぼりがちになり、今ではカスミにその任を押し付けている。水中バレエの人魚姫ショーの脚本を書いていたことから、文才があるようである。趣味はネイルサロン。SM第42話のおまけコーナーでカスミによると3人で旅行中であると語られている。

ボタン
声 - 浅田葉子
登場時期：KT、JT、SS、HT
ハナダ美人4姉妹の三女でカスミの三姉。姉妹で交替でハナダジムのジムリーダーを務めていたが、姉のサクラやアヤメとジムのプールで行う水中ショーの方に熱心でジム戦をさぼりがちになり、今ではカスミにその任を押し付けている。姉妹の中では一番勝気な性格なようで、チクリと痛いことを言うタイプ。趣味は足つぼマッサージ。SM第42話のおまけコーナーでカスミによると3人旅行中であると語られている。

コジロウの両親
声 - 梁田清之（父親）、兵藤まこ（母親）
登場時期：KT、DP、XY
コジロウの両親で本名は不明。コジロウからは「パパン」・「ママン」と呼ばれている。無印第47話とDP第153話のコジロウの回想シーンで登場。なお、ママンはXY第85話でコジロウの回想に声のみの登場。
コジロウを連れ戻すために死んだ振りをして葬式を開くなど、かなりの変人である。一方でコジロウの王冠をゴミ扱いし、捨てることもある。

執事
声 - 小形満
登場時期：KT、DP
手持ちポケモン：イトマル
コジロウ家の執事で本名は不明。年齢に似合わず、かなり大柄で体力がある。とても気が小さくハンドマイクを常に持っており、少しでも遠かろうが近かろうが構わず叫んでいる。DPに登場した際は声や性格は同じだが、外見が異なる。

ルミカ
声 - 林原めぐみ
登場時期：KT・DP
手持ちポケモン：ナゾノクサ→（クサイハナ）→ラフレシア（声 - 兵藤まこ）
コジロウのフィアンセ。無印第47話とDP第153話に登場（名前と姿だけならこの話以外にも多数登場）。
幼い頃にコジロウが参加した舞踏会で出会い、彼に一目ぼれする。その後コジロウの両親の取り計らいで、結婚を約束された。しかし、ルミカはガーディが嫌いであるため、コジロウに「ペットをガーディからエネコに変えろ」と言うなどわがままな態度をとりコジロウに幻滅され、婚約も解消するように言われた。
髪型を除けば容姿はムサシと同じで、ルミカの執事が変装していなくてもムサシをルミカだと勘違いしてしまうほど。
性格は変人そのもので、コジロウを躾けるために鞭を振るったり（その時の格好はSM嬢を彷彿とさせるようなものであった）、ラフレシアのしびれごなを振りまいたりしている。その上、躾けにはとても厳しく、コジロウが実家を飛び出しロケット団に入団するきっかけを作った人物でもある。その影響もあってコジロウにとってルミカはトラウマの対象となっている。
コジロウが久しぶりに実家に戻ってきたときには、コジロウの両親と協力しコジロウを捕らえようとするも、ガーディに阻止される。その後もコジロウの居場所を聞くためにサトシたちをしつこく追い掛け回していた。
DP第153話で再登場。シンオウ地方のコジロウの別荘に住むじいやがコジロウの居場所を教えたため、コジロウを連れ戻して結婚させるために遥々シンオウ地方にやってくる。変人ぶりは随分治まったものの、ラフレシアは相変わらず手持ちポケモンに居た。コジロウの計らいでピカチュウの「10まんボルト」の爆発でルミカから逃げようとしたが、ルミカ自身もそれに巻き込まれてしまい、結局ルミカはコジロウとニャースと共に吹っ飛ばされてしまった。

### アドバンスジェネレーションから登場
センリ
声 - 小杉十郎太
登場時期：HT・DP
手持ちポケモン： ナマケロ（声 - 三木眞一郎）、ヤルキモノ（ 声 - うえだゆうじ）、ケッキング（声 - 石塚運昇）
トウカジムのジムリーダーでノーマルポケモン使い。ハルカとマサトの父親。妻はミツコ。AG第3話でサトシと会っているが、この時はサトシがポケモンを3体（ジム戦に必要な数）持っておらず、オーキド研究所から二体を呼び戻してはどうかと提案するもサトシは「今度の旅はピカチュウとホウエン地方のポケモンだけで旅したい」と言ったため、サトシの意思を尊重し練習試合という形で対戦をする。後日再戦の末サトシに敗北した時、それに納得できずサトシからバッジを取り上げたマサトに対し、「ジムリーダーが負けることには意味があり、全力で戦って負けた時、その敗北の価値はとても大きいんだ。挑戦者たちの秘めた力を出すことができて私は満足だ」という趣旨の発言で諭した。
ジムリーダーとしても父親としても男としても立派な人物で、家族やサトシをはじめトウカシティの人々からも慕われており、特に北トウカの街では芸能人並な人気ぶりである。ミツコとの夫婦仲は非常に良く、いつもラブラブである。手持ちポケモンはジムにある巨大温室で放し飼いにしている。DPでは姿のみ登場。

ミツコ
声 - 冬馬由美
登場時期：AG・DP
ハルカとマサトの母親で、センリの妻。多数のアゲハントが飛ぶ花畑でセンリにプロポーズされ結婚した。ハルカのアゲハントを気に入っており、ハルカがホウエンでの旅を終えた後にアゲハントを預かる。センリとはいつもラブラブだが、彼のジョーイとの浮気疑惑（実際は勘違いであったが）の際には激怒し、旅に出ると宣言したことがある。
まだ小さいマサトのことをとても心配しており、旅をさせることには不安もあったが、一緒に旅をするハルカを信じてマサトの旅立ちを認めた。ハルカがホウエンのグランドフェスティバルに出場した時には会場まで応援に行ったが、カントーのグランドフェスティバルの時は都合が悪く応援に行っていない。DPでは姿のみ登場。

### ダイヤモンド&パールから登場
アヤコ
声 - 津村まこと
登場時期：DP・PM2・MV
手持ちポケモン：ニャルマー（声 - 西村ちなみ）、ブラッキー（声 - 佐藤智恵）
ヒカリの母親。若い頃は各地のコンテストで優勝を飾るトップコーディネーターだった。引退した現在でも、ポケモンコーディネーター講座を開いたり、コンテストの審査員を行うなどの活動をしている。ヒカリの旅立ちの日に、お守り代わりにと自分の初めての優勝リボンを渡した。コトブキ大会で惜敗し落ち込むヒカリに「勝った負けたでいちいち電話しちゃ駄目」と叱咤する一方でヒカリのコンテストをいつもテレビで見ているなど、厳しくも優しく成長を楽しみに見守っているようである。
コーディネーター時代は、連戦連勝だったアヤコを破り現在はトップポケリストであるユリ（声 - 冬馬由美）という女性がライバルと同時に親友でもあった。ユリがコーディネーターを引退する際に真っ先に相談されたのがアヤコで、今でも連絡を取り合うなど交流が続いている。ユリがコンテストに20年ぶりにコーディネーターとして復帰した際に娘のヒカリと対戦し、ヒカリが勝利したことで自身ができなかったユリに勝利することを娘がやり遂げた結果となった。
PM2では伝説のポケモンコーディネーターとして語られており、今後開催されるコンテストにも出場予定。これがコハルのイーブイがコンテストに興味を示すきっかけとなった。
フロンティアブレーンのクロツグは昔からの友人であり、その息子であるジュンのことも知っている。

レイジ
声 - 柿原徹也
登場時期：DP
手持ちポケモン：ビーダル（ 声 - 三宅健太）、マルノーム（声 - 小西克幸）、ムクホーク（声 - 古島清孝）、コロボーシ、ドラピオン
トバリシティで育て屋を営んでいる青年。シンジの兄で、育て屋でシンジのポケモンを預かっている。
育て屋になる前はトレーナーであり、カントー、ジョウト、ホウエン、シンオウの全てのジムバッジや6つのフロンティアシンボルを取得しているが、ジンダイに敗北し、バトルの厳しさを思い知らされたことがきっかけでトレーナーを引退した。トレーナーを引退した後もバトルへの興味が薄れることはなく、サトシにバトルを申し込んだり、サトシとシンジのフルバトルを提案するなど彼らの成長に大きく貢献している。トレーナーとして優秀であり、シンジのエレブーも彼の言うことを素直に聞いている。辛辣な態度が多かった弟とは正反対の性格であり、ポケモンに愛情を注ぎ、性格もいたって温厚かつ常識的で、ムクバードの技の特訓に協力するなどサトシたちにも友好的に接している。一方でシンジのエレブーがサトシのピカチュウを攻撃した際、駆けつけたレイジを見て萎縮するなど、筋の通らない行動には厳しく指導していることがうかがえる。
トレーナーを引退したことと、ポケモンに対する態度についてはシンジから不快に思われており、シンジがポケモンに対する考え方やバトルスタイルに固執するきっかけにもなっている。しかし、レイジ自身はそのことに対してのわだかまりはない様子で、兄弟仲も悪いわけではなく、普段の会話も落ち着いている。サトシとピカチュウのことはシンジから話を聞いていたため、最初から知っていた。
トバリシティのジムリーダーであるスモモとも面識があり、弟のせいで自信喪失になった彼女のことを気に掛けていた。シロナと同じく、サトシとシンジが全く正反対であることを意味深にとらえており、2人が出会ったことによりお互いが何を得られるかということや、2人と関わりが深いヒコザルを気にかけ、2人の成長を見守っている。
シンオウリーグでシンジとサトシのフルバトルをもう一度見ることを希望していたが、当日は育て屋の仕事の都合で現地に赴けず、テレビでフルバトルを観戦していた。
PM2では、マスターズトーナメントのアイリスVSシロナの試合をシンジとともにテレビで観戦していた。

クロツグ
声 - 檜山修之
登場時期：DP・MV
手持ちポケモン：ミロカロス、カイリュー（声 - 古島清孝）、ドサイドン（声 - 石塚運昇）
シンオウ・バトルフロンティアで最強と謳われる、バトルタワーのタワータイクーンの男性。ジュンの父親で、息子からは「ダディ」と呼ばれている。一見落ち着いた印象だが実際は熱血漢であり、息子と同じくおっちょこちょいな一面も見せている。
フタバタウンでは英雄のような存在であり、住民たちから慕われている。また、アヤコは昔からの友人である。フタバ祭りのメインイベント・ポケモンバトル大会でサトシとバトルし、勝利する。バトル終了後、サトシにナギサジムに行くことを勧めた。
『ダイヤモンド&パール』で登場した唯一のフロンティアブレーンだが、彼の台詞によるとシンオウには他のブレーンも存在するとのことである。
劇場版『アルセウス 超克の時空へ』での冒頭ではシロナとバトルをしている。
劇場版『幻影の覇者 ゾロアーク』ではドサイドンと共にエンディングで1コマ登場する。

### ベストウイッシュから登場
ポッド
声 - 森田成一
登場時期：BW
手持ちポケモン：バオップ（声 - 西村ちなみ）
サンヨウジムのジムリーダーの一人。デント、コーンとは三つ子の兄弟である。炎使いらしく、熱血でやや自信過剰な性格。防御を無視したイケイケの攻撃的なバトルスタイルをとる。バオップとともに、イッシュ地方初の炎タイプのジムを開くことが夢。カッとなるとドーナッツをやけ食いする癖がある。
サトシとのジム戦では先鋒を務め、序盤は有利にバトルを進めたが敗北する。
この時を含め、連続でチャレンジャーに敗北したことで、ジムリーダーとして自信を失い、コーンに相談するも、意見が合わずに喧嘩になりジムを飛び出し、そのまま修行の旅に出る。その旅先でデントと出会い、バトルを挑むも敗北。バオップとも喧嘩になるが、事情を聞いたデントのアドバイスでバオップと共に修行し、サトシのミジュマルとバトルして勝利。自信を取り戻し、コーンと仲直りするためにジムへ戻った。
DA第18話では、道場破りの氷ポケモン使いドラゴ（声 - 沢城みゆき）の挑発に乗った結果、バトルに敗北し、ドラゴとデントの勝負を見届けるためガンリュウ島に訪れる。
DAのエンディング映像では、デントがパソコンで送ったメールをレストランで働きながらスマホで見ている様子が描かれた。

コーン
声 - 石井真
登場時期：BW
手持ちポケモン：ヒヤップ（声 - 古島清孝）
サンヨウジムのジムリーダーの一人。デント、ポッドとは三つ子の兄弟である。水使いらしく、クールでキザな性格。一人称は「コーン」か「僕」で、丁寧に話す。相手の裏をかくトリッキーなバトルスタイルをとる。
サトシとのジム戦では次鋒（中堅）を務め、相性の差を覆し勝利する。
DA第18話では、ポッドと共に道場破りトレーナードラゴとのバトルに敗北し、ドラゴとデントの勝負を見届けるためガンリュウ島を訪れる。
DAのエンディング映像ではレストランで働いている様子が描かれた。

ベルパパ
声 - 三宅健太
登場時期：BW1
手持ちポケモン：ヒヒダルマ（声 - 石塚運昇）
ベルの父親。おっちょこちょいな娘のことを心配しており、「まだ旅に出るのは早すぎる」としてライモンシティにてベルを連れ戻しに来る。ライモンジムで負けたベルを約束通り連れ戻そうとしたが、サトシとのバトルで旅の良さを思い出し、ベルの旅の続行を認めた。
若い頃はトレーナーとして旅をしており、その頃は「紅い流星」と呼ばれていたらしい。普段は温厚な性格だが、バトルになると性格が180度変わる。

### XYから登場
サキ
声 - 生天目仁美
登場時期：XY
手持ちポケモン：ヤヤコマ、サイホーン（声 - 佐藤健輔）
セレナの母親。若い頃は「サイホーンレース」に参加したこともあり、それを嫌がる娘に対して、「舌を噛むわよ!」「当たって砕けろよ!」などと指導することがある。後にセレナが「サイホーンレース」に飛び入り参加したサトシに対して、同じ指導をしていた。
彼女曰く、旅に出る前のセレナを「何をやってもすぐに飽きて投げ出す」と心配しセレナを一流のサイホーンレーサーにすることを望んでいて、サイホーンやサトシと息を合わせロケット団を撃退したセレナを家へ連れて帰ろうとしたが、「ポケモンパフォーマーになりたい」というセレナの想いを確かめるべく行ったメェークルレースを通じて、彼女の本気を知り快くセレナを応援する。第80話ではテレビで観戦し、優勝したセレナを喜んでいた。マスタークラスの前日にセレナと電話で会話し、翌日現地で観戦していた。セレナとヤシオが会話している所を目撃している。
第2期OP映像にも登場している。

シトロイド
声 - 佐藤健輔
登場時期：XY
シトロンがジムリーダーの代理として発明したロボット。当初はシトロンのプログラムのミスでジムを乗っ取ってしまうも、シトロンとご主人様認識バトルをし敗北後、プログラムを調整されジムを任される。なお、シトロンがミアレジムのジムリーダーを務めているときは審判を担当する。頭の凹みはシトロンのミスによってできたもの。
フレア団の起こした事件の際には、Z2の暴走を止めるために自らの記憶とプログラムを犠牲にし再起不能となる。事件後はシトロンによって修理されたものの、今までの記憶をすべて失ったままなのでシトロンのことを覚えていなかった。シトロンのフォローの元、アルバとのジム戦を行い敗れるも、もっといろんなことを学びたいとシトロンと誓った。
使用ポケモン
コイル、レアコイル、エレザード
以上、三匹はすべてシトロンから預かったポケモン。

リモーネ
声 - 佐藤健輔
登場時期：XY
手持ちポケモン：デンリュウ、バシャーモ（声 - 佐藤健輔）
シトロンとユリーカの父親。ミアレシティの一画で電気屋を営んでいる。息子とは対照的にワイルドかつ豪快な性格で涙もろく、感激しやすい故に言葉を溜めてしまうこともある。息子がジムリーダーであることを真っ先にバラした人物でもある。また、友達やポケモンとの絆を深めることの大切さをシトロンとユリーカに教えるなど熱い人物でもあり、シトロンがでんきタイプポケモンの専門学校に通うことを勧めたのもリモーネである。
バシャーモ仮面
リモーネのもう一つの顔で、ミアレシティを守るために変装した姿。メガバシャーモのような仮面で顔を隠し、マントを羽織っている。バシャーモと同程度の高い身体能力を持っており、バシャーモをメガシンカさせることができる。キーストーンはベルト内に隠しこまれている。
XY第2話においてプリズムタワーから落ちたサトシとピカチュウを助け、XY第10話でもロケット団の巨大ロボットに苦戦していたサトシたちを助太刀した。XY第69話でプラターヌ博士に自分のキーストーンを貸したのがきっかけで正体を知られ、XY&Z第43話で仮面が取れてしまいシトロンとユリーカに正体を知られた。カロスリーグ開幕後にフレア団の事件を知り、その原因である暴走したプニちゃんを止めようと駆けつける。

マノン
声 - 小松未可子
登場時期：XY
手持ちポケモン：ハリマロン（声 - 寺崎裕香）、フラベベ（声 - 赤﨑千夏）
『XY特別編 最強メガシンカ』に登場する新人トレーナーの少女。アラン・サトシからは「マノン」、ダイゴ・プラターヌ博士・フラダリからは「マノン君・マノン」、セレナからは「マノンちゃん」 と呼ばれている。アランのことは呼び捨てだが、ダイゴやフラダリのことは「さん」付けで呼んでおり、プラターヌ博士のことは「博士」または「プラターヌ博士」と呼んでいる。ミアレシティでのガブリアスの事件において、サトシの活躍を目撃している。アランのリザードンのメガシンカに感銘を受け、アランと一緒に行動しているが、彼からは半ばあしらわれ、子供扱いされている。お転婆かつ明るく素直な性格で好奇心旺盛だが、移動の際にはよく転倒するおっちょこちょいなところが玉に瑕である。「ノンノン」が口癖。
ActII放送に先立ち「マノンのメガシンカ絵日記」というミニコーナーが始まり、ハリマロンやアランとともに登場している。二頭身になった彼女が絵日記を開いてアランが戦ったメガシンカポケモンを紹介し、アランも少し解説を加えている。なお、マノンはコーナーの最初に登場する際に転ぶことがあり、その際はアランから呆れた目で見られている。
ActIIIでは危険な任務をしようとするアランを心配して、アランに行かないよう言うが、結局こっそりついて行った。その際ゲンシグラードン・ゲンシカイオーガ・メガレックウザの戦いに巻き込まれて気絶したアランを守ったことから、アランに感謝され、2人で抱き合った。その後、アランに置いていかれるがダイゴにカロスまで送ってもらう。アランと再会を果たすも、マノンが危険な目に遭うことを恐れていた彼に突っぱねられて泣き崩れる。さらに目を離したすきにハリマロンが昏睡状態になってしまい、フラダリ財団でハリマロンに寄り添うことになる。その後もアランとはフラダリの部下を通して連絡を取り合っている。
XY&Z第36話では買い物をしていたところで迷子になったシトロンのハリマロンと出会い、共に行動することになる。これがきっかけでサトシたちと知り合いになる。アランには決勝戦の邪魔をしたくないがため、終わり次第会うことを考えている。その後、決勝戦を観戦、アランを心から応援して彼の勝利を心配していたものの、アランが勝利して優勝した時は嬉し泣きをした。
フレア団の陰謀によって突如発生した巨大植物により、ミアレシティが大混乱に陥ったとき、フラダリラボにいるハリマロンのことを思い出し、心配になったため、セレナと共にフラダリラボへと向かうことになる。
フレア団との激闘を終えた後、アランの出迎えパーティーを開こうと考え、サトシたちと共にプラターヌ研究所でアランを出迎える。
料理は苦手であるが、セレナと一緒に作れば美味しくできるようでアランからも評価されている。
XY&Z最終話（第47話〈第140話〉）では、ゼロからやり直すと決意したアランと共にフロストケイブへと旅立つこととなり、別れの際にはセレナに感謝の言葉を伝えた。
PM2ではアランとダンデのバトルをハリさんやプラターヌ博士と見ていたものの、アランが敗北したことに悔しがり泣いていた。

イッペイ
声 - 鈴木達央
登場時期：XY
手持ちポケモン：ゲッコウガ
サンペイの長兄でゲッコウガ使い。XYでは17話のサンペイの回想にて登場。村で1番の実力を誇り、村の民からは慕われている。カゲトモの起こした事件の解決後、村の頭領になる。

ニヘイ
声 - 西墻由香
登場時期：XY
手持ちポケモン：フシギバナ (声 - 三宅健太)
サンペイの次兄でフシギバナ使い。イッペイ同様、XYでは第17話のサンペイの回想に登場。里に戻ってきたサンペイとバトルを行い、勝利する。

サイゾー
声 - 鳥海浩輔
登場時期：XY
手持ちポケモン：ガメノデス（声 - 石塚運昇）
サンペイの師匠。XY第52話にて初登場。弟子であるサンペイに秘伝の書を届ける任務と称し彼に試練を与え、その途中で仮面の忍者に成り済ましサンペイやサトシと対決し試していた。

ハンゾー
声 - 北沢洋
登場時期：XY&Z
サンペイの村の元頭領。サンペイとニヘイのバトルを見て、フシギバナがゲッコウガの「つじぎり」をガードしたのを見抜くなど、勘が鋭い。忍者村の祭りの最中、カゲトラ率いる忍者集団に捕らわれてしまう。事件解決後、彼らと和解しイッペイに頭領の座を譲った。

シノブ
声 - 東條加那子
登場時期：XY&Z
手持ちポケモン：レパルダス（声 - 生天目仁美）
ハンゾーに仕えるくノ一。一見若く見えるがこれは仮の姿で、実際は100歳を超える老婆。ハンゾーは彼女の作るお茶が大好き。身代わりの術が使える。

### サン&ムーンから登場
ホウ、スイ
登場時期：SM
スイレンの妹で、双子である。外見は瓜二つだが、髪の毛のはね具合と着ている服の柄に違いがあり、2つばねでシェルダーの服を着ている方が姉のホウで、1つばねでヤドンの服を着ている方が妹のスイ。可愛いポケモンには「スゴかわ」というのが口癖。ポケモンに対しては好奇心旺盛でバクガメスやスピンロトムを相手に大喜びしたり、「（サトシは）お姉ちゃんのボーイフレンド?」とスイレンに尋ね赤面させたり、ポケモンスクールの授業参観やポケダンス発表会の時ははしゃぎまわったりした。その一方でスイレンが本気で怒った時は怯えている。

スイレンの母
登場時期：SM
スイレン・ホウ・スイの母。そばかすがある。ポケモンスクールの授業参観でははしゃぎまわるホウとスイを制止したりした。マオの父とは顔見知り。スイレン同様、たまに冗談を言うことがある。

スイレンの父
声 - 間宮康弘
登場時期：SM
スイレン・ホウ・スイの父で漁師。第87話のスイレンの回想シーンにて、ネクロズマの出現で無気力になっていた。第99話で漁から帰宅したが、漁をしている際に海上でマンタインに乗ったナギサ（イーブイ）を目撃していた。

ジェイムズ
声 - ふくまつ進紗
登場時期：SM・PM2
手持ちポケモン：オドリドリ（ぱちぱちスタイル、声 - 愛河里花子）
リーリエの執事。かつてリーリエがポケモンに触れなかったことに対して悩んだ時期があった。感激屋で涙もろく、ポケモンバトルになると興奮する。最終話（第146話）では旅に出るリーリエたちを見送った。
PM2でも登場。モーンが帰還したことに感激し、涙を流していた。

ルザミーネ
声 - 木下紗華
登場時期：SM・PM2
手持ちポケモン：ピィ→ピッピ→ピクシー（声 - 林原めぐみ）、ドレディア、 ミロカロス、ムウマージ（声 - 國立幸）、アブソル、エンニュート
エーテル財団の代表。リーリエとグラジオの母親。バーネット博士は同僚で友人関係でもある。娘のリーリエに対しはハイテンションで接するなどかなりの親バカな面を持っているが、リーリエからは「自分の気持ちばかり押し付ける」と快く思われていない。神経質な一面もあり、第46話でサトシたちへの挨拶中に何度も電話がかかってきた際にはイライラしつつも平静を装っていた。
日輪の祭壇でバーネット博士や他の職員たちと共にウルトラオーラの研究をしていた際にメレメレ島でも同じ波長を確認したことでククイの下を訪れ、そこでリーリエと再会し、サトシとほしぐもと出会う。彼にウルトラビーストのことを話すと、ほしぐもを預からせてほしいとお願いするも、ソルガレオとルナアーラとの約束を守ることを決めたサトシに断られ、何かあったときは連絡するよう約束した。第50話ではザオボーが呼び出したウツロイドからグラジオとリーリエを庇い、そのまま異世界に攫われてしまった。
その後、ウルトラホールを抜けた先にある異世界にてウツロイドと融合し一体となった姿で登場。ウツロイドに操られており、サトシたちの呼びかけにも応えず、ウツロイドの能力で毒の沼を生成するなどして足止めする。その後リーリエの言葉で正気に戻りかけるも、さらに巨大化して暴走、その直後にサトシとピカチュウが新たに発動したZワザ「1000まんボルト」を受けて遂に敗北。融合から解放され、リーリエとグラジオに引っ張り出されて無事救出された。
救出後は容体も回復し、ククイ博士とバーネット博士での結婚式にも参列。「ウルトラガーディアンズ」として協力してほしいと、サトシたちに依頼した。その後もリーリエとは定期的に会っている模様。
リーリエ曰く子供っぽいところがあるようで、上述のように悪気無く気持ちを押し付けることがあるほか、ポケモンスクールにウルトラガーディアンズの基地に行くための仕掛けを施したり、「はい」ではなく「ウルトラジャー」とポーズ付きで返事するようにお願いしたりした。
夫モーンを失った際のショックはとても大きく、ウルトラホールの研究を凍結させてしまうほどだった。しかしグラジオが夫が生きていることを知らせた際、夫のことを子供たちに伝えなかったことは間違いだったことを考え、グラジオとリーリエの兄妹にモーンの研究部屋へと連れて行った。そしてモーンが戻ってくるまで息子たちに夫の部屋を任せることにした。
アローラリーグの際には、エーテル財団が会場設営のスポンサーだったということもあり、部下やバーネットと共に会場に赴き、支配人の席からグラジオとリーリエを応援していた。最終話（第146話）では夫モーンを探すために、リーリエ、グラジオを連れて旅に出た。その後、PM2の111話にて再登場し父・モーンが記憶を取り戻したことで完全なる家族の再会を果たした。

モーン
声 - 斉藤次郎
登場時期：SM・PM2
手持ちポケモン：ゾロアーク（声 - 岩崎諒太）、マギアナ（声 - 美波わかな）
ルザミーネの夫で、グラジオとリーリエの父親。劇中では回想と写真のみでの登場。科学者として優秀であり、研究熱心でリーダーシップの資質が高く、妻のルザミーネからも「頼れる夫」として尊敬されていた。ポケモントレーナーとしての実力も、島キングのハラが認めるほど高い。ウルトラホールの研究をしていたが、事故によってウルトラホールに吸い込まれしまい行方不明となる。
グラジオはまだ幼かったためほとんど覚えていないが、「父の手のぬくもりが忘れられない」と語っている。リーリエは写真でしか父親のことを知らず、母に聞こうにも母の様子を考慮してか聞けずにいる。カプ・レヒレの起こした霧の中でもグラジオとリーリエに会うことはなかったため、ハプウは彼がどこかで生存している可能性を指摘している。最終話（第146話）ではルザミーネ、グラジオ、リーリエが彼を探す旅に出た。
ウルトラホールに吸い込まれた後、転移先のウツロイドに助けられ、すぐに元居た世界に連れて行かれるが、開いていたウルトラホールは吹雪のカンムリ雪原に繋がっていたため、雪原にあった空き家に行き着く。ウツロイドあるいは事故の影響によって自身と娘の名前以外の記憶を失い、ウツロイドを娘と誤認して一緒に暮らしていた。PM2の111話にてリーリエたち家族との再会を果たす。ウツロイドに記憶を取り戻すことを妨害されていたが、リーリエたちによって記憶を取り戻し、家族との完全な再会を果たした。

アマラ
声 - 喜田あゆ美
登場時期：SM
カキの母。豪快な性格の肝っ玉母さんで、食事前には島の火山に祈りを奉げることを日課にしている。

シブ
声 - 石川界人
登場時期：SM
カキの父で牧場の社長。妻や息子と違い温厚で控えめな性格。

ホシ
声 - 渋谷彩乃
登場時期：SM
カキの妹。明るくしっかりとした性格で、過保護な兄に呆れることもあるが兄妹仲は良好である。兄の通うスクールのメンバーとも仲が良く、ダグレオのライブやマーマネのお別れ会にも顔を出している。カキを応援するためにアローラリーグに訪れ、スカル団に襲われたところをグラジオに助けられ彼に惚れた。

カキの祖父
声 - 石塚運昇→櫻井トオル（第107話以降）
登場時期：SM
カキの祖父。アーカラ島の元島キングで、かつてはカキのリザードンをパートナーにしていた。劇中では既に故人で、カキの持つZリングは彼の形見である。第107話ではソフウと共にカキを見守っていた。

マオの父
声 - 三宅健太
登場時期：SM
マオの父でアイナ食堂を経営している。掃除や洗濯など、家事はほとんど娘に任せっきり。過去に店のメニュー作りに行き詰った際にヤレユータンと出会い、助言を貰ったことがある。

マオの母
声 - 斎藤千和
登場時期：SM
マオの母でマオの思い出の人物。マオが幼い頃、病気のためにこの世を去っている。カプ・レヒレの起こした霧の影響でマオと再会し、マオに感謝の気持ちを告げて去って行った。

ウル
声 - 興津和幸
登場時期：SM・PM2
手持ちポケモン：ベロリンガ
マオの兄。葉っぱを咥えているのが特徴で、サトシとリーリエ以外のポケモンスクールのメンバーとは旧知。普段は料理修行のため旅に出ているが、72話で「アローラパンフェルティバル」に出場するため一時帰宅した。
惚れっぽい性格で、アローラパンケーキの店のウェイトレス・ノアに惚れていたが、彼女にフィアンセがいることを知り玉砕するも、再び料理修行をするためにアローラ地方を去る際には、すぐに別の女性に惚れていた。
当初はアローラリーグに参加する予定だったが、店員募集のために参加を断念しとある店で店員をしていた。そこで偶然にもマオと再会し、リーグの応援をすることを決めた。トーナメント戦時で遅れながらもマオを応援し、見守っていた。最終話（第146話）では店に帰宅。その際にグラシデアの花を持って来ており、マオのシェイミがスカイフォルムになるきっかけとなる。
PM2でも台詞は無いが登場しており、アローラに滞在している。アローラに帰還したリーリエ一家やサトシたちに料理を振る舞っている。

マーマネの父
声 - うえだゆうじ
登場時期：SM
マーマネの父親。マーマネと同じようにポッチャリした体型。アローラ地方の観光センターの副センター長を務めている。少々自尊心が強くサトシに「マーマネよりスリムだろ？」と聞いたり、妻に褒められると「それほどでもあるよ」と返事したりした。アローラリーグには直接会場には向かわず、テレビで様子を見ていた。

マーマネの母
声 - かないみか
登場時期：SM
夫と息子の好物であるマラサダドーナッツを作るのが得意。息子と同じくアイスクリームが大好きで、冷凍庫いっぱいまで買い溜めしている。

バーネット博士
声 - 國立幸
登場時期：SM・PM2
手持ちポケモン：ゴンベ（声 - 愛河里花子）
アローラ地方の研究者。ウルトラホールについて研究している。ルザミーネの親友で、ククイ博士とも知り合い。アローラ地方で最も輝いている女性に送られる「アローラレディーアワード」を受賞している。第55話でククイのプロポーズを受けて結婚した。結婚後はククイの研究所に住んでいる。ロイヤルマスクの大ファンで正体が自分の夫だったとは今まで気づいていなかったが、正体を知った直後にショックのあまり失神してしまった。最終話（第146話）で涙ながらにサトシを見送り、エンディングでは妊娠しており、PM2にて産まれていたことが判明した。

レイ
登場時期：PM2
ククイ博士とバーネット博士の子供。SM編の最終回（第146話）のエンディングにてバーネットが妊娠していた様子が描かれていたが、その後PM2にてサトシが再びアローラ地方に訪れた際には産まれていた。

マーレイン
声 - 桑野晃輔
登場時期：SM
手持ちポケモン：レアコイル（声 - 真堂圭、上田麗奈、菊地瞳）、デンリュウ（声 - 清水理沙）
ウラウラ島のホクラニ天文台の所長。SM第67話にて写真で登場し、SM第79話で実際に登場した。ククイ博士の親友で、博士のことを「ククイくん」と呼んでいる。マーマネの従兄弟でもあり、彼からは「マーさん」と呼ばれ、マーマネのことは「マーくん」と呼んでいる。
ポケモンスクールの授業の一環として星空とメテノの観察のため訪れたサトシたちをメテノの生態などについて案内した。
アクジキング襲撃前まではサトシたちの関係者で唯一ロイヤルマスクの存在を知っており、その正体がバレないように時間を稼ぐために影武者を買って出るが、そのためにロイヤルマスク大ファンのザオボーとコジロウに誤解されてしまう。マッドブーバーが握手会に乱入した際は、レアコイルを使って照明を落とし、ククイ博士に変身のチャンスを作った。最終話（第146話）でマーマネと共にトクサネシティへ向かった。

ハラ
声 - 檜山修之
登場時期：SM・PM2
手持ちポケモン：マクノシタ→ハリテヤマ（声 - 三木眞一郎）、マケンカニ→ケケンカニ（声 - 武隈史子→櫻井トオル〈ケケンカニに進化後〉）
メレメレ島の島キング。ハウの祖父。ククイとグズマの師匠でもある。穏やかな性格で「ですぞ」が口癖。高齢の割に巨大な丸太を軽々と持ち上げる怪力の持ち主。ククイが5歳の時はまだ島キングになる前の若き姿が描かれた。
島巡りの試練ではぬしポケモンのデカグースとのバトルをサトシに依頼する。大試練ではサトシのポケモンを圧倒させたが、あと一歩のところで敗北した。本来ハラの大試練を突破した者にはカクトウZを渡すのが習わしだが、サトシには渡す直前にカプ・コケコがデンキZと摩り替えていったため、カプ・コケコの意思を尊重してデンキZを渡した。51話ではウルトラホールの存在を知っており、サトシたちにアドバイスをしている。モーンが島巡りに挑戦したことを覚えており、リーリエに仮免許としてZリングを使う許可を与えた。
ウラウラ島の「ポケゾリ大会」に参加するため、サトシたちと共にラナキラマウンテンに訪れた際にマケンカニをケケンカニに進化させ、「ポケゾリ大会」でも優勝を果たした。
126話では孫のハウと共にアローラリーグに訪れる。グズマとククイの対立を目の当たりにして二人の因縁を皆に語り、「グズマへの教え方が間違っていた」と後悔の念を抱いている。
PM2でも登場。モーン帰還の歓迎会の司会役を務めた。
Zワザ発動時の掛け声は「我、メレメレ島、そして守り神カプ・コケコと共に意思を共にする島キングなり！今こそ全ての力を一つにするとき！ぜんりょくむそうげきれつけん！」。

### テレビアニメ第7シリーズに登場
トメ
声 - 吉沢希梨
登場時期：PM2
ゴウの母方の祖母。アニメオリジナルキャラクターの一人。孫思いの明るい女性。得意料理はシチュー。

クルネ
声 - 根谷美智子
登場時期：PM2
ゴウの母。アニメオリジナルキャラクターの一人。職業はプログラマー。夫と2人でシステム系の会社「ゴーゴーシステム」を経営しているが、多忙のために幼少期からゴウに構うことができず、負い目を感じていた。ゴウが成長後もコハル以外に友達ができないことを心配した。

イクオ
声 - 増田隆之
登場時期：PM2
ゴウの父。アニメオリジナルキャラクターの一人。職業はシステムエンジニア。夫妻共同で「ゴーゴーシステム」を経営。

ヨシノ
声 - 櫻井智
登場時期：PM2
コハルの母。アニメオリジナルキャラクターの一人。髪型がコハルに似ており、眼鏡をかけている。コハルは「お母さん」と呼んでいる。職業はイラストレーター。高校時代は漫画家を志望していたが、ある時諦めかけていたところをサクラギに「好きな物から卒業しないで」と諭された過去がある。

ソウタ
声 - 植田千尋
登場時期：PM2
コハルの弟。アニメオリジナルキャラクターの一人。幼稚園に通い、サッカークラブに入っている。コハルを「お姉ちゃん」と呼ぶ。「ポケモンオリエンテーリング」にも参加。姉と同じくゴウとも幼馴染で、当初は呼び捨てだったがポケモンオリエンテーリング以降は「ゴウ兄ちゃん」と呼んでいる。友達にはナミがおり、ナミのポケモンの悩みをコハルたちに相談したり、お泊まり会に参加したりと仲がいい。

## ポケモン研究者・サポート役

### テレビアニメ第1シリーズから登場
オーキド博士

ソネザキ・マサキ
声 - 小野坂昌也
登場時期：KT
岬にある古い灯台に住むポケモン研究者で、「ポケモンアナリスト」を自称している。オーキド博士と親交があり、彼からは一目置かれている。ポケモンの生きている意味を研究しており、ポケモンの気持ちを知るべくカブトの着ぐるみを着ていた。世界に一匹しかいないという幻のポケモンを待っている。

ウチキド博士
声 - 潘恵子
登場時期：OS・MV
オレンジ諸島のダイダイ島に研究所を持つ女性ポケモン研究者。研究所には多数のポケモンがいる。オーキド博士と親交があり、オーキド博士に謎を解明してほしいとGSボールをサトシに預けた。優秀な学者ではあるが3人の助手ともども家事が苦手で部屋は常に散らかっている。一時期タケシが助手をしていた。
スタイル抜群であり、初登場の際にはハイレグ水着に白衣を引っ掛けた姿でサトシとカスミを唖然とさせ、タケシを悩殺した。
劇場版『幻のポケモン ルギア爆誕』にも登場。

ウツギ博士
声 - 井上和彦
登場時期：JT・PM2
手持ちポケモン：サニーゴ
ジョウト地方のワカバタウンのポケモン研究者。オーキド博士の弟子であり、彼の下で助手として研究者の基本を学んでいた。ジョウト地区のポケモン保護協会の顧問でもあり、ポケモンの調査や保護活動をするなどの活動も行っている。
新人トレーナーにチコリータ・ヒノアラシ・ワニノコのいずれか一匹を渡している。研究熱心が過ぎることがたまにキズで、ムサシたちが研究所に入った際にロケット団だと気づかずジョーイだと勘違いしたため、ワニノコを盗まれたことがある。
『ライコウ雷の伝説』にもナレーションとして登場。
PM2ではイメージ画像として再登場し、ポケモンのタマゴについての生態などの論文を発表していたことが明かされた。

### アドバンスジェネレーションから登場
オダマキ博士
声 - 立木文彦
登場時期：JT・HT・XY
ホウエン地方のミシロタウンのポケモン研究者。外でポケモンの調査をするフィールドワークを中心に研究しており、ムロ島やイロハ諸島などの離島にも訪れている。ジョシュウ（声 - 石田彰）という助手がいる。研究所を訪れたタケシに、サトシがトウカシティに旅立ったことを伝えている（AG第4話より）。
新人トレーナーにキモリ・アチャモ・ミズゴロウのいずれか一匹を渡している。ハルカにポケモン図鑑とアチャモを、XY編では回想シーンでショータにキモリを渡している。劇中で会話するシーンは無いがハヅキは知り合いであり、無印第272話ではハヅキの回想シーンで登場し、ホウエン地方のポケモンたちと戯れている姿が描かれた。最終回（第158話〈第276話〉）でもホウエン地方（ミシロタウン）に向かう船の中でサトシの台詞で言及されている。
PM2ではシュウ・ハーリー・テツヤ・マサムネ・カエデ・カナタと共にサトシVSダイゴのバトルを見ていた。

### ダイヤモンド&パールから登場
ナナカマド博士
声 - 家弓家正（DP）→津田英三（PM2）
登場時期：DP・PM2
シンオウ地方のマサゴタウンのポケモン研究者。オーキド博士のタマムシ大学時代の先輩であり、オーキド博士もナナカマド博士には頭が上がらない様子。ポケモンの進化の研究に詳しい。怒ると怖いという。助手はユウゾウ（声 - 小西克幸）の他数名。
新人トレーナーにナエトル・ヒコザル・ポッチャマのいずれか一匹を渡している。ヒカリが研究所に来た際にポケモン図鑑とポッチャマを渡した。
テンガン山にも研究所の支部があり、毎年夏に「ポケモンサマースクール」を1週間開催し、ポケモントレーナーへの指導なども行っている。
PM2ではもう一つの世界の本人が登場。時空の歪みによるポケモンへの異変を解明しようとしている。

カラシナ博士
声 - さとうあい
登場時期：DP
シンオウの歴史研究家で、カンナギ歴史研究所の所長。シロナの祖母。アカギとは顔見知りである。
鋼鉄島での異変を知って島に駆けつけ、ゲンと共に詳しい島の調査をすることになった。

### ベストウイッシュから登場
アララギ博士
声 - 進藤尚美
登場時期：BW
手持ちポケモン： チョボマキ（声 - 古島清孝）→アギルダー（声 - 佐藤健輔）
イッシュ地方のカノコタウンの女性ポケモン研究者。若くしてイッシュ地方のポケモン研究を牽引する優れた研究者。ベルが使いこなせなかったチョボマキ（アギルダー）を使いこなし、ベルとのタッグでサトシとデントを苦戦させるなど、トレーナーとしての実力も高い。
オーキド博士と親交があり、イッシュ地方を訪れたサトシたちを研究所に案内し、その際にゼクロムの影響でオーバーロードを起こしたピカチュウの治療を担当する。「あらら」が口癖。
新人トレーナーにツタージャ・ポカブ・ミジュマルのいずれか一匹を渡している。シューティーにポケモン図鑑とツタージャを渡した。またミジュマルは、研究所から抜け出し、サトシについていき、そのままサトシのポケモンとなった。旅行中、イッシュリーグを目指すことを決めたサトシに図鑑とモンスターボールを渡し、イッシュ地方でゲットしたポケモンを自身の研究所で預かり、データを採集するなど、DPまでのオーキド博士が行っていた役割を担当している。
その後はサトシたちと何度か旅先で顔を合わせている。マコモ博士とともに行なった、古代の化石からアーケンを復活させる実験では、復活したアーケンの飛ぶ訓練にサトシたちが協力した。ベルとポケモン交換を行うため電気石の洞穴近くを訪れた際には、交換後にベルと組んでサトシ・デントとタッグバトルを行うが敗北する。
DAのEDでは、出港したサトシたちのことをベルに伝えている様子が描かれた。

マコモ博士
声 - 川村万梨阿
登場時期：BW1
手持ちポケモン：ムンナ（声 - 西村ちなみ）、ムシャーナ（声 - たかはし智秋）
イッシュ地方のサンヨウシティの女性ポケモン研究者。「夢見る乙女」を自称し、ポケモンの不思議な力について研究している。アララギ博士の友人。
かつてはポケモンエネルギー研究所で研究員をしており、ムシャーナが夢を見て生み出す煙をエネルギーに利用するための研究をしていた。
ポケモンの化石についての研究もしており、古代の化石からアーケンを復活させることにも成功している。

アララギパパ
声 - 堀内賢雄
登場時期：BW1・BW2N
イッシュ地方のポケモン研究者。アララギ博士の父親で、娘からは「パパ」と呼ばれている。伝説のポケモン（レシラムやゼクロムなど）について研究しており、それに関する遺跡を巡っている。考え事をすると話を途中で止める癖がある。
サトシたちと「黒き英雄」の伝説が残る遺跡を探索し、一通りの探索を終えた後はさらに詳しい調査をすることを決め、サトシたちと別れる。

### XYから登場
プラターヌ博士
声 - 土田大
登場時期：XY
手持ちポケモン：フカマル→ガバイト→ガブリアス（声 - 三木眞一郎）
カロス地方のミアレシティのポケモン研究者。新人トレーナーにハリマロン・ケロマツ・フォッコのいずれか一匹を渡しており、4話でセレナにフォッコを、マノンにハリマロンを渡した他、第2話ではケロマツがサトシに、第10話ではハリマロンがシトロンを気に入ったため譲ることにした。トロバ・ティエルノ・サナにそれぞれヒトカゲ・ゼニガメ・フシギダネを渡したのも彼である。第2話でサトシに、第4話でセレナにカロス地方のポケモン図鑑を渡し、その後の第93話ではさらに最新型のポケモン図鑑を2人にプレゼントした。感激すると「マーベラス!」と叫ぶのが口癖。
ポケモンの進化の研究をしており、特に新たに発見されたもう一段階の進化であるメガシンカについて研究していて、ガブリアスを初め、研究所の温室には多数のポケモンがいる。女性の助手が2人いる。サトシたちが訪れる度に研究所が壊れるジンクスがあるため、 「来るたびにこうなるね」とぼやいている。
アランはかつての助手であり、彼が旅を出た後も気にかけて、連絡がなくなったのを心配していた様子であった（後述のようにフラダリの研究秘密にするよう圧力をかけられたのが原因）。最強メガシンカAtc3ではホウエン地方の事件のモニターを見ていた際、アランが出たのを見て驚いていた。
カロスリーグではカルネと共にバトルを観戦し、アランとサトシの勝負を褒めていた。また、決勝前にアランと再会を果たし、フラダリにより距離を置かれていた彼から話を聞いて和解した。
その後、フレア団の起こした事件に驚きつつも、マノンをフレア団から救出し事態を解決するために奔走する。事件解決後はマノンやサトシたちがアランを歓迎したこともあり、彼を助手に復職させた。
サトシが出演しなかった特別編に5本登場するなど、全シリーズに出演中のオーキド博士とレギュラー人物であるククイ博士とサクラギ博士を除くと、ポケモン研究者の中で出番が最も多かった。

### サン&ムーンから登場
ククイ博士
上記を参照

バーネット博士
上記を参照

ロトム図鑑
上記を参照

### テレビアニメ第7シリーズに登場
サクラギ博士

キクナ
声 - 千本木彩花
登場時期：PM2
サクラギ研究所の女性研究員。PM2のレギュラーキャラクターの一人であり、母（声 - 遠藤沙季）と妹がいる。大食いマニアでその道の達人およびポケモンにも通である。片付けが苦手。過去にとある青年（声 - 小林千晃）の持つコダックに、挫折時に励まされたことがきっかけでコダックが好きになり、グッズの収集を始めた。部屋はコダックで埋めつくされている。ダークライが見せた悪夢の中では「サクラギ団」の一員となっていた。

レンジ
声 - 観世智顕
登場時期：PM2
手持ちポケモン：コイル（声 - うえだゆうじ）
サクラギ研究所の男性研究員。ポケモンについて詳しく解説することもあり、PM2のレギュラーキャラクターの一人。サトシのゲンガーにノックアウトされては、それ以来ゲンガーがトラウマになっている。趣味はラジオ番組。

スマホロトム
声 - 堀内賢雄（サトシ）、マリナ・アイコルツ（ゴウ）、大谷育江（ロケット団）、浪川大輔（コハル）、三木眞一郎（シゲル）
登場時期：PM2
PM2におけるサトシ・ゴウのサポート役兼ポケモン図鑑。サクラギ博士が手渡ししたスマートフォン（ゴウは最初から所持していた）にロトムが入り込んだことで誕生した。ポケモンや建物などの説明や、ゲットしたポケモンを一覧にする機能がある。ゴウのスマホロトムはゴウが野生のポケモンにボールを当てるたびに言葉を発している。第68話からはサトシとゴウと同じ赤いスマホロトムをシゲルも使用している。
第12話からはロケット団も黒いスマホロトムを所持したが、こちらはポケモンの名前と分類、タイプ（以下省略）しか言わず、解説の時も「だってさ」「驚きだね」など、（入り込んだロトムの性格のせいか）投げやりことしか言わない図鑑らしかぬ面も目立つ。
第49話からコハルもピンク色のスマホロトムを使用。

マグノリア博士
声 - 津田匠子
登場時期：PM2
ガラル地方の女性ポケモン研究家。ソニアの祖母。PM2第4話で画像のみ登場し、PM2第43話で本格的に登場する。サクラギ博士の知り合いである。ローズとはダイマックスの研究を共に協力しながら危険視している。

## ポケモンバトル関係者

### ポケモンリーグ関係者

#### その他
タマランゼ
声 - 佐藤正治
登場時期：KT・JT・HT・DP
ポケモンリーグ協会会長。サトシたちとはセキエイ大会の聖火リレーで知り合い、ジョウトリーグのシロガネ大会、ホウエンリーグサイユウ大会と会ったりと何かと縁がある。口癖はその名のとおり「たまらんのう」。一度だけオーキド博士のポケモン講座に特別出演したことがある。DPでは応援席でシロナの隣に座りバトルを観戦する姿がある。

### バトルフロンティア関係者
エニシダ
声 - 坂口候一
登場時期：BF
カントー地方のバトルフロンティアのオーナー。アロハシャツとサングラスがトレードマーク。各地の強豪トレーナーに、カントーに7つあるバトル施設「バトルフロンティア」への挑戦を勧めており、バトルフロンティアを制覇したトレーナーを新たなフロンティアブレーンにしようと考えている。カントー地方のトキワジムでサトシと偶然知り合い、四天王であるキクコに匹敵する実力者とバトルできるバトルフロンティアの存在を知らせる。その後は各地のバトルフロンティア施設に訪れ、サトシの実力を見ている。

#### その他
サブウェイマスター
ライモンシティの地下鉄の管理をしている双子の兄弟。デントとは顔見知りであり、「ジムリーダー」ではなく「メトロソムリエ」として認識している。ライモンシティでのロケット団によるポケモン強奪事件の際には、サトシたちのサポートをする。第51話ではスタンプラリーを特例ながら制覇したデント、サトシとタッグバトルをし、サブウェイマスターとしての実力を見せ付けた。2人共バトル時の行動などを鉄道用語に例える傾向がある。彼らが務めた次回予告は、冒頭のサトシの台詞までも彼らが務める完全オリジナル仕様であった。
BW2では第15話でソラン（声 - 林原めぐみ）とリーク（声 - 愛河里花子）の空想の中で登場している。
「めざせポケモンマスター」では第3話にてブリムオンがデントに見せた幻覚として登場している。
ラジオ『Pokémon Radio Show! ロケット団ひみつ帝国』では第1回から第14回までCMナレーションを務めた。
映画『神速のゲノセクト ミュウツー覚醒』では二人ともエンディングで1コマ登場する。
ノボリ
声 - 佐藤健輔
登場時期：BW
手持ちポケモン：シャンデラ（声 - 福圓美里）
サブウェイマスターの兄。一人称は「私」で、丁寧に話す。ポケモンを出す時の掛け声は「○○!出発進行!」。

クダリ
声 - 古島清孝
登場時期：BW
手持ちポケモン： シビルドン（声 - 渡辺明乃）
サブウェイマスターの弟。一人称は「僕」で、兄と比較して子供っぽい口調で話す。兄のことは「ノボリ兄さん」と呼んでいる。ポケモンを出す時の掛け声は「○○!全速前進!」。

### 島巡りの関係者

#### 島キング・島クイーン
アローラで初のポケモンリーグが開催されることが決まった際には、彼らがリーグで審判を務めることが発表された。
ハラ
上記を参照。

ライチ
声 - 沢城みゆき
登場時期：SM
手持ちポケモン：ルガルガン（まひるのすがた、声 - うえだゆうじ）、ダイノーズ（声 - 石塚運昇）
アーカラ島の島クイーン。島クイーンに就任後、前任の島キングだったカキの祖父のZリングを預かっていたが、大試練を突破したカキにZリングを授けた。サトシたちのアーカラ島での課外授業を担当する。
他のポケモンたちから懐かれる魅力がある反面、よく転ぶドジな面や涙脆い喜怒哀楽の激しい性格だが、マオはそのドジな面も尊敬している。スイレン曰く「忙しい人」。実家は鉱石を使ったアクセサリー店を営んでおり、課外授業でスイレンが見つけた「かがやくいし」を「Zリング」に改造した。
島巡りの試練ではマオへの依頼をサトシに同行させ、ぬしポケモンのラランテスを倒したサトシに大試練への挑戦を認めた。サトシとの大試練ではダブルバトルで勝負するも、敗れ去り、彼に「イワZ」を渡す。その後サトシにイワンコに進化の矛先があることを教えた。
ククイ博士とバーネット博士の結婚式にも出席し、ブーケトスの花束を手に入れた。
アローラリーグトーナメント戦では、マオとスイレンとの対戦で審判を務めていた際に思わず涙ぐんでいた。
Zワザ発動時の掛け声は「轟け、命の鼓動！天地を貫く岩の響きよ！いけ、ワールズエンドフォール！」。

クチナシ
声 - 相沢まさき
登場時期：SM
手持ちポケモン：ワルビアル（声 - 櫻井トオル）、ヤミラミ（声 - 石川界人）、ペルシアン（アローラの姿、声 - 武隈史子）
ウラウラ島の島キング。警察官でもあり、交番には沢山のニャース（アローラのすがた）がいる。けん玉が趣味。サトシのことは「あんちゃん」と呼び、アセロラからは「クチナシおじさん」と呼ばれている。
ロケット団のボスのサカキとは昔馴染で、彼が警察官になる前からお互い因縁がある模様。アローラ地方に伝わる伝説のポケモンである「かがやきさま」について「ウルトラビーストではないか」と推測しており、何らかの情報を持っているが、サカキに聞かれた際には知らないと答えていた。
気まぐれかつ面倒事を嫌う性格だが、アセロラ曰く「ああ見えて優しい」とのこと。サカキからの情報を元にZリングを求めてやって来たムサシたちには、「島キングは武者修行の旅に出た」と嘘の情報を流した。その後ムサシたちが封印が解けて暴れだしたゲンガーと対峙しているところにアセロラに連れられてやって来たところで彼らと再会し、「どうせなら最後までやれ」とムサシたちに紫色のZパワーリングを授けた。その後島めぐりにやってきたサトシにも「クチナシは不在」と嘘の情報を与えてアローラニャースの世話をさせたが、アセロラが喋ったことでバレてしまった。
ポケモンバトルはあえて相手のトレーナーやポケモンを煽るような挑発的な戦法を取る。サトシの大試練の申し出には「まだ早い」としていたが、アセロラの提案で素質を見るために1対1の模擬試合を行い、圧勝する。
サトシに試練としてロケット団との「スーパーメガやす」でのバトルを指示する。その後、大試練では「ルガルガン1体で自身の手持ち3体を勝ち抜く」というルールでバトルを行い、ルガルガンの成長を見抜きつつも挑発的な言葉で冷静さを失わせて自滅を誘おうとした。しかし自分をコントロールできるようになっていたルガルガンに手持ちを倒され敗北した。バトル後はサトシにアクZを渡そうとしたが、「悪ってガラじゃない」と言い、代わりにルガルガンZを渡した。最終話（第146話）エンディングではハウとバトルしていた。
Zワザ発動時の掛け声は「全力の悪に飲み込まれちまいな。ブラックホールイクリプス。」。

ハプウ
声 - 竹内順子
登場時期：SM
手持ちポケモン：バンバドロ、ゴルーグ（声 - 中川慶一）
ポニ島の島クイーン。両親とは離れて生活しており、一人でポニ大根を育てている。小柄で勝気な性格の少女だが、寂しがりやな一面もある。バトルの実力は高いが、島めぐりに対しては自身なりの信念を持っており、遊びとしてのバトルには興味がない。サトシたちを大根泥棒と勘違いしたことでバトルを仕掛け、圧倒的な実力差で勝利する。しかし事件がスカル団によるものと判明した後はスカル団を撃退、サトシに謝罪し和解する。第108話ではカプ・レヒレに認められ島クイーンとなった。
第109話ではサトシと大試練のためバトルをする。ピカチュウVSバンバドロと1対1の激しいバトルを繰り広げるも敗北し、サトシにハガネZを渡した。
祖父のソフウは先々代の島キングを務めていた。なお、先代のポニ島の島キングはマーマネによると引退したらしく、サトシはそれを知らなかった。
Zワザ発動時の掛け声は「ポニ島に張り巡らされし大いなる芽よ我らに力を与えたまえ。ライジンググランドオーバー！」。

ソフウ
声 - 魚建
登場時期：SM
ポニ島の先々代の島キング。ハプウの祖父で、彼女からは「おじい」と呼ばれている。カキの祖父とも知り合いで現在は故人。カプ・レヒレと共に現れ、カキに大試練を挑ませた。その後、カキの祖父と共にカキを見守り、去って行った。第108話ではハプウにカプ・レヒレから島クイーンとして認められたことを語った。

#### ぬしポケモンとその仲間
ヤングース、デカグース
声 - かないみか（ヤングース）、石川界人（デカグース）
メレメレ島のぬしポケモンの仲間。二匹とも「すなかけ」によるかく乱を使うも、サトシのモクローの「このは」によるかく乱に敗れた。敗北後はラッタとコラッタを追い出し、デカグースは相棒が欲しかったという理由でジュンサーに採用される。なお、デカグース本人はまんざらでもなかった様子で、第39話ではアイナ食堂にテレビ局の取材が入る際には店の外で警備をしていたが、饅頭にドリンクを持って張り込み中の刑事のような雰囲気となっていた。第121話ではヤレユータンの店の客として登場。

デカグース（ぬしポケモン）
声 - うえだゆうじ
メレメレ島のぬしポケモンで、通常のデカグースの3倍の大きさ。その圧倒的なパワーと巨体に似合わぬスピードで、モクローを倒すも、ピカチュウに自分の「すなかけ」を利用されるという戦法に翻弄され、敗北し、サトシを認め「ノーマルZ」を渡す。

ラッタ（アローラの姿、ぬしポケモン）
メレメレ島のぬしポケモンで、通常の個体よりかなり巨大なラッタ。通常サイズのコラッタとラッタを連れている。Zクリスタルを奪いに来たロケット団とスカル団を縄張り荒らしと思い、襲ってくるも、ムサシのミミッキュに敗れ、そのまま「アクZ」を強奪された。その後、ロケット団から「アクZ」を取り返そうと、キテルグマの住処へ向かうも、見張りをしていたキテルグマを見て、慌てて逃げ出す。

ヨワシ（むれたすがた、ぬしポケモン）
アーカラ島のぬしポケモン、ヨワシが集まってむれたすがた。けがをした一匹をスイレンが看病したことで、彼女に釣りバトルの権利を与え、最後はアシマリが新たに覚えた「アクアジェット」で敗北、バトルしたお礼として、スイレンに「ミズZ」を渡した。
なお、このヨワシとバトルするには、釣り老人と名乗る老人（声 - 羽佐間道夫）の許しが必要である。当初は「釣り名人を始めて40年」と言っていたが、次々と歴年が上がり、最終的には「99年と2か月」となった。

ママンボウ
アーカラ島のぬしポケモンの仲間。アシマリの陽動を妨害し、ぬしの回復を営んでいたが、サトシによって釣られてしまい、ピカチュウの「エレキボール」を受けて逃げ出した。

ラランテス（ぬしポケモン）
声 - 清水理沙
アーカラ島のぬしポケモン、通常のラランテスより倍の大きさを持つ。食材を探していたサトシとマオの前に突然現れ、バトルを仕掛けてくる。「はなふぶき」や「ソーラーブレード」で攻め、途中からポワルンを呼び出し、パワーアップしてさらに追い込むが、モクローにポワルンを倒され、日差しが弱くなったところをニャビーの「ウルトラダッシュアタック」で敗北、試練後はマオが大量に採った「ふっかつそう」で回復し、試練の突破を認め、サトシに「クサZ」を渡した。
なお、このラランテスはライチが大試練に挑むために用意した試練であり、同行していたマオはなるべく見守ってほしいと事情を前もって聴いていた。

ポワルン
アーカラ島のぬしポケモンの仲間。「にほんばれ」でぬしラランテスの「ソーラーブレード」のチャージや「こうごうせい」の回復量を増やすサポートをしていたが、ニャビーとモクローの連携攻撃に耐えられず、最後はモクローの「たいあたり」によって倒される。試練後はマオが大量に採った「ふっかつそう」で回復した。

ジャラランガ（ぬしポケモン）
ポニ島のぬしポケモン。通常のジャラランガより倍の大きさを持つ。日輪の祭壇に向かっていたリーリエとグラジオの前に立ちはだかり、行く手を塞ぐ。硬い鱗と巨体で通常の攻撃もびくともしない防御力を持つが、フェアリータイプに変化したシルヴァディの「マルチアタック」で逆転される。

ジャラコ、ジャランゴ
ポニ島のぬしジャラランガの仲間。ジャラコはグラジオのフェアリーメモリのセットを妨害したが、リーリエとシロンの連携によって崩される。

サンド→サンドパン（アローラの姿、ぬしポケモン）
声 - うえだゆうじ
ウラウラ島の氷の洞窟に仲間と共に暮らしているぬしポケモン。ぬしポケモン特有のオーラを放っていないが、通常のアローラサンドより大きいため、マオからぬしポケモンかもしれないと推測している。採掘場に迷い込んできたバンギラスに体格の差で圧倒され、採掘場を乗っ取られてしまい、追い払うべく仲間と共に特訓に励む途中、迷子になったリーリエたちと出会い、バンギラスの「ストーンエッジ」に巻き込まれたリーリエがシロンと共に彼らを援護するために加勢。力を合わせバンギラスを追い払った。後にデンヂムシが氷の石を見つけ、それに触れてサンドパンに進化し、力を貸してくれたリーリエにコオリZを渡した。

オーロット（ぬしポケモン）
ガオ（幼き頃のククイ）の友達のぬしポケモン。通常のオーロットよりかなり巨体。高齢のためガオから「オー爺」と呼ばれている。肩がかゆいとくしゃみをする癖がある。サトシやガオに「ホノオZ」を渡した。現在では既に魂が抜けて抜け殻となっており、体中に大量の草花が生えていた。

### ポケモンワールドチャンピオンシップス関係者

#### マスターズエイト
第109話時点での出場者。ランキング順に記載。
ダンデ

シロナ

ダイゴ

ワタル

カルネ

アラン
上記を参照。

アイリス

サトシ

#### 元マスターズエイト
オーバ

キバナ

#### その他
ダンペー
声 - 北沢洋
登場時期：PM2
手持ちポケモン：ギルガルド
第12話から登場。ポケモンワールドチャンピオンシップスの審判。サトシVSダンデとのバトルでも審判を務めた。

ドローンロトム
声 - マックスウェル・パワーズ
登場時期：PM2
第18話から登場。ドローンにロトムが潜り込んだ姿。ポケモンワールドチャンピオンシップス公式戦のジャッジをしている。

## ポケモンコンテスト関係者

### 司会者
男性司会者
声 - 坂口候一
登場時期：AG
ホウエンのカナズミシティで行われた大会の司会を務めた男性。カナズミ大会以降の司会はビビアンが担当しているため再登場はしていない。
ビビアン
声 - 高田由美
登場時期：AG
ホウエンのポケモンコンテストの司会を務める女性。色気のある声とダンスでコンテストを盛り上げる。リリアンの姉。カントーのグランドフェスティバルでは特別審査員を務めた。

リリアン
声 - 岡村明美
登場時期：BF
手持ちポケモン：エーフィ（声 - 冬馬由美）
カントーのポケモンコンテストの司会を務める女性。ビビアンとは対照的にアクティブな行動でコンテストを盛り上げる。ビビアンの妹で、初登場の話ではビビアンがイメージチェンジしたものと間違えられた。カントーのグランドフェスティバルでは姉妹で共演した。

モモアン
声 - 川上とも子（DP第1話 - DP第95話）、雪野五月（DP第102話 - ）
登場時期：DP
シンオウのポケモンコンテストの司会を務める女性。「○○でございます」の口癖に代表される特徴のあるしゃべり方と、オーバーな紹介でコンテストを盛り上げる。マイクはスタンドにつけたまま使用する。
コンテストの3人の司会者の中では唯一彼女だけがオープニング映像に登場したことがある。
ビビアンやリリアンにそっくりだが、関係は不明である。

### 審査員
コンテスタ
声 - 坂口候一
登場時期：AG・DP
ポケモンコンテストの事務局長で、コンテストの審査員長。基本的に穏やかで紳士的であるが、強引な態度や不正には厳しい。

スキゾー
声 - 園部好德
登場時期：AG・DP
ポケモン大好きクラブ会長で、コンテストの審査員。台詞は基本的に「（○○、）好きですねぇ」しかないが、不正などに関しては「好きじゃないですねぇ」と言う。大好きクラブ会長としての芯はあるようで、コンテストバトルの際にフシギダネを無理に戦わせようとするハルカに対して「あなたならわかるはず」と真剣に怒ったことがある。
シンオウ地方では「ポケモンなりきり大会」（略して「ポケなり」）の主催者および審査員も務める。

### コンテストマスター
ミクリ
声 - 森川智之
登場時期：DP・BW2・PM2
手持ちポケモン：ミロカロス、ラブカス、ラグラージ、トドゼルガ
「コンテストマスター」と呼ばれる存在であり、各地方で定期的に「ミクリカップ」と呼ばれる特別なポケモンコンテストを開催している。ルネジムの元ジムリーダーおよびホウエン地方の元チャンピオン。
水タイプポケモンを愛用しており、その高い実力と優雅さから彼に憧れて「ミクリ様」と呼ぶ女性も多く、ハルカやヒカリもその1人である。湖のほとりでサトシたちと知り合い、コンテストのことで悩んでいたヒカリにアドバイスする。
BW2ではシロナから「ミクリ君」と呼ばれている。またBW2の第93話では、今度はジョウト地方でミクリカップが開催されることが明らかになった。
PM2ではサトシと久々の再会だったため、名前を忘れられかけていた。チャンピオンシップスにはエントリーしていないものの、サトシの活躍は知っており、バトルを挑む（これが原因でサトシたちはコハルのコンテストを見逃してしまった）。ホウエンチャンピオンのダイゴと同等の力を持っているらしい。サトシとのバトル終了後には、レインバッジと自身のマフラーをサトシに渡している。
ミクリカップで優勝したコーディネーターにリボンを譲渡する際のセリフは、ゲーム『エメラルド』でチャンピオンである彼に勝った時のそれと同じである。
レギュラーキャラクター以外で次回予告を務めたキャラクターでもある。

ルチア
声 - 竹達彩奈
登場時期：PM2
手持ちポケモン：チルタリス（声 - 大谷育江）
ホウエン地方のコンテストマスター。ミクリの姪。トップアイドルでもあり、多くのファンがいる。セレナとは知り合い。コハルがコンテストに出場するきっかけとなった人物でもある。
ミナモシティで行われたコンテストライブのマスターランクではセレナとダブル優勝。大会後セレナに一緒にアイドルユニットを組もうと頼んでいた。

## トライポカロン関係者
エル
声 - 井上麻里奈
登場時期：XY
手持ちポケモン：フォッコ→テールナー→マフォクシー（声 - 寺崎裕香）、フレフワン（声 - 赤﨑千夏）、ビビヨン
カロス地方のポケモンパフォーマー。ポケモンパフォーマンスにおいてトップクラスの実力を持ち、トライポカロンの頂点に君臨する「カロスクイーン」。セレナやサナをはじめ女の子たちの憧れの存在で、セレナがポケモンパフォーマーの夢を持つきっかけとなった人物。パフォーマンスでは華麗でクールに見せることを得意としているが、普段は明るく爛漫でフレンドリーな性格であり、セレナ同様スイーツ好き。
ポケビジョンアイドルとしても活躍しており、パートナーのフォッコとともにアイドルユニットを結成しデビューした。デビュー後は一気にメジャーとなり、カロスNo.1アイドルとして人気を誇る。ポケビジョン動画の人気投票番組「ポケビジョンTOP10」のランキングトップの常連であり、カロスクイーンとなって以後も、定期的にポケビジョンを投稿している。
XY第46話でのトライポカロン・ラーグン大会のエキシビションでは、ゲストとしてテールナーとの高度で華麗なコンビネーションパフォーマンスを披露し、観客を魅了した。
XY第64話では「エレーナ」と名乗り、ポケモンたちと喧嘩して一人落ち込んでいたセレナに声を掛けてショッピングに誘い、「笑顔が大事」と彼女を励ます。その後、ダブルバトルを挑み、セレナにパフォーマーとして大切なことを説いた。またセレナのことはヒヨク大会のポケビジョンで見たため、彼女の顔を覚えていた。
ポケモンバトルでの実力も相当で、セレナを苦戦させ圧倒した。その後、多忙の身ゆえにマネージャーから戻るように連絡が入り、バトルを中断。セレナに「いつかステージで会えることを願っている」と言い、その場を後にする。後日、テレビに映る姿から、セレナはエレーナの正体がエルであることに気付きセレナに勇気を与えることに繋がった。
XY第80話ではマフォクシー・フレフワンと共にPCでフウジョ大会を観戦しており、セレナを応援し彼女の優勝に感激した。XY第90話ではテレビの映像とセレナの回想に登場した。
XY&Z第12話ではダンスパーティのゲストとして参加し、ピエールやサトシと踊ったり、ダンスが苦手なサトシにリラックスするようにとアドバイスをしていた。ヤシオのことを「先生」と呼んでいる。
XY&Z第20話でのトライポカロン・グロリオ大会決勝ではセレナと対戦し勝利し、カロスクイーンの座を守り、再び同じステージで対戦することを望み握手した。

ムッシュ・ピエール
声 - 三宅健太
登場時期：XY
手持ちポケモン：クレッフィ（声 - うえだゆうじ）
トライポカロンの司会を務める男性。紳士的なパフォーマンスとキザでダンディな声質で会場を盛り上げる。青いスーツとシルクハットを被り、パートナーのクレッフィが止まったステッキを持つ。XY第47話で初登場し、XY第58話ではセレナの夢の中で登場。

ヤシオ
声 - 佐久間レイ
登場時期：XY
トライポカロンのプロデューサーを務める女性。元カロスクイーンで、ピエールによると数々のパフォーマーを送り出している。トライポカロンヒヨク大会で審査に来た際には、現在のトライポカロンに不満があるのか「エルみたいな子はもういないみたい」と大会を最後まで退屈そうに見物していた。翌朝、帰宅中に一次審査で敗退したセレナの心機一転の断髪を目撃し何かを見つけたのか笑顔になった。XY&Z8話で再登場し、レンリタウンのトライポカロンを観戦。特にセレナの演技と行動には笑顔を見せる一方、XY&Z第16話で開かれたフレイシティのトライポカロンで優勝したセレナと初対面した際、楽しく演技ができたと満足するセレナに対し、「次の目標やクイーンとして足りないものがあり、それに気付かない限り、エルには勝てない」と指摘した。XY&Z第12話ではネットを通じてエルと会話しており、エルからは「先生」と呼ばれている。
XY&Z第20話でのトライポカロン・グロリオ大会では準決勝のパフォーマンスで怪我をしたセレナに決勝は辞退するように言うものの「絶対に諦めたくない」と言うセレナを過去のエルとダブらせ、ワンステージだけ、と応急処置をしてセレナを送り出す。大会終了後にセレナから「エルのステージを見て自分に何が足りないのかが分かった」と言われ笑顔を見せ、「私と一緒に来ない？」とセレナをスカウトする。翌朝、セレナから「旅を続けて色んな人に出会って、その先にあるものを自分でしっかり見つけて納得する答えを出したい」と告げたことを理解し、「納得する答えが出たら連絡しなさい」と連絡先をセレナに渡し、笑顔で去っていった。
XY&Z第45話でセレナから連絡があり、「自分のポケモンたちとカロス地方以外にも旅をしたい、今付いて行ったら甘えてしまうと思う」とスカウトを断られるが、今後の行先を決めていなかったセレナにポケモンコンテストの発祥地ホウエン地方を勧める。「カロスに戻ってきたらパフォーマンスを見せてほしい、あなたの成長がとても楽しみなの」と言うと驚くセレナに「言ってなかったかしら？私、あなたのファンなのよ」と笑顔を見せてセレナを送り出した。

## エーテル財団
ルザミーネ
上記を参照。

ビッケ
声 - 藤村知可
登場時期：SM・PM2
エーテル財団の幹部。ポケモンの保護活動を担当している。おっとりした性格で、ロマン派である。
PM2でも登場。ザオボーと共にロイヤルドームでのバトルロイヤル戦の司会役を務めた。

ザオボー
声 - 真殿光昭
登場時期：SM・PM2
手持ちポケモン：フーディン・スリーパー（声 - サンシャイン池崎）
エーテル財団の幹部。開発・研究部門のチーフを務めている。ビッケとは対照的に現実派であるが、ルザミーネから研究者としての嫉妬ではないかと言われてしまっている。またかなり嫌味な性格で、ほしぐもを自分で世話したいと申し出たサトシに「子供には荷が重い」と忠告したり、ほしぐもと間違えて掴んだモクローを投げ飛ばし、「失礼」の一言で済ませている。ロケット団からも（特にムサシやコジロウは）当初からザオボーに対して嫌悪感を抱いていた。モーンを尊敬しており、ウルトラホールの事故で行方不明になった時はかなりショックを受けていた。
ウルトラビーストへ対抗すべくタイプ:ヌルを開発・誕生させており、彼の研究室にはタイプ:ヌルの資料がある。また自身のミスで暴走したウルトラビーストにリーリエが襲われた事件にも関わっており、事実を隠蔽するためその時の彼女の記憶を消し、ポケモンに触れられなくさせた張本人である。
サトシたちがエーテルパラダイスを訪れる数日前にロケット団のニャースに目を付け、ロケット団の3人を部下として雇っているが、彼らがタイプ:ヌルの研究資料を見た際には「君らは何も見なかった」と脅迫めいた口止めをしていた。第49話では戻りかけたリーリエの記憶を再び消すためにロケット団にリーリエを連れて来るよう命令するも「ロケット団は正義の悪で、悪の悪ではない」という理由で断られ、帰られてしまう。本人も彼らに愛想を尽かし、自分の手で記憶を消そうとリーリエを連れ去ろうとするが、グラジオのタイプ：ヌルがシルヴァディに進化したことで敗北した。結局作戦を諦めざるを得ず、一旦退却する。第50話で再びウルトラビーストを呼び出すために報復も兼ねてアイテム・エレクトリキャッチャーを使い、ほしぐもを攫うもサトシたちに妨害される。しかしながら、ウルトラビーストを呼び出すことに成功するも軽くあしらわれてしまう。ルザミーネがウルトラビーストに攫われた後も自分の非を認めずにルザミーネを責めていた。サトシたちがルザミーネを救出した後は事件の責任を負う形で解雇を免れるかわりにビッケの部下に降格処分となり、職務に勤しんでいる。ククイ博士とバーネット博士の結婚式の席でサトシたちにこれまでの無礼と一連の騒動を自ら謝罪した。第83話ではルザミーネの許可を貰って、特別講師として科学の素晴らしさを体験して貰うためにポケモンスクールにやってくるも、事前に用意していた「ちいさくなる」装置の調子が悪く、その誤作動でサトシ・リーリエ・マーマネが小さくなってしまう。なお、この3人は後にピカチュウのくしゃみで元に戻った。ロトムと共に装置の調整を施すも、今度はトゲデマルが巨大化してしまい、結局失敗に終わる。
ロイヤルマスクの大ファンであり、第90話でその正体を知った。第92話では同じく大ファンのコジロウと意気投合しており、その途中でマーレインを誤解し、自らロイヤルマスクとなって試合に参戦したものの、結局は共にブーバーンに投げ飛ばされ敢え無く試合を断念。握手会終了まで気絶していたが、サイン付Tシャツを貰ったことで満足していた。
ロイヤルマスクとバトルするためにアローラリーグに参加し、予選を突破。トーナメント戦でサトシと対戦することになる。トーナメント戦開始前の夜にサトシの手持ちの中でメルタンが一番弱いと判断し、サトシの目を盗んでスリーパーの超能力で勝手にメルタンを出させ、予想通りのバトルをするも、メルタン独自の能力を知らずにスリーパーの振り子を食べてしまうという計算外の結果によって敗れた。その後はルザミーネやビッケたちと共にグラジオ・リーリエを応援していた。
PM2でも登場。モーンが帰還したことに感激し、涙を流していた。

## プロジェクト・ミュウ
ホダカ博士
声 - 西嶋陽一
登場時期：PM2
手持ちポケモン：マネネ（声 - 千本木彩花）
「プロジェクト・ミュウ」のリーダー。全てのポケモンの遺伝子を有するミュウがポケモンの起源に関係していると疑念を抱きプロジェクトチームを結成した。ミュウに対する野心が強い。自室にはミュウに関する膨大な資料を所有しており、嵩張りやすい紙の資料には不満を抱いている。

ツルギ
声 - 神谷浩史
登場時期：PM2
手持ちポケモン：ウーラオス（いちげきのかた、声 - 三宅健太）、マニューラ（声 - 林原めぐみ）、レジアイス（声 - 三木眞一郎）、レジロック、レジスチル、ドンカラス
「プロジェクト・ミュウ」に参加し、優秀な成績でトライアルミッションを合格したチェイサーの1人。
ポーカーフェイスで厳しめの口調であるが、相手を気遣っての発言である。

アサヒ
声 - 白石涼子
登場時期：PM2
手持ちポケモン：ウーラオス（れんげきのかた、声 - 中村悠一）、マリルリ（声 - 清水理沙）、ブルンゲル
「プロジェクト・ミュウ」に参加し、トライアルミッションを合格したチェイサーの1人。右顎にほくろがある。
ゴウやシゲルなどのチャレンジャーの指導をしている。初期はゴウに対して冷静に振る舞っていたが、正式メンバーになった後は優しく対応している。

## 悪の組織・勢力

### マグマ団・アクア団
ホウエン地方で活動する対照的な2つの組織。マグマ団は陸を増やすことで、アクア団は海を増やすことで、それぞれ世界征服を企む。ただし、ゲームではマグマ団側はカガリ、アクア団側はウシオがいるが、未登場となっている。
マツブサ
声 - 藤原啓治
登場時期：HT
マグマ団のリーダー。世界をよりよくしようという考えを持ち、マグマ団を創設する。紳士的な態度を取るが、ナレーションによると世界征服を企んでいたようである。
後にカイオーガを捕え、たまたまマグマ団の潜水艦と接触したサトシたちを捕まえて自分たちの計画を説明したが、その際自分が所持していた藍色の球がピカチュウと融合したことから一時的にサトシとピカチュウを捕まえた。その後部下にアクア団の所持するグラードンを奪わせようとするが失敗し、逆に潜入していたイズミにカイオーガを奪われてしまう。騒動が治まった後はグラードンを操ることはできないとして、マグマ団は解散する。

ホムラ
声 - 風間勇刀
登場時期：HT
手持ちポケモン：グラエナ（声 - 小西克幸）、ゴルバット
マツブサの部下で、マグマ団の行動隊長の男性。冷徹な性格で、多数の部下を使い任務を遂行しており、マツブサからの信頼も厚い。
主にグラードンについての情報を調べている。海の博物館でクスノキ館長（声 - 星野充昭）から焼けた石を強奪したり、ソライシ博士（声 - 西村朋紘）からえんとつ山の隕石を強奪するなど、マグマ団の野望達成のためにホウエン地方の各地で暗躍する。

バンナイ
声 - 小西克幸
登場時期：HT
手持ちポケモン：メタモン（声 - 林原めぐみ）、ゴルバット
マグマ団の男性団員。「1000の顔を持つ」と称されるほどの変装の名人。お天気研究所の研究員の一人に変装して潜入、グラードン、カイオーガに関する資料を盗んだ。マグマ団解散後は怪盗になり、得意の変装を活かしている。

アオギリ
声 - 相沢まさき
登場時期：HT
アクア団のリーダー。マツブサとは違い、「世界を征服する」などと堂々と口にしていて、口調も荒っぽい。
紅色の球を使ってカイオーガを目覚めさせ、カイオーガを操ろうとしたが、その最中に紅色の球と融合、逆に球に操られて正気を失ってしまう。カイオーガを暴れさせるも、グラードンやサトシたちの活躍により鎮められ、自分も球から解放された。最後はアクア団を解散させる。

イズミ
声 - 津田匠子
登場時期：HT
手持ちポケモン：キバニア、シザリガー（声 - 石塚運昇）、トドゼルガ（声 - 石塚運昇）
アオギリの部下で、アクア団の作戦隊長の女性。落ち着いた性格で、常に敬語を使う。
主にマグマ団の行動監視や、作戦を阻止する役割を担当している。マグマ団員に変装し、マグマ団の所持するカイオーガを目覚めさせる。アオギリが紅色の球に操られて暴走した際には彼を心配していた。

### ギンガ団
シンオウ地方で暗躍する秘密結社。ロケット団にこんごうだまの窃盗を依頼するなど、シンオウ地方の神話にまつわる貴重な文化財を盗んでおり、時空神話を現実に変えて新世界を目指しているらしい。団員は「昔のSF映画を思わせる」特徴的な服装をしており、ロケット団の3人組からは「ステキファッション」と呼ばれている。サトシたちの活躍でアカギは異空間に消え、プルートを除く幹部たちは逮捕されギンガ団は壊滅した。
後の『神とよばれし アルセウス』では自由の身になったプルート以外の幹部たちにより再結成。アカギを連れ戻すためにヒードランとアルセウスのプレートを利用して異空間への入り口を開こうとしたが、失敗してヒードランを暴走させてしまう。その後はサトシたちの活躍でヒードランの暴走は収まり、幹部たちもシロナのロスレイドに拘束され、目的を果たせぬまま壊滅した。
アカギ
声 - 三宅健太
登場時期：DP
ギンガ団のボス。強面だが表向きはシンオウのビルや図書館を設立した経済界の名士で、カラシナ博士と知り合いである。シンオウの時空神話について調べており、エムリットやアグノムの魂を見たと言うヒカリとサトシに興味を示す。
普段は紳士的で冷静な態度を装っているが、ロケット団がしらたまを壊すと言った時には激しい口調で怒るなど、狂気的な本性を持つ。カンナギ遺跡でロケット団の3人組に怒ったことから、3人からは「演説オヤジ」と呼ばれている。
やりのはしらにてサトシたちに正体を明かし湖の三体の伝説のポケモンとこんごうだま、しらたまを使い、ディアルガとパルキアを呼び出し、その力で異空間を生み出し新世界の創造を目論むも、サトシたちに阻止される。しかし、なおも新世界への強い執着心から異空間に自ら足を踏み入れ消えていった。
『神と呼ばれし アルセウス』では未だに異空間に残されていたため遺影のような演出のみの登場。

サターン
声 - 岡村明美
登場時期：DP
手持ちポケモン（ドーミラー（声 - 古島清孝）、ドクロッグ（声 - 小西克幸〈DP〉→光部樹〈PM2〉）、ヒードラン（声 - 三宅健太）
外見は中性的のギンガ団の幹部格。声と外見から女性に見えるが、れっきとした男性である。アカギの右腕のような存在であり、ギンガ団の時空伝説に関わる重要な仕事のほとんどに関わっている。アカギを除くギンガ団員の中では1番頭が回り、注意力がある。
ギンガ団への忠誠心は強かった様子であり、アカギに見放された時には動揺した表情を見せたり、警察に逮捕された時にギンガ団の解散を残念がる台詞を呟いている。

マーズ
声 - 田中理恵
登場時期：DP
手持ちポケモン：ブニャット（声 - 古島清孝）、ドーミラー（声 - 古島清孝）
ギンガ団の幹部格の女性。コードネームはG2。幹部の中では最年少らしい。カンナギタウンでのしらたま強奪の際にはサターンのサポートをし、鋼鉄島では島にある遺跡からテンガン山のスキャンを任されるなど、主に作戦のバックアップを担当している。アカギを慕っていたようで、異空間に消えてゆくアカギを追いかけようとしたがサターンに止められる。最後は警察に逮捕された。

ジュピター
声 - 西村ちなみ
登場時期：DP
手持ちポケモン：スカタンク（声 - 小西克幸）
ギンガ団の幹部格の女性。コードネームはG3。マーズと同じく、主に作戦のバックアップを担当している。アカギほどではないが、「この世界が壊れても構わない」旨の発言をするなど狂気を持っていた様子。最後は警察に逮捕された。

プルート
声 - 緒方賢一
登場時期：DP
ギンガ団の幹部格の男性。白衣を着た老人で、自らを「天才科学者」と自称する自信家。サターンと共にテンガン山にあるという「やりのはしら」を探していた。ギンガ団の目指す新世界には興味がなく、サターンに対して「美味しい思いをするためにギンガ団に入った」と語っている。また、ボスであるアカギのことも最初から信用していなかったようである。他の幹部は警察に逮捕されたが、彼のみ姿が見当たらず、その後の消息は不明となる。

### プラズマ団
イッシュ地方で暗躍する悪の団体。捜査を行っているハンサムによれば、その規模もメンバーも詳しく解明できていない。イッシュ地方の征服を企み、ポケモンを利用した実験や研究を行っている。また、Nの行方を探すことも目的の一つである様子。
2年前、レシラムを呼び出してNのポケモンと会話できる能力でコントロールしようとしたが失敗。その後、アクロマを担ぎ出して2年の間にポケモンコントロールマシンを研究、完成させ、再びレシラムをコントロールする計画を進める。白の遺跡でレシラムを復活させ、一度はコントロールに成功するもピカチュウにコントロールマシンを破壊されて計画は瓦解。ゲーチス他、幹部全員が国際警察に逮捕され、壊滅した。
『劇場版ポケットモンスター ベストウイッシュ 神速のゲノセクト ミュウツー覚醒』では、かつて5億年前に生息していた5体のゲノセクトを復活させていたことが判明する。
ゲーチス
声 - 相沢まさき
登場時期：BW2N
プラズマ団の創始者であり総帥。アクロマやアンジーには敬語で話し、常に沈着冷静な態度を崩さないが、謎の野望を持ち、狂気的とも受け取れる傲岸不遜な本性を垣間見せている。Nの行方を追っており、そのためには多少手荒な手段を用いても構わないと考えている。部下からの信頼は厚いが、自身はただの手駒としか思っておらず、部下たちがレシラムの「クロスフレイム」の衝撃に巻き込まれても全く意に介する様子も見せなかった。
作中ではポケモンコントロールマシンを用いた実験などはアクロマに任せ、白の遺跡でのレシラム復活儀式の準備をしていた。一度はレシラムを手中に収める破壊活動を行うも、ピカチュウが支配に逆らいコントロールマシンを破壊したことを信じられず激怒していた。最後は作戦が失敗に終わり、部下に退避させられる所をサトシたちによって拘束され、国際警察に引き渡された。

アクロマ
声 - 東地宏樹
登場時期：BW2N
プラズマ団に所属する科学者。ゲーチスからは「ドクター・アクロマ」と呼ばれ、彼もゲーチスを「ミスター・ゲーチス」と呼んでいる。ポケモンを利用した実験や研究を行っており、「ポケモンコントロールマシン」を完成させようとしている。特に「ポケモンの力は何によって引き出されるか」ということに強い関心を持つ。
敬語で話し、冷静かつ飄々とした言動をとるが、その本性は冷酷非情なマッドサイエンティスト。厳選された実験体のポケモンを「有機素体」と呼び、実験体に適さないと判断したポケモンを「不適合な連中」と呼ぶなど、ポケモンのことは自身の実験道具としか見ていない。ポケモンの言葉が分かるNからは「ポケモンを実験道具のように扱う君には、ピカチュウがマシンの洗脳に打ち勝った理由など分からないだろう」と糾弾されている。ピカチュウの能力に感心し、アンジーから窘められるなど、お調子者な面も見せる。
サンギタウン外れの山にある天文台で、特殊な電波でポケモンの精神に負荷をかけ、臨戦状態へと導き、戦闘力を極限まで高めさせ意のままに操る実験を行っていた。サトシたちとロケット団の妨害に遭うものの、必要なデータを収集したことで実験を終了し、天文台を爆破して去っていった。その後、オノノクスを操って町を破壊しようとするも、またしてもサトシたちの妨害に遭う。
実験・データ収集を経て「ポケモンコントロールマシン」を完成させ、白の遺跡に赴きライトストーンからレシラムを復活させる。しかしピカチュウにコントロールを破られ、さらにマシンを破壊されて作戦は失敗に終わる。その後国際警察に逮捕された後も、今度はポケモンと会話できるマシンを開発しようとするなど全く懲りていなかった。
操ったポケモン
アクロマによって操られたポケモンで、OP映像ではサトシのポケモンたちとバトルしている。
デンチュラ
ツンベアー
ペンドラー
コジョンド
シビルドン
オノノクス
ゴルーグ
ローブシン
ドッコラー
レシラム

アンジー
声 - 渡辺明乃
登場時期：BW2N
手持ちポケモン：レパルダス
プラズマ団の赤毛の女性幹部。ゲーチスを「ゲーチス様」と呼び、その手足として忠実に行動するなどプラズマ団への忠誠心は高い。アクロマからは「ミス・アンジー」と呼ばれる。また、彼女の他に多数の下っ端男性団員が多数存在する。

ネーロ
声 - 相馬幸人
登場時期：BW2N
手持ちポケモン：ハブネーク（声 - 石塚運昇）
プラズマ団の団員で茶髪の男。ビアンコと共に実験材料として、ウォーグルを捕まえるが、Nに阻止された。ネーロとはイタリア語で「黒」という意味。

ビアンコ
声 - 越田直樹
登場時期：BW2N
手持ちポケモン：ザングース（声 - 三宅健太）
プラズマ団の団員で金髪の男。ドライバーの腕は一流で、ネーロと共に実験材料として、ウォーグルを捕えた。ビアンコとはイタリア語で「白」という意味。

ブラッド
声 - 佐藤健輔
登場時期：BW2N
手持ちポケモン：ジバコイル、レパルダス（声 - たかはし智秋）
プラズマ団の団員のリーダー格の赤毛の男。手持ちポケモンにはトリッキーな技が多く、サトシのポケモンたちを苦戦させるほど実力が高い。

### フレア団
カロス地方で暗躍する悪の財団。「オペレーションZ」の遂行のため、ジガルデ・コアをつけ狙っている。
フラダリとクセロシキたち5人の研究者は、かつて貧しい人々に様々な支援を施していた団体であった。しかし支援を受けた人々が調子に乗って要求をエスカレートさせた結果、人間の欲望の愚かさに絶望したフラダリはジガルデによる世界破壊計画こと「オペレーションZ」を遂行する決意を固める。
ジガルデの解放の後もジガルデの力を内包して暴走する巨石をヒャッコクシティの日時計にぶつけ、カロスのみならず全世界を破壊しようとするも、ジガルデ・パーフェクトフォルムが巨石を完全に破壊。フラダリも巨石の崩壊に巻き込まれ、「オペレーションZ」は失敗に終わった。
その後、ロケット団がサカキに「フレア団を壊滅させた」と虚偽報告後、クセロシキがネオ・フレア団結成を目論み暗躍していたが、サトシたちによって阻止された後、クセロシキは逮捕されフレア団は完全に壊滅した。
フラダリ
声 - 手塚秀彰
登場時期：XY
手持ちポケモン：カエンジシ（声 - 最上嗣生）、ギャラドス
フレア団の総帥。表向きは「フラダリラボ」の代表を務めており、人々の暮らしに役立てるためにメガシンカの研究を行っている。アランからは「代表」と呼ばれている。
『XY特別編 最強メガシンカ』で初登場。デンリュウナイトを探し求めていたアランと出会い、彼を部下とした。その後、バトルをしていたアランとダイゴと合流し、遺跡で発見した巨石の研究を進めるが、突然現れたメガレックウザの暴走により研究を中断。アランにダイゴの手伝いをするよう任せる。
XY&Zからは本編に登場し、ジガルデ・コアの捕獲作戦を指揮する。カロスリーグ終了後に作戦を実行させ、捕獲したジガルデ（Z2）にアランをそそのかして集めさせたメガシンカエネルギーを与えて操り、ミアレシティを破壊、カロス地方の人々に自身の世界破壊計画を宣言する。サトシとゲッコウガのキズナ現象に関しても興味を抱いており、二人を選ばれた者と考え彼らにもメガシンカエネルギーを与えることで支配下に置こうとしたが、サトシたちのキズナ現象がそれを上回ったために失敗。身牙を剥いたサトシとアランを「私が望む世界には不要」と切り捨て、総攻撃を挑む。
操っていたジガルデを解放され、メガギャラドスさえも敗れたのを見てプリズムタワーから自ら身を投げ、姿を消す。その後ヒャッコクシティの目前にまで迫った巨石の中から再び姿を現し、巨石を操ってサトシ達、ジムリーダー、チャンピオンの軍勢を圧倒する。しかしジガルデ・パーフェクトフォルムの圧倒的パワーの前に敗北、巨石は破壊され、その崩壊とともに無念の言葉を叫びながら消え去った。

クセロシキ
声 - 最上嗣生
登場時期：XY&Z
手持ちポケモン：クロバット（声 - 三木眞一郎）、カラマネロ（声 - 古島清孝）
フレア団の科学者のリーダー格の男性。語尾に「ぞ」と付ける。女性科学者たちを指揮し、ジガルデを捕獲しようとしている。
「オペレーションZ」の際はプリズムタワーを占拠し、メガシンカエネルギーを照射する装置の操作を担当する。しかし乗り込んできたシトロンと戦闘になり、シトロイドによって落とし穴に落とされる。
その後、ネオ・フレア団を結成のためにシトロンをさらい、彼を洗脳しようとするが失敗し、逃走を図るもシトロンに捕まり、人のためになる発明をすることを諭され、改心し逮捕された。
コレア
声 - 奈波果林
登場時期：XY&Z
手持ちポケモン：ドラピオン（声 - 石塚運昇→三宅健太）、ライボルト（声 - 三宅健太）
フレア団の科学者の女性。「いやっだー」が口癖。ジガルデ・コア（プニちゃん）捕獲の任務に就いていたが、サトシたちに邪魔され失敗する。その後終の洞窟でサトシたちと戦うが、ジガルデ・10%フォルムとサトシゲッコウガに敗れた。カロスリーグ閉幕後はサトシを捕縛し、アランと一緒にプリズムタワーに連行した。最後はモミジと共にフラダリラボでロケット団に敗れ捕獲される。

アケビ
声 - 夏日凜子
登場時期：XY&Z
手持ちポケモン：クリムガン（声 - 最上嗣生）
フレア団の科学者の女性。クセロシキの側に控えていたが、コレアとモミジの失態によりジガルデ捕獲任務を命じられる。その後、モミジとコンビを組んでZ2捕獲のためロケット団と戦う。最後はプリズムタワーの門前でバラと共にシトロンとシトロイドに敗れ捕獲され、バラと口論する。

バラ
声 - 藤田茜
登場時期：XY&Z
手持ちポケモン：キリキザン（声 - 三木眞一郎）、レパルダス（声 - 生天目仁美→渡辺明乃）
フレア団の科学者の女性。クセロシキの側に控えていたが、コレアとモミジの失態によりジガルデ捕獲任務を命じられる。その後終の洞窟でサトシたちと戦うが、ジガルデ・10%フォルムとサトシゲッコウガに敗れた。最後はプリズムタワーの門前でアケビと共にシトロンとシトロイドに敗れ捕獲され、アケビと口論する。

モミジ
声 - 原紗友里
登場時期：XY&Z
手持ちポケモン：ヘルガー（声 - 古島清孝）、マニューラ（声 - 古島清孝）
フレア団の科学者の女性。ジガルデ・コア捕獲の任務に失敗し、コレアと共にクセロシキの叱責を受ける。その後、コレアとコンビを組んでZ2捕獲のためロケット団と戦う。最後はフラダリラボを警備するもダイゴによって警備を破られ、コレアと共にフラダリラボでロケット団に敗れ捕獲される。

### スカル団
アローラ地方で活動する悪の組織。これまでの悪の組織が「悪の秘密結社」然としていたのに対して、こちらはチンピラの集団であり、あちこちでポケモントレーナーに喧嘩を吹っかけてはポケモンを奪おうとする。マグマ団以来となるシリーズ初期から登場する悪の組織である。特にしたっぱ3人が登場することが多く、第25話ではロケット団と対面し、Zクリスタルを強奪しようと互いに奮闘する。第65話や第115話のように3人を含め多くのしたっぱ団員が登場することもあるが、総じてポケモンバトルの実力は低い様子が見受けられ、グラジオやロケット団には酷評されている。アローラリーグ予選でもイリマのイーブイの「とっておき」の一撃でまとめて敗退している。アローラリーグ準決勝終了後に新たな一歩へ進むなど、これまでの悪の組織の中ではロケット団以外で初めて解散・壊滅しなかった上、サトシたちとの関わりで改心したことが描写される唯一の集団である。最終話（第146話）のエンディングでその後の様子が描かれていた。
PM2の112話で再登場し、バトルロイヤルを観戦していた。
グズマ
声 - 加瀬康之
登場時期：SM・PM2
手持ちポケモン：グソクムシャ、ハッサム（声 - 岩崎諒太）
スカル団のボス。気に入らないものは「ぶっ壊す」ことを信条としており、したっぱからは「破壊という言葉が人の形をしている、キングオブアウトロー」と評されている。バトルの実力は高く、ロケット団には圧倒的実力を見せつけて勝利している。「無敗伝説」と称されるなど、一度も負けたことはないらしい。しかしその理由は後述する修行の影響から敗北を恐れ、自分が確実に勝てる相手を選んで対戦していたためで、プルメリだけはそれを知っている。昔から高い実力を持っておりククイやハラも認めていたが、そのククイには最後まで勝てず、過去に参加した大会のトロフィーはほとんど二等賞や準優勝のものだった。現在は白髪だが、過去の修行の場面では黒髪であった。
島巡りや大試練を「古臭い風習」と蔑み、ククイ博士がポケモンリーグを開催することを決めたことで、したっぱたちを引き連れポケモンスクールに乗り込む。ポケモンリーグを壊すと挑発しククイとバトルしようとするが、その態度に反発したサトシとバトルを行う。サトシとのバトルではピカチュウをダウン寸前まで追い詰めたが、勝敗が決まる前にグソクムシャがボールに戻ったことでバトルを途中で放棄した。
かつてはククイ同様ハラの弟子であり、彼の元で修業を受けていたが、ハラの教えに納得せずにククイとも対立し、二人の元を去る。また、この頃にククイに勝てなかったことが対立の理由の一つでもあり、これ以降敗北をひどく恐れるようになった。アローラリーグ開催時にてそれが明らかとなり、自らアローラリーグに参加を決め、優勝することでククイの夢を打ち破ることを宣言する。
アローラリーグでは予選を突破し、トーナメント戦でイリマと対戦し勝利した。第2回戦でスイレンと対戦。スイレンのアシレーヌに容赦ない攻撃を繰り出し勝利。勝利後、スイレンとアシレーヌを「雑魚」呼ばわりし健闘を称える様子を見せずに立ち去った。準決勝ではサトシと対戦。ハッサムの「とんぼがえり」でグソクムシャに後退する戦法でニャヒートを苦しめる。しかしニャヒートが放った「だいもんじ」からグソクムシャが「ききかいひ」で逃げた結果ハッサムが入れ替わってその場に出てしまい倒された。その際の「戦闘不能」という言葉に隠し切れないほど動揺し、ハッサムが倒れたのをグソクムシャのせいだと罵倒する。それでもなんとかニャヒートを倒し、ピカチュウを追い詰めるうちに自分を失いかけたが、Zワザを正面から耐えきるなど純粋にグズマたちの実力を称賛したサトシの発言と、それに応えて奮い立ったグソクムシャの励ましもあって立ち直ると共に敗北へのコンプレックスを振り切り、激しい攻防の末に敗北。試合後にククイから「次のリーグでも待っている」と声を掛けられてもそれを無視するが、団員たちに「無敗のグズマは今日限りで終わりだ、お前らは好きにしろ」と言いつつも団員たちはグズマのバトルに感激してこれからもついていくと決め、本人も新たな一歩へ進むことを誓った。

プルメリ
声 - 遠藤沙季
登場時期：SM
手持ちポケモン：エンニュート（声 - 武隈史子）
スカル団の女性幹部。したっぱからは「姉御」と呼ばれ慕われているが、軽率な行動を取りがちなしたっぱたちを一喝することもしばしば。グズマに対等にものを言える人物であると共に、グズマが一度も負けたことがない理由と彼のコンプレックスを唯一知っている人物でもある。
アローラリーグでは予選でイリマに敗北。またサトシのバトルを見てその実力を察し、グズマがサトシと戦う際には忠告するなど、スカル団では唯一サトシの実力を認めている節がある。

タッパ
声 - 内野孝聡（SM第1話・第11話）→櫻井トオル（SM第24話 - ）
登場時期：SM
手持ちポケモン：ヤトウモリ（声 - 三宅健太）、ベトベター（アローラの姿）
したっぱのリーダー格を務める男性。2人からは「兄貴」と呼ばれている。イリマとは顔見知りで、幼少期の頃イリマに大事なもの（モテ期）を奪われて以来、女子にモテなくなってしまったため、彼のことを恨んでいる。アローラリーグで彼に会った時も相変わらず対抗心を燃やしていた。

ラップ
声 - 朝日奈丸佳
登場時期:SM
手持ちポケモン：ズバット（声 - うえだゆうじ）
したっぱの女性。可愛いポケモンを好み、ロケット団のニャースやイーブイを気に入る。

ジップ
声 - 堀総士郎
手持ちポケモン：ダストダス（声 - かないみか）、ヤングース
したっぱの一人で太めの男性。

アキトシ
声 - 岡崎体育
したっぱの一人。ラップが得意で、グズマがアジトに帰ってくる際にはスカル団を称えるラップを披露している。

### エール団
ガラル地方の悪の組織。マリィを「お嬢」と呼ぶファンで、サトシにわざと嘘の会場を教えて不戦勝にしようとしていた。唯一サトシとは戦っていない組織である。

### ポケモンハンター
売買を目的としてポケモンを捕獲する犯罪者。AG第6話に登場したリョウ（声 - 中村大樹）やBW第78話に登場したリンゾー（声 - 佐々木誠二）、特別編『ミュウツー 覚醒の序章』に登場したダンク（声 - 子安武人）、劇場版『セレビィ 時を超えた遭遇』に登場したハンター（声 - 山寺宏一）などがいる。同じような犯罪者として、密猟者やポケモンバイヤーというのも存在する。
J
声 - 本田貴子
登場時期：DP
手持ちポケモン：ボーマンダ（声 - 小西克幸）、アリアドス（声 - 逢坂力）、ドラピオン（声 - 石塚運昇）
女性ポケモンハンター。本名や出身地など素性は一切不明。指名手配犯になるほどのやり手で非常に切れ者。
左手に装着した特殊な機械でターゲットのポケモンを固め、モンスターボールに入れずに生け捕りにする。この方法で固められたポケモンは、捕獲用のカプセルのスイッチで解除する以外では元に戻すことは難しい。高度なカモフラージュ機能付の巨大飛行艇に乗って移動しており、追跡は不可能。
冷酷非道な性格で、人やポケモンを傷つけることを厭わず、面倒を避けるためには部下をも犠牲にする。あまりの悪党ぶりにロケット団の3人組にも嫌われ、ライバル視されている。サトシたちのように目的を邪魔する者だけでなく、依頼人にも「貴様」と言うなど、威圧的な態度が目立つ。その反面、ポケモンの捕獲や依頼人との取引といった仕事はみな自身が先頭に立って行っており、部下からは信頼されている様子。リオルの波動を感じ取っている描写がある。
伝説のポケモンも依頼されており自分のポケモンのレベルは高く、自分のポケモンの強さにはかなり自信を持っている。ただしポケモンバトル自体に興味はないようで、ポケモンを戦わせるのは相手ポケモンの力量を測ったり、逃走する際の時間稼ぎであることが多い。自身の運動神経もサトシのピカチュウの攻撃を片腕で受けたり、高速で飛行するボーマンダに乗りこなしているほど高く、伝説のポケモンであるアグノムやユクシーの攻撃を生身で受けても平気でいられるほどの超人体質の持ち主。反面、飛行艇の守備に些か抜けており、サトシやロケット団の侵入を簡単に許している。契約が完了した場合、または破棄された場合は速やかに撤収するなど、無用な争いはしない。各地の実力者についても知識があるようで、トップレンジャーのハジメや、ピラミッドキングのジンダイの名を知っていた。
DP第151話でギンガ団から依頼を受け、湖に住む伝説のポケモン・アグノム、ユクシー、エムリットを捕獲する。その後撤収しようとしたが、ユクシーとエムリットが捕獲される寸前に放った「みらいよち」の攻撃を受けたことで飛行艇が湖に墜落。その爆発に巻き込まれ生死不明となり、Jの一団は壊滅する。
また、「めざせポケモンマスター」の第10話ではJ同様、相手を石化させるメカを持つハンター（声 - 遊佐浩二）が登場しているが関係は不明。

## その他のキャラクター

### ゲーム本編に登場するキャラクター

#### テレビアニメ第1シリーズから登場
ガンテツ
声 - 広瀬正志
登場時期：JT
ヒワダタウンに住むモンスターボール職人。チエ（声 - 雪野五月）という孫娘がいる。頑固な性格だが、町人に追われていたサトシたちをかくまう親切さや、ヤドンの井戸の異変を知り様子を見に行くなど勇敢な一面もある。サトシから調査のためGSボールを預かる。

クルミ
声 - 榎本温子
登場時期：JT・SS
テレビやラジオで活躍するキャスター。メガネがチャームポイントで、彼女のファンも多い。オーキド博士と縁があり、出演番組の司会や収録で度々会っている。サイドストーリーでは、番組出演が予定されていたオーキド博士がロケット団に拉致されて行方不明となるハプニングに遭遇し、駆けつけたケンジとヒロシと共に博士を探した。

サクラ（エンジュ）
声 - 國府田マリ子
登場時期：JT・SS
手持ちポケモン：イーブイ→エーフィ（声 - 冬馬由美）、アゲハント（声 - 豊嶋真千子）
エンジュシティ出身の舞妓五人姉妹の内、末っ子で見習いの少女。カスミとはお互い姉妹の末っ子ということで馬が合う。人に頼る癖がある気弱な性格で、姉たちから旅に出ることを止められていたが、カスミと出会い自立心が芽生える。さらにロケット団の事件を解決したことから姉たちに成長したと認められ、エーフィを連れて旅立った。なお、姉たちもそれぞれイーブイの進化系を持っている。
サイドストーリーではハナダジムを訪れてカスミと再会し、カスミがバッジ職人のキンゾー（声 - 若本規夫）からブルーバッジを受け取るための旅に、ケンジと3人で同行した。その後カスミとジム戦をして、ブルーバッジをゲットしている。バッジの数はカスミに勝った時点で4個。初登場の時点ではカスミの後輩的な立場だったが、ハナダジムでカスミと再会した時は、カスミのライバル的なポジションになるほど成長を遂げた。
モデルはゲーム『金・銀』のエンジュシティに登場する「まいこはん」の1人。

ミナキ
声 - 川田紳司
登場時期：JT
手持ちポケモン：フーディン
ジョウト地方の伝説のポケモンを研究している青年トレーナー。特にスイクンに憧れており、「自分は誰よりもスイクンを知っている」と発言するほどの自信を持つ。紫のタキシードと白いマントが特徴。
エンジュジムジムリーダーのマツバの友人。サトシがホウオウやスイクンを見たのをマツバが信じるのに対し、ミナキは信じられず、特にスイクンに関しては意地になってサトシにバトルを申し込むほど憧れている。騒動の中でスイクンが現れた時も、状況を考えず、サトシやマツバの制止も聞かずゲットしようとするも失敗し、その後もスイクンを探して各地を旅している。
『ライコウ雷の伝説』にも登場。

#### ダイヤモンド&パールから登場
モミ
声 - 川村万梨阿
登場時期：DP
手持ちポケモン：ラッキー（声 - 西村ちなみ）、ミノマダム、ミノムッチ→ガーメイル（声 - 川上とも子）
トレジャーハンターの女性。祖父の意思を継ぎ、祖父が見つけられなかった「おそろしくあまいミツ」をハクタイの森で探している時にサトシたちと知り合う。その祖父からは、ポケモンに関する多くのことわざや迷信を教わっている。非常におっとりした性格で、「ですわ」と語尾につける。

ミル
声 - 新井里美
登場時期：DP
手持ちポケモン：ケーシィ、サンド
ポケモントレーナー志望の少女。ダムに沈められた街に置いてきてしまったモンスターボールを拾うため、サトシたちに協力を頼む。モンスターボールを取り戻した後、お礼としてケーシィを使いサトシたちをヨスガシティにテレポートさせた。

ゲン
声 - 水島裕
登場時期：DP
手持ちポケモン：ルカリオ（声 - 阪口大助）
波導使いであるポケモントレーナーの青年。ルカリオと共に鋼鉄島で修行をしているが、島に起きた異変に気づき、原因を探るためサトシたちに協力する。島の危機を救った後は、異変を知り駆けつけたカラシナ博士と共に詳しい島の調査をすることになった。
容姿は劇場版『ミュウと波導の勇者 ルカリオ』に登場するアーロンと瓜二つで、アーロンとの関係は不明だが、アーロンと同じく波導を使いこなすことができる。

マイ
声 - 沢城みゆき
登場時期：DP
手持ちポケモン：ウインディ（声 - 阪口大助）
ポケモントレーナーの少女。ロケット団に追われていたシェイミを助け、山を越えた先のグラシデアの花畑にシェイミを連れていくことを決める。再びロケット団に襲われてボートで逃げた際に眠ってしまい、流されているところをタケシに助けられ、サトシたちと同行する。掴みどころがない物静かな性格で、少々感情表現に乏しく（一度だけ、自分の正体を宇宙人だと冗談を言ったことがある）、どこかミステリアスな雰囲気を持ち（姿を一目見たヒカリからは人形と思われていた）、ロケット団からは「生意気黒ガール」と呼ばれている。

バク
声 - 渡辺明乃
登場時期：DP
手持ちポケモン：ヤジロン、ネンドール（声 - 石塚運昇）
ポケモントレーナーの少年。世界各地の宝を探しているトレジャーハンターでもある。スズラン島に行く船でサトシたちと出会い、タンポポ島のお宝探しに誘う。タンポポ島の遺跡でネンドールをゲットし、お宝をゲットした。その後サトシたちと別れ、ハードマウンテンへと旅立つ。

ハンサム
声 - てらそままさき
登場時期：DP・BW2N
国際警察の捜査官の男性。「ハンサム」というのはコードネームで、番号は0321。本名は不明。初登場時に買いすぎた駅弁をおすそ分けしてくれたため、DPではロケット団から「駅弁さん」あるいは「駅弁の人」と呼ばれていた（BW2Nでは単に「国際警察」と呼ばれている）。
DPではギンガ団の動向を極秘で調査しており、エイチ湖へ向かう列車の中でサトシたちと出会う。一見気さくでおっちょこちょいだが、ポケモンを使わずに単身でギンガ団員を倒すほどの実力を持つ。
BW2Nではプラズマ団の調査のためにイッシュ地方を訪れ、サトシと再会する。イッシュ地方でサトシたちと対面した当初は、山男に変装していた。
変装が得意であり、ギンガ団員やアララギパパの調査団の一員などに変装して任務を行い、サトシたちを助けたこともある。

コトネ
声 - 中島愛
登場時期：DP
手持ちポケモン：チコリータ（声 - 真堂圭）、マリル（声 - 西村ちなみ）、キリンリキ（声 - 林原めぐみ）
ワカバタウン出身のポケモントレーナー。現在所持するバッジは2個。シンオウにてジョウトフェスタの手伝いをしていた時にサトシたちと出会う。ポケモンコンテストに興味を持ち、友人のカズナリと一緒にスイレンタウンまでサトシたちに同行することになる。
明るくさっぱりした性格で、ヒカリとは「ヒカリン」と呼ぶほど仲良くなる。「〜ってことね」が口癖。少々頼りないカズナリにやきもきしており、行動的なサトシを気に入っている節がある。しかし、徐々に成長するカズナリを見直していく。恋愛に積極的で、谷間の発電所に閉じ込められたとき、ヒカリにサトシ、タケシ、カズナリのうち誰を選ぶか質問したりしている。しかしサトシたちとの旅を通じて、カズナリが成長する姿を認め、サトシたちと別れる前にジョウトでカズナリと一緒に旅をすること決めた。またはぐれた際に真っ先にカズナリを呼ぶなど思いをよせる節もある。
モデルは『ハートゴールド・ソウルシルバー』の女の子版主人公。

#### ベストウイッシュから登場
N
声 - 中村悠一
登場時期：BW2N・DA
BW2Nでのレギュラーキャラクターである謎の青年。
一人称は「ボク」。サトシやデントを「君」付け、アイリスを呼び捨てで呼ぶ。普段の口調は穏やかで落ち着いているが、興奮すると早口になり、N自身も「熱くなると、つい喋りすぎてしまうのがボクの悪い癖」と語っている。
ポケモンのことは「トモダチ」と呼ぶ。「ポケモンの心の声が聞こえる」という力を持つが、N自身は「自分自身がそう思い込んでいるだけかもしれない」とし、「大切なのは、ポケモンとトレーナーが心を一つにしていること」と語っている。
ゼクロムとレシラムの神話についても詳しく、サトシたちにゼクロムとレシラムの英雄伝説を語っている。過去にレシラムと出会ったことがあるが、サトシたちにはそのことを隠している。
物心ついた幼少時から、ゲーチスの意向である屋敷の中で外の世界と接触しないように育てられた。ゲーチスからは「人間によってポケモンは虐げられている、この現状を救うことがプラズマ団の使命」「プラズマ団の最高指導者となれ」「ポケモンと話せる能力が、お前に与えられた使命を果たすための力である」と教えられていた。しかしゲーチスの言葉はNを利用してある野望を達成させるための偽りであり、二年前のレシラムを呼び出しての儀式が失敗した後はプラズマ団の下を離れる。その後はバーベナ・ヘレナと共に放浪の旅をしていたが、プラズマ団に悪用されているポケモンを解放することを目的に一人で旅を続けていた。そのためゲーチスから追われる身でもある。
「この世にポケモンがいるのはなぜか?」「ポケモンは今、本当に幸せなのか?」「どうすればポケモンは完全な存在になれるのか?」など、「ポケモンと人間の関係性」について様々な疑問を持ち、イッシュ地方で旅をしながらその答えを探し求めている。「ゼクロムとレシラム会うことでその理由が分かり、世界を変えることができるのではないか」とも考えている様子。
ポケモンにバトルをさせることを好ましく思っておらず、それ故ポケモントレーナーに対して良い感情を抱いていない。サトシのポケモンマスターになることが夢という話を聞いた際には表情を曇らせ、プルリルの攻撃を受けたツタージャとキバゴを身を挺してまで守るといった行動も見せている。ロケット団に対しては、「愚か者たちめ」と非難しつつも、「キミたちのような人間中心にしか考えない者たちがいるから、ポケモンの世界が完全なものにならない」と言い、ニャースに対しては「何故人間の言葉を喋るのか?ポケモンにはポケモンの素晴らしい言葉があるはず」と呼びかけている。サトシに対して「ボクの求める世界と、キミの求める世界は違う」と語るも、同時に「キミのことは嫌いではない」と語っている。BW2N7話に登場したポケモン湾岸救助隊に対しても当初は「人間を救うためにポケモンが危険な目に合うのは許せない」と語り、ヒロト（声 - 檜山修之）と意見が対立したが、隊員のミルホッグの姿を見て「誰かが危険な目にあっていたら分け隔てなく助けたいと願う。その気持ちを尊重することこそポケモンの幸せに繋がる」と考えを改めた。
レシラムにまつわる場所である「白の遺跡」へ向かうサトシたちと船の中で知り合う。サトシとピカチュウが強い絆で結ばれていることと、イッシュ地方を初めて訪れた際にゼクロムに出会ったことを聞いたことでサトシに興味を持つ。その後、ヒウンシティで船を降りるが、その際にサトシたちとは再会の約束を交わしている。その後偶然サトシたちと再会し、協力してプラズマ団に捕らえられたウォーグルを救出する。そしてサトシたちに誘われ、白の遺跡まで同行することになった。
その後、プラズマ団に操られたオノノクスの攻撃でダメージを受けるが、ヘレナとバーベナの助けで隠れ家に逃げ込む。しかし、直後にプラズマ団に隠れ家が見つかってしまい、森のポケモンたちをプラズマ団から守るため、ヘレナとバーベナと共に姿を消す。
サトシたちが白の遺跡に到着した後に再び姿を現す。アララギパパからライトストーンを奪い、それを取り返そうとしたサトシと一緒に遺跡の地下に落下してしまう。地下でサトシと一緒にポケモンと人間の関係性の価値観をしばらく語り合った後に地下からの脱出を試みるが、地上に脱出した直後にプラズマ団に捕らわれてしまう。ゲーチスの手によってレシラムが復活し、アクロマのコントロールマシンで操られてしまうが、サトシたちとロケット団の活躍によって元に戻りプラズマ団は壊滅した。そして、レシラムに自分の想いを伝えた後にヘレナとバーベナと一緒に理想郷を探す旅に出ることを決め、サトシたちと別れた。
DAおよび劇場版『神速のゲノセクト ミュウツー覚醒』のエンディングでは旅をしている様子が描かれている。XY&Zの特別編2（第49話〈第142話〉）でデントの回想にも登場している。

ヘレナ
声 - 荒川美穂
登場時期：BW2N
手持ちポケモン：サーナイト
黄色い髪の女性で、Nと同じくポケモンの心の声を聞くことができる。ゲーチスからその才能を見込まれ、幼少時からNとバーベナと共に育てられた。現在はバーベナと共に人間に虐げられたポケモンを隠れ家で介抱している。
霧と共にバーベナと一緒に現れ、プラズマ団に操られたオノノクスの攻撃でダメージを受けたNを助けるために隠れ家に連れて行く。上記のNの過去の経緯により当初はサトシたちに不信感を抱いており、隠れ家を襲撃したプラズマ団を見て彼らの仲間だと疑っていた。プラズマ団が退散した後、Nとバーベナと一緒に霧と共に姿を消してしまった。
その後、白の遺跡でプラズマ団に捕らわれたNを助けるためにバーベナと共に再び姿を現す。アクロマのコントロールマシンでサーナイトが操られてしまうが、サトシたちとロケット団の活躍で元に戻りプラズマ団は壊滅した。そして、サトシたちを見てポケモンと人間の関係性の価値観を改め、バーベナと一緒にNに誘われて理想郷を探す旅に出る。
原作における「平和の女神」に当たる人物。

バーベナ
声 - 藤田咲
登場時期：BW2N
手持ちポケモン：ゴチルゼル
赤い髪の女性でNと同じくポケモンの心の声を聞くことができる。ゲーチスからその才能を見込まれ、幼少時からNとヘレナと一緒に育てられていた。現在はヘレナと共に人間に虐げられたポケモンを隠れ家で介抱している。
霧と共にヘレナと一緒に現れ、プラズマ団に操られたオノノクスの攻撃でダメージを受けたNを助けるために隠れ家に連れて行く。上記のNの過去の経緯により当初はサトシたちに不信感を抱いており、隠れ家を襲撃したプラズマ団を見て彼らの仲間だと疑っていた。プラズマ団が退散した後、Nとヘレナと一緒に霧と共に姿を消してしまった。
その後、白の遺跡でプラズマ団に捕らわれたNを助けるためにヘレナと共に再び姿を現す。アクロマのコントロールマシンでゴチルゼルが操られてしまうが、サトシたちとロケット団の活躍で元に戻りプラズマ団は壊滅した。そして、サトシたちを見てポケモンと人間の関係性の価値観を改め、ヘレナと一緒にNに誘われて理想郷を探す旅に出る。
原作における「愛の女神」に当たる人物。

パンジー
声 - 遠藤綾
登場時期：DA・XY
手持ちポケモン：エリキテル（声 - 藤村知可）、ゴーゴート（声 - 石塚運昇）、オンバーン（声 - 古島清孝）
カロス地方出身のポケモンルポライター。ハクダンジムのジムリーダー・ビオラは妹である。ミノリ島で行われる収穫祭と相撲大会の取材にやってきた所をサトシたちと出会う。相撲大会終了後、行き先の一致からサトシたちと共にカントー地方に同行する。また、持ち物の整理整頓が苦手でデントにも「相変わらず」と言われたほど。
マサラタウン到着後にオーキド博士への取材を終えた後、カロス地方へ旅立つサトシをミアレシティまで送り、そこで一度別れた。ミアレシティでの取材を終えた後はハクダンジムでサトシのジム戦を観戦し、その後のサトシとの特訓にも協力した。その後もXY23話では化石研究所で、XY第66話ではミアレシティでベルモンド（声 - 津田健次郎）のブラックシトロイドらが起こした騒動とバシャーモ仮面の正体を追っていた時にサトシらと出会っている。XY&Z第19話では、ビオラとともにセレナのトライポカロン・マスタークラスをテレビで観戦していた。XY&Z特別篇（第48話）ではプラターヌとゼルネアス、イベルタル、ジガルデに纏わる遺跡の調査に同行した。
ゲーム『ポケットモンスター X・Y』の登場人物で、ゲームに先駆けて登場した。

#### XYから登場
コンコンブル
声 - 石塚運昇（XY）→髙階俊嗣（PM2）
登場時期：XY・PM2
手持ちポケモン：バシャーモ、ルカリオ（声 - 浪川大輔）、フーディン
コルニの祖父で、通称「メガシンカおやじ」。孫娘からは「おじいちゃん」と呼ばれている。写真屋のマキタ（声 - 最上嗣生）とは旧知の仲。XY&Z第19話では、コルニとともにセレナのトライポカロン・マスタークラスをテレビで観戦していた。
PM2編第25話にて孫のコルニと共に再登場。ポケモン図鑑を埋めるためカロス地方のポケモンを捕まえていたゴウがフラベベの白いフォルムを探していた際に、ラビフットがルカリオの気配に気づきゲットしようとした際にゴウと知り合う。その際にラビフットの機転の高さを評価し、フラべべの生息場所について教えていた。その後はゴウと共に、サトシとコルニの「ポケモンワールドチャンピオンシップカロス大会」のバトルを観戦する。84話ではサトシとルカリオの絆を試すために「メガシンカ仙人」に変装した。

#### サン&ムーンから登場
山男
声 - うえだゆうじ、三宅健太、櫻井トオル
登場時期：SM
手持ちポケモン：ブーバー、ゴローニャ（アローラの姿）
3人組の山男。3人とも見分けつかないほどがそっくりだが、兄弟関係か赤の他人かは不明。現在、ヴェラ火山のパトロールを務めている。アローラリーグに参加したが、予選で敗退した。

イリマ
声 - 千葉雄大
登場時期：SM
手持ちポケモン：イーブイ（声 - 清水理沙）、ドーブル（声 - 三木眞一郎）、ガルーラ
ポケモンスクールの卒業生。「ポケモンスクールのプリンス」と称され、数々の伝説を持つことがスクールの生徒間で語られている。女子生徒からの人気も高く、ファンクラブが存在するほど。「まいります」や「おそれいります」など、自分の名前が入った台詞を言うのが口癖。
現在はさらに勉強をするためカロス地方に留学し、カロスリーグに挑戦経験もある。Zクリスタルの獲得やポケモンピンポンを理由にアローラ地方に一時的に帰郷した。
サトシとピカチュウにバトルを挑まれるが、スカル団の乱入により先送りとなった。
スカル団のタッパからは嫉妬されており、本人は全く気づいていなかった。その後、タッパは大勢の仲間を引き連れ攻撃をするが、イーブイに撃退された。
Zリングを持っており、カゲトラに勝利後は「イーブイZクリスタル」を獲得した。イーブイの進化系を呼び寄せて使用するZワザ「ナインエボルブースト」を使用する。
マーマネにシャワーズなどに進化させないのかと疑念に思われたが、イリマは進化が全てではないと考えており、イーブイのまま育てることを志している。イーブイは幼少期からの第一のパートナーである。
第66話ではポケモンピンポンに出場し、ドーブルをペアに勝ち上がり、決勝でライバルのイカリ（声 - 沖野晃司）と対戦し、優勝した。その後サトシたちに別れを告げアローラ地方を一時的に去った。
カロスリーグ経験者としてククイに勧められたアローラ地方で初めて開催するリーグ「マナーロ大会」に参加するためにアローラ地方を再び訪れた。リーグでは優勝候補の筆頭に挙げられており、相棒のイーブイで予選を突破した。トーナメント第1回戦でグズマと対戦したが、ハッサムの戦法に苦戦して敗退する。

アセロラ
声 - 諸星すみれ
登場時期：SM
手持ちポケモン：ミミッキュ（声 - 真堂圭）、カゲボウズ、ゲンガー（ほしがりラプー）
ウラウラ島に住む少女。しまキングのクチナシに面倒を見られていることもあってか、彼を慕っており、クチナシもアセロラには頭が上がらない様子。普段はウラウラ島の図書館に住んでおり、本の整理をする傍らピコ（声 - 金魚わかな）という少年と、ネネ（声 - 小堀幸）という少女に本の読み聞かせをしている。霊感が強く、手持ち以外のゴーストタイプのポケモン相手でもある程度の意思疎通が可能。
ムサシたちによって偶然封印を解かれてしまったいたずら者のゲンガー「ほしがりラプー」に連れ回された挙句飲み込まれかけるも、暴れた原因が寂しさだと見抜いて和解を果たした。その後しまめぐりにやって来たサトシと出会い、彼とクチナシを合わせ、試練を受けられるよう取り計らう。ロケット団からは「おばけガール」と呼ばれている。
アローラリーグではクチナシに連れられて参加し、予選を突破。トーナメント戦でカキと対戦し敗退。

マツリカ
声 - 戸松遥
登場時期：SM
手持ちポケモン：アブリボン
絵を描くことが得意な少女。メレメレ島の市場の近くの木の下で絵を描いていたところ、サトシのベベノムがマツリカの描いていた絵に興味を持ったことがきっかけでサトシたちと知り合う。性格はマイペースで独特の口調で話す。
アブリボンを通じてポケモンの感情を読み取ることができる。スカル団に絡まれた際には「お絵描きバトル」を提案する。
アローラリーグに参加し、予選を突破。トーナメント戦でマーマネと対戦し、敗退。

カヒリ
声 - 優希知冴
手持ちポケモン：ドデカバシ（声 - サンシャイン池崎）

リュウキ
声 - 古島清孝
手持ちポケモン：クリムガン（声 - 櫻井トオル）、ジヘッド
登場時期：SM
マリエシティにあるカントー地方のポケモンジムをモデルにした非公式の施設「ジムオブカントー」のジムリーダーでドラゴンポケモン使い。ジムトレーナーからは「頭領」と呼ばれているが、本人はその呼び方を気に入っていない。バトルの最中は、甲高い叫び声と共にロック音楽を奏で、その音楽で味方のポケモンの攻防を上げ相手を虜にするバトルスタイルを得意とする。それを利用してカキを負かすものの、サトシには敗北した。

#### テレビアニメ第7シリーズから登場
ソニア
声 - 井上麻里奈
登場時期：PM2
第27話から登場。マグノリア博士の孫娘であり、助手でもある。英雄の伝説について研究している。可愛いポケモンに目がない。チャンピオンであるダンデとは幼なじみである。年季が入ったピンク色の乗用車を所有するが、運転は凄まじく荒い。

ローズ
声 - 松田健一郎
登場時期：PM2
手持ちポケモン：ゾウドウ→ダイオウドウ、ナットレイ
マクロコスモス社の社長。PM2第27話で初登場し、PM2第42話で本格的に登場する。ダンデを育て上げた立役者でもある。かつて鉱山で働いていた父がいたが、事故で帰らぬ人となっている。ダンデが見出したサトシを自身の元で育てようと誘うが、サトシからは「世界中を見てみたい」と理由で断られる。
ガラルの未来を見ており、再び天変地異・ブラックナイトを引き起こすべくムゲンダイナを目覚めさせ利用するも、サトシとゴウの活躍により阻止される。最終的にはオリーヴと共にムゲンダイマックスしたムゲンダイナの攻撃に巻き込まれ、乗っていたヘリコプターが墜落し行方不明となるが、第132話で彼女と共に生存していたことが判明した。なお、その時の服装は私服となっていた。
漫画版では流れは同じだが、過去は語られずオリーヴと共にサトシとゴウにタッグバトルを行ったり、ムゲンダイナがゲットされた際にはオリーヴと共に地上におり、ショックを受けていた際には彼女に撤退を促される相違点がある。

オリーヴ
声 - 湯屋敦子
登場時期：PM2
手持ちポケモン：ミロカロス
ローズの秘書を務める女性。PM2第42話で初登場。サトシがローズの誘いを断った際には不機嫌な表情をしている。
ローズと同様にムゲンダイナの攻撃によってヘリコプターが墜落し行方不明となるが、第132話で彼と共に生存していたことが判明した。なお、その時の服装は私服となっていた。
漫画版では流れは同じだが、ローズと共にサトシとゴウにタッグバトルを行ったり、ムゲンダイナがゲットされた際にはローズと共に地上におり、ショックを受けていた彼に撤退を促す相違点がある。

からてだいおう
声 - 間宮康弘
登場時期：PM2
手持ちポケモン：サワムラー、エビワラー
ヤマブキシティの格闘道場の家主で、サイトウに挑むも敗れる。その後にゴウとバトルし、サワムラーとエビワラーのうち、エビワラーを譲った。

ウカッツ
声 - 村川梨衣
登場時期：PM2
ガラル地方の化石研究家。相棒にガサッツ（声 - 福西勝也）がいる。

マリィ
声 - 小倉唯
登場時期：PM2
手持ちポケモン：モルペコ（声 - 山下大輝）、オーロンゲ（声 - 坂田将吾）
スパイクタウン出身の少女トレーナーで、ネズの妹。

ホップ
声 - 吉永拓斗
手持ちポケモン：ウールー
ハロンタウン出身の少年トレーナーで、ダンデの弟。サトシにバトルを申し込むも一発でやられてしまうなどバトルの実力は低い模様。

### 外伝ゲームに登場するキャラクター
トオル
声 - 山口勝平
登場時期：KT・JT
ポケモン写真家の少年。写真の腕前は雑誌に載るほど。幻のポケモン・ミュウを写真に収めるために1人旅をしており、サトシらと出会い一時期同行する。何度もミュウの姿を目撃しては撮影失敗を繰り返すが、ついに成功する。金銀編で再登場し、フリーザーの撮影を目的として一時サトシたちと同行した。
モデルはゲーム『ポケモンスナップ』の主人公で、続編の『New ポケモンスナップ』では成人した姿で登場している。

ヒナタ
声 - 榎本温子
登場時期：BF・DP・MV
主にカントーで活躍するポケモンレンジャー。レンジャーランクは3。傷ついたセレビィや、状態異常で苦しむデオキシスをサトシたちと協力して救った。ポケモンレンジャーだけあり、運動能力はかなり高い。
DP登場時は服装がゲーム『ポケモンレンジャー バトナージ』の女主人公のものとなっている。ハジメに対して敬語で話す。
劇場版『ポケモンレンジャーと蒼海の王子マナフィ』のプロローグにも少しだけ登場し、さらにオープニングテーマ「スパート！」の前期映像にも映画で登場するジャッキーと共に登場。
モデルは『ポケモンレンジャー』の女主人公。
パートナーポケモン
プラスル
声 - 半場友恵

ハジメ
声 - 阪口大助
登場時期：DP
ポケモンレンジャーの中でも最高レベルのトップレンジャーで、バトナージスタイラー（キャプチャ・スタイラー）を使用する。状況判断に優れ運動能力も高く、腕の力も「はどうだん」を弾くほど強い。
ハジメという名はゲーム『ポケモンレンジャー バトナージ』であらかじめ用意された名前の1つで、外見もそのゲームの男主人公を元にしている。

ナツヤ
声 - 羽染達也
登場時期：DP
主にオブリビア地方で活躍するポケモンレンジャー。短編アニメ『ポケモンレンジャー 光の軌跡』で本編に先駆けて登場。
「ふんか」を使うことのできる特別なヒードランをキャプチャし保護するミッションを受け、シンオウ地方を訪れる。ロケット団の妨害によりキャプチャ・スタイラーを紛失するというハプニングに見舞われるものの、サトシたちの協力もあり無事ヒードランをキャプチャする。
明るく、タケシに「超前向きな性格」と言われるほど非常に前向きな性格だが、少しドジで抜けている面もあり、またミスした自分の仕事に無関係なサトシたちを手伝わせようとするなど、自分勝手な面もある（サトシたちは喜んでOKしている）。しかし、特別なミッションを任されたり、ポケモンの生態に詳しい、レンジャーサインを使ってオーダイルを呼べるなど、ポケモンレンジャーとしての実力はある。サトシとヒカリには敬語を使うが、タケシとは敬語を使わずに話す。
モデルは『ポケモンレンジャー 光の軌跡』の男主人公。

### アニメオリジナルキャラクター

#### 複数のシリーズに登場
ジョーイ
声 - 白石文子（第2話 - 第230話）→山口由里子（第246話 - DP、BW2N第9話、BWDA特別編1（第59話〈第143話〉）、井上喜久子（DP第25話 - 第49話、MV第10作）、中川翔子（MV第20作）、藤村知可（BW、MV第21作、MV第22作）、赤﨑千夏（XY）、清水理沙（SM）、真堂圭（PM2）
登場時期：全シリーズ
ポケモンセンターの女性医師（女医）。「ジョーイ」はファミリーネームで、姓も顔も声も職業も同じ親戚が多い。ただし、全員帽子に描かれる十字のマークの色が違っており、タケシにはそれ以外の部分で微妙な違い（性格・匂いなど）が分かるので、誰がどこのジョーイか一目で区別することは可能。新人トレーナーだったサトシ、ハルカ、ヒカリ、セレナは当初同一人物のジョーイが移動したのかと思うことが多く、彼女に尋ねることで、それが親戚のジョーイで、同じ姿のジョーイたちが写っている写真を見せられて驚かれることが多い。DPでは既婚で子持ちのジョーイも登場したが、その子供（娘）たちも顔と髪型がジョーイと同じである。ポケモンコンテストが開催される時には、その町のジョーイが審査員の一人となる。ダークシティには公認ジムの検定委員のジョーイがおり、この時はトレンチコートにサングラスとマスクを着用して正体を隠していた（マスクをつけたままコーヒーを飲むシーンもある）。
どのジョーイも基本的に真面目だが、中にはいい加減な性格のジョーイや、水ポケモンの嫌いなジョーイ、バトルが大好きなジョーイなどもいる。バトルのルールを違反するなど不正を行ったり、ポケモンを傷つけるような接し方をするトレーナーには厳しい態度をとっている。
DP特別編第2話（第193話）では、ヤマブキシティのポケモンセンターを退職し、ポケモン監察官のトップエージェントとなったジョーイが登場した。そのジョーイはトップと呼ばれるだけあり、伝説のポケモンであるラティアスを使用していた。劇場版『ギラティナと氷空の花束 シェイミ』で登場したジョーイは眼鏡をかけていた。BW2のDAでは、一度だけポケモンセンター本部警察のジョーイが登場しているが、こちらは他のジョーイと比べ老けている（ただし、声優は同じ）。SM第68話では風邪を引いてしまい、職業体験に来たサトシたちに代わりを任せる。
オレンジ諸島のジョーイは衣装のデザインがカントー地方などとは異なる。イッシュ地方、カロス地方、アローラ地方のジョーイはそれぞれ衣装・容姿が他の地方とは異なり、声優も変更されている。また、劇場版『キミにきめた!』と『みんなの物語』ではDPまでの容姿で登場するが、前者の声優は中川翔子、後者の声優はBWの藤村が担当している。
助手のポケモンはカントー、オレンジ諸島、ジョウト、ホウエン、シンオウではラッキー（声 - 飯塚雅弓、林原めぐみ、KAORI、豊口めぐみなど〈PM - DP〉、花澤香菜〈PM2〉）が主に多く、一部ハピナス（声 - 兵藤まこ）がいるポケモンセンターもある。イッシュではタブンネ（声 - 林原めぐみ）、カロスではプクリン（声 - 林原めぐみ）である。しかし彼女が未熟の場合、ベテランで能力の高い違うポケモンが割り当てられることがある。アローラ地方ではハピナスとキュワワーが助手をしており、2体で助手をしているのはシリーズ初となる。ガラルではイエッサンのオス（声 - 中村悠一）とメス両方が助手をしている。
PM2では第6話に登場。DP以前のデザインも登場しているが、声優は全て真堂が担当。後継作品の『リコとロイ編』でも本シリーズの人間キャラクターでは唯一引き続き登場しており、こちらも真堂が担当している。
ラジオ『Pokémon Radio Show! ロケット団ひみつ帝国』では第15回からBWのジョーイがBWのジュンサーとともにCMナレーションを務める。

ジュンサー
声 - 西村ちなみ（PM - DP、BWDA特別編1（第59話〈第143話〉）、たかはし智秋（BW）、石松千恵美（XY）、瀬戸麻沙美（SM）、清水理沙（PM2）
登場時期：全シリーズ
女性警察官。声も職業も同じ親戚が多い。ジョーイと同じく全員帽子のマークが異なるが、タケシにはそれ以外の部分（スカート丈など）で区別がつくらしい。ジョーイ同様新人トレーナ時代のハルカたちには当初同一のジュンサーだと思われることがあり、全員同じ姿に驚かれることが多い。
ジョーイ同様、基本的にどのジュンサーも真面目だが、怒らせると怖いジュンサーや、名探偵のジュンサーやワイルドジュンサーを自称するジュンサーもいる。時々サトシたちを事件の犯人だと思いこんでしまうことがある。なお、名前は巡査だが、階級は警部補である（小説版より）。
オレンジ諸島のジュンサーはジョーイと同様に衣装のデザインがカントー地方などとは異なる。イッシュ地方、カロス地方、アローラ地方のジュンサーはそれぞれ衣装・容姿が他の地方とは異なり、声優も変更されている。劇場版『みんなの物語』ではDPまでの容姿・声優に準じている。
XY第19話ではカラマネロに操られ、謎のトレーナー「マダムX」に仕立て上げられていた。XY第54話ではこれと同じ、ジュンサーが再登場している。
PM2では第3話に登場。DP以前のデザインも登場しているが、声優は全て清水が担当。
手持ちのポケモンは主にガーディ（声 - 小形満、三木眞一郎、小西克幸、坂口候一など）であることが多いが、ゴースやソーナンス、イトマルやワタッコ、カメックスやウインディ、シンオウにおいてはスカンプーやペラップ、イッシュではスワンナやハーデリア（声 - 宮野真守）やダブランやナットレイ、カロスではライボルト（声 - 佐藤健輔）、アローラではデカグース（声 - 石川界人）、グランブルなどの場合もある。
ラジオ『Pokémon Radio Show! ロケット団ひみつ帝国』ではBWのジュンサーが第15回からBWのジョーイとともにCMナレーションを務める。
劇場版にもたびたび登場しており、主に各シリーズの黒幕（ザンナー・リオン姉妹、ゼロ、コーダイ、ジャービス、ゼッド博士など）を逮捕する役柄で登場することが多い。
なお、ジョーイとジュンサーは後に逆輸入される形でゲームにも登場している。

実況アナウンサー
声 - 長谷部浩一（カントーリーグ、オレンジリーグ）、堀川仁（ジョウトリーグ - シンオウリーグ）、佐藤健輔（カロスリーグ）、うえだゆうじ（アローラリーグ）
登場時期：BW以外のシリーズ
カントーリーグ、オレンジリーグ、ジョウトリーグ、ホウエンリーグ、シンオウリーグ、カロスリーグにおける実況者。「効果は抜群だ!（あるいは「これは効いている!」）」、「○○（ポケモンの名前）の○○（技）が決まった!」などの掛け声をあげてバトルを盛り上げる。実況なので顔出しはしないが、イッシュリーグではタケミツが担当しているため顔出ししている。アローラリーグのジーキョーも同じく顔出し実況である。声優はそれぞれ異なっており、カントーやオレンジでは長谷部が、ジョウト〜シンオウでは堀川が、カロスでは佐藤、アローラではうえだが担当している。また口調にも若干違いがあり、長谷部演じる実況は高音だがやや低めのテンションで、逆に堀川演じる実況は低めの声でハイテンション、佐藤やうえだ演じる実況は堀川よりハイテンションな口調となっている。BW2Nではカントーリーグの実況がサトシの回想でワンシーン登場している。

コイキング売りの親父
声 - 石塚運昇
登場時期：PM・AG・DP・SS・BW2N
的屋のような外見をした中年男性。職業は詐欺師らしく、ロケット団（特にコジロウ）がよく騙される。コイキングを「幸運を呼ぶポケモン」と称して高額で売りつけたり、珍しいポケモンと偽って別のポケモンを売りつける。DPではポケモンを強制的に進化させる、怪しげでインチキな機械を売っているなど、その手口は徐々に悪質化している。ポケモンの売買は違法であるため、商品を売りつけた後の撤退は迅速で、逃げ足が速い。真実かは不明だが8人の子供がいるらしく、顔が父親にそっくりらしい。AG第79話では、サトシたちと対面した。台詞はないが、AG第181話でサトシがエイパムをゲットする際にも後ろにそれらしき人物が確認できる他、BW2N第8話のカントーフェアの際にもモブとして登場し、相変わらずお決まりの客引きでコイキングを売りつけようとしていた。
売ったポケモン
コイキング
声 - 石塚運昇
ウツドン
声 - 坂口候一
ハネッコ

ナナコ
声 - 熊谷ニーナ
登場時期：JT・SS
手持ちポケモン：チコリータ→ベイリーフ→メガニウム（声 - こおろぎさとみ）、エレキッド（声 - 上田祐司）、スピアー（声 - 三木眞一郎〈本編〉→坂口候一〈サイドストーリー〉）、コラッタ、ポッポ
ワカバタウン出身のポケモントレーナー。明るく元気な性格で、サトシやカスミとも仲が良い。コガネ弁（関西弁のような方言）で話す。プロ野球チーム・コガネエレブーズのファンであり、色が黄色と黒のポケモンが大好きであり、逆にリザードンのようなドラゴン系のポケモンは嫌う。
サトシたちと初めて出会ったときは経験の浅い新人トレーナーであり、自分のポケモンの気持ちのわからない未熟なところがあったが、虫取り大会でサトシを助けたりと一人前のトレーナーとして成長していった。シロガネ山では念願のエレキッドをゲットしている。
サイドストーリーでは、エレブーズの試合を観戦するためケンジとハナダシティを訪れ、カスミに送りつけられた手紙を巡る事件を解決させた。別の回では、肩を痛め引退したエレブーズの元選手のツヨシ（声 - 神奈延年）と、ヒトカゲ時代のトラウマから飛べなくなったツヨシのリザードンを勇気づけ、ツヨシが再びマウンドに復活するための勇気を与えている。

ジーク
声 - 玉川紗己子
登場時期：JT・BF・BW2N・MV
手持ちポケモン：リザードン（声 - 愛河里花子）
ジョウト地方にあるリザードン保護区・リザフィックバレーの管理官の女性。管理官として野生のリザードンを保護したり、強くなりたいと思うリザードンの修行の支援をしている。
明るい性格だが、自分に甘い者が許せない厳しさもあり、サトシ自身は自分のリザードンを強いと思っていたが、リザフィックバレーのどのリザードンよりも弱いために呆れていた。しかしリザードンのやる気を認め、サトシもリザードンに強くなってほしいと願い、リザフィックバレーでリザードンを預かることになった。フスベジムのジムリーダーのイブキとは幼馴染で仲が良い。サトシたちとはフスベシティの奥地にある「竜の聖域」で再会している。
ジョウトリーグ時やBF編では本人の登場はないが、名前のみサトシの口から出ている。BW2Nではワンシーンのみの登場。
劇場版『結晶塔の帝王 ENTEI』にも一瞬だけ登場しており、お菓子を食べながら結晶塔の映像が映し出されたTVを見ていた。

#### テレビアニメ第1シリーズに登場
ユキ
声 - 佐久間レイ
登場時期：KT・JT
手持ちポケモン：ロコン（声 - 愛河里花子）
ポケモンブリーダーの若い女性。ブリーダーとしては3年連続ポケモンブリーダー最優秀賞を受賞し、トレーナー・オブ・ザ・イヤーに認定されるほどの高い実力の持ち主。優秀だがそれを鼻にかけないナチュラリストである。天然で温和だが頑固な一面も見せる。タケシは心から彼女を尊敬しており、彼に大きな影響を与えた。友人のヒビキ（声 - 置鮎龍太郎）にからかわれ気を落としたこともあったが、「あんな人に負けてはダメです!」とタケシの強い応援に励まされ勇気を持ち優勝を目指すことになった。
カントー地方のシザーストリートでサトシたちと出会う。あることで自信を無くしていたがタケシに励まされ、自信を回復し再び修行の旅をすることに決め、タケシに自分のロコンを託した。その後ジョウト地方のブロウタウンでサトシたちに再会し、タケシからロコンを返されタケシとポケモンビューティコンテストに出場した。その後ヒビキと店を出すことを決め、サトシたちと別れた。

#### ダイヤモンド&パールに登場
ユウカ
声 - 早水リサ
登場時期：DP
シンオウ地方の番組、シンオウ・ナウの女性キャスター。普通のニュースだけでなく、トレーナーやコーディネーターへのインタビューや、「ポケモンなりきり大会」（略して「ポケなり」）の司会など、様々な場所で活動している。毎回同じスタッフにマイクを頻繁に顔面にぶつけられ、そのたびにカメラに映っていることを忘れて「あたしにマイクぶつけないでと言ってるでしょ!」と激怒する。

アオイ
声 - 日野未歩
登場時期：DP
手持ちポケモン：コリンク（声 - 川上とも子）
ポケモンサマースクールでサトシたちと同じ組になった少女。ボーイッシュで男勝りな性格で、一人称が「オイラ」なために初めて会った時はサトシに男だと間違われた。実家がズイタウンの育て屋で、将来は家を継ぐのが夢。当初はサトシと喧嘩していたが徐々に打ち解け、肝試しの騒動をきっかけにサトシに惹かれるようになる。その後育て屋でサトシたちと再会。両親（声 - 川上とも子〈母〉、石塚運昇〈父〉）にベロベルトを誤って進化させてしまったことをサトシと一緒に謝った。サトシたちと別れたとき、両親から「サトシ君をお婿さんにして育て屋を継いでもらおう」と言われ、照れてしまう。

カズナリ
声 - 野島健児
登場時期：DP
手持ちポケモン：ワニノコ→アリゲイツ（声 - 伊東みやこ（ワニノコ）→小西克幸（アリゲイツ）、フカマル（声 - 小西克幸）
コトネの友人で、ポケモンブリーダーを目指している少年。父親（声 - 四宮豪）が主催するジョウトフェスタの手伝いのためシンオウ地方にやって来た。タケシからブリーダーのことを学ぶため、サトシたちに同行することになる。
少々内気な性格であり、当初はブリーダーとしても少々未熟で物事を悪い結果に考え込んでしまう傾向もあり、お世辞にも頼れるとはいい難かったためコトネを呆れさせることもしばしばあったが、フカマルの騒動をきっかけに大きく成長していく。

#### ベストウイッシュに登場
ドン・ジョージ
声 - 江川央生
登場時期：BW1・DA
イッシュ地方の各地にあるポケモンバトルクラブのバトルマネージャーを務める男性。ポケモンに新しい技を覚えさせる際のアドバイザーや、各地で「ドンバトル」や「ドンナマイト」などのバトル大会を主催し、その解説を務めることもある。「〜だったりする」が口癖（「ドンバトル」以降より）。
ジョーイやジュンサーと同じく、同じ容姿で同名の親戚が多数おり、各地のバトルクラブのマネージャーを務めている。
DAのエンディングではケニヤンのダゲキを鍛えている様子が描かれた。

オババ様
声 - 水田わさび
登場時期：BW・MV
アイリスの出身地である「竜の里」の長老。アイリス曰く、「祖母ではなく、里で一番偉い人」。寒さは苦手らしい。
竜の里の長老という立場に相応しく、ドラゴンタイプのポケモンの扱いはお手の物で、勝手にオノノクスとバトルを始めたアイリスのカイリューを簡単になだめ手懐けている。デントからは「ドラゴンタイプのエキスパート」と評された。
ドラゴンマスターであるシャガと交流があり、アイリスにシャガが学園長を務めるソウリュウ学園への入学を薦めている。アイリスが学園に馴染めず里に再び戻って来た後、シャガからアイリスに旅をさせることを提案される。そこで、アイリスに生まれたばかりのキバゴを授け、旅をして立派なオノノクスに育て上げるように命じた。
DAのエンディングでは、アイリスがキャモメに頼んだ手紙をショウブと共に見ていた。
劇場版『キュレムVS聖剣士 ケルディオ』にも登場。アイリスにキュレムが地上最強のドラゴンとされる理由を語る。

ルーク
声 - 高山みなみ
登場時期：BW1・DA
手持ちポケモン：ゾロア（声 - たかはし智秋）、ゴビット（声 - 石塚運昇）、ハハコモリ（声 - 福圓美里）、メラルバ（声 - 三木眞一郎）
ポケモンたちと共に映画製作を行っている少年。一人称は「オレ」。サトシ一行とはゾロアを探している最中に出会い、サトシたちの協力を経て映画製作を成功させた。その後はポケモンバトルドキュメンタリーを作る目的でサトシたちと同行し、ドンバトルに参加するが、よく邪魔（ベルやラングレーなど）が入る。
ドンバトルでは第2回戦でデントに勝利し、準決勝でアイリスに敗れる。大会後はドキュメンタリー映画を作るため、サトシたちと別れた。
タチワキシティでサトシたちと再会した。また、永遠のライバル・ワルビアル使いのジョーズ（声 - 皆川純子）がいる。
DAではエンディングで1コマ登場し、シンジやコーンと手を繋いでいた。

タケミツ
声 - 真殿光昭
登場時期：BW
イッシュ地方のTVキャスター。ドンバトル、ドンナマイト、ポケモンワールドトーナメントジュニアカップ、イッシュリーグ、ホタチキング決定戦では実況と解説を務める。ジェット噴射によって移動している。

ラリー
声 - 阪口周平
登場時期：BW2
手持ちポケモン：ゴルーグ（声 - 石塚運昇）
「守り人」と呼ばれているメロエッタを感じることができる青年。メロエッタや仲間たちと共に森の奥に住んでおり、メロエッタからなつかれている。しかし、ロケット団にメロエッタを連れていかれ、ゴルーグと共に、メロエッタを探していた。探している途中にサトシたちと出会い、一緒にいたメロエッタと再会。事件後は、仲間たちが見つけた新たな住処へと去って行った。

パーカー
声 - 加藤将之
登場時期：DA
デコロラ汽船のチーフパーサー。デコロラ諸島のことは何でも知っている。基本的は紳士的で落ち着いた性格だが、サトシたちに「ハニー島にはリングマやスピアーがいるから危険だ」ということを言い忘れるなど、お茶目な面もある。
ジョーイやジュンサー、ドン・ジョージのように同じ容姿で同名の親戚が多数おり、着ている服の襟の色で違いを見分けることができる。

#### XYに登場
ケンゾウ
声 - 相沢まさき
登場時期：XY
手持ちポケモン：マダツボミ（声 - 古島清孝）
サトシのヌメルゴンの故郷の湿地帯の管理人。フラージェスに襲われた湿地帯を守っている。事件後は和解したフラージェス率いる集団と湿地帯のポケモンたちと暮すようになる。その後、XY&Zにてセレナのトライポカロンを観戦していた。

カゲトモ
声 - 小山力也
登場時期：XY&Z
手持ちポケモン：マニューラ（声 - 最上嗣生）
かつて忍者村でサンペイらと暮らしていた優秀な忍者。ハンゾーの後継者になる予定だったが、ハンゾーとの間で確執が生まれ、ヘイダユウと共に村から失踪。その後、力尽くで頭領になるという目的のためにハンゾーを攫い、イッペイらと対決する。イッペイに敗れた後、ハンゾーやイッペイに諭され自分の未熟さを知り更生。自分の力を村の外の人のために役立てたいという思いが生まれ、ヘイダユウを除く仲間の忍者をイッペイらに託した後、修行の旅に出た。

ヘイダユウ
声 - 佐藤健輔
登場時期：XY&Z
手持ちポケモン：キリキザン（声 - 三木眞一郎）
カゲトモに絶対の忠誠を誓っている忍者。

ルイ
声 - 山寺宏一
登場時期：XY
手持ちポケモン：ガブリアス（声 - 三木眞一郎）、ドサイドン（声 - 最上嗣生）、ドテッコツ、ペリッパー、バッフロン、グランブル
歌舞伎役者のようなトレーナー。アランとメガストーンを掛けてバトルを挑むも、敗北する。その後、アランとリベンジを果たすために修行しカロスリーグに参加。準決勝まで進むも再びアランに敗北する。

#### サン&ムーンに登場
モアニ
声 - 愛河里花子
登場時期：SM
手持ちポケモン：オドリドリ（ふらふらスタイル）
メレメレ島のハウオリシティにある市場できのみを売っている老婦人。ニャビーの額の模様が描かれたペンダントをつけている。大らかな性格で、サトシのニャビーとは野生の頃からの旧知の仲でサトシからも信頼されている。
「自然の恵みは分かち合うのがアローラに住む者の掟」という持論を持っており、ツツケラの繁殖期に木の実を取りに市場に現れた時は木の実を分けている。SM第24話ではオープンスクールを見学し、同じくニャビーを気に入ったハナコとも仲良くなった。またハナコと同じくニャヒートをはじめとした仲良しのポケモンをちゃん付けで読んでいる。
SM第21話までは「おばあちゃん」とクレジットされていたが、SM第82話で名前が判明した。

アナ
声 - 桜あず
登場時期：SM・PM2
手持ちポケモン：ジバコイル
アローラ地方のテレビ番組でアナウンサーをしている女性。

ノア
声 - 小清水亜美
登場時期：SM
手持ちポケモン：ライチュウ（アローラの姿、声 - 武隈史子）
メレメレ島のハウリオシティでパンケーキ屋を営んでいる女性。美人でウルからはよくナンパされる。SM第14話で行われた「アローラパンケーキレース」では前大会優勝者だったが、サトシたちが参加した大会では準優勝になった。その後もSM第55話のククイ博士とバーネット博士の結婚式でもパンケーキを用意している。
SM第72話では旅から帰ってきたマオの兄・ウルにアプローチされるもフィアンセ（声 - 櫻井トオル）がいることが判明し、SM第93話でもポケモンスクールの学芸会にフィアンセと共に見物に来ていた。

DJレオ
声 - 鎌苅健太
登場時期：SM
手持ちポケモン：ダグトリオ（アローラの姿、声 - 愛河里花子）
アローラ地方で有名な音楽ユニット「ダグレオ」のDJ。ククイ博士の幼馴染で、彼とバーネットの結婚式にも出席した。アローラリーグにも参加したが、予選で敗退した。

ヒロキ
声 - あばれる君
登場時期：SM
手持ちポケモン：ドロバンコ
ポケモンスクールに通う生徒でサトシとバトルする。第114話ではフェローチェにZクリスタルを奪われ、アローラリーグでは予選であっけなく敗退した。モデルは声を担当した、あばれる君本人。

名人
声 - 羽佐間道夫
登場時期：SM
手持ちポケモン：クラブ、ヒンバス
釣り、ジャンプ競技、キャディー、ゴルフなど様々な名人を自称する謎の老人。数々の武勇伝を持っているが、全て本当かどうかは不明。武勇伝を話す度に経験年数が増えていく癖がある。登場する度に口調などが違っているため、同一人物なのか顔がそっくりな別人なのかは不明。
アローラリーグに参加したが、予選で敗退した。

イア
声 - 釘宮理恵
手持ちポケモン：オシャマリ→アシレーヌ（声 - 西村ちなみ）

ブルガン
声 - 水内清光
登場時期：SM
手持ちポケモン：エレキブル（声 - 石塚運昇〈第124話ではライブラリ出演〉→櫻井トオル）、ゴロンダ（声 - 石塚運昇〈第124話ではライブラリ出演〉）
アローラ地方の大企業「レインボーハッピーリゾートカンパニー」の社長。強引な手法でリゾートホテル開発を行うことで知られている。第70話ではカキの牧場を売り払おうと様々な嫌がらせを仕掛けるもカキとガラガラとのバトルで敗北したことで失敗したうえに、土地売買に関する書類偽造容疑でジュンサーに逮捕された。
第81話ではいつの間にか釈放されており、ロイヤルドームを買収するために反則技ばかり使う悪徳チーム「リベンジャーズ（ブーバーン使いのマッドブーバー、エレキブル使いのミスターエレク、ニョロボン・ベトベトン〈アローラの姿〉・ゴローニャ〈アローラの姿〉使い〈声 - 村上裕哉〉）」を結成。卑怯な手段を使ってロイヤルマスクを追い詰めるも、サトシのニャヒートが「リベンジ」を覚えたことで形勢が逆転し、再び敗れた。
第85話ではブルガンタワーを建設しようとするが、ブロンズ像の台座に成りすましたツンデツンデの暴走によって建設を中止。今度はポケベースを買収しようとするなど全く懲りていなかった。
第124話では合金で銅像や金庫を作ったが、いずれもカミツルギによって真っ二つにされてしまった。
アローラリーグではカキを負かすために、マッドブーバーとミスターエレクを応戦するが、2人とも敗北した。
カキの家族に牧場を売り払おうと様々な嫌がらせをしたり、器物損壊罪など法を犯していたため、以降カキに憎まれていた。
リベンジャーズ
マッドブーバー
声 - 岩崎征実
手持ちポケモン：ブーバーン（声 - うえだゆうじ）
ミスターエレク
声 - 岩崎諒太
手持ちポケモン：エレキブル

ディア
声 - 山寺宏一
登場時期：SM
手持ちポケモン：ゼラオラ（声 - 山寺宏一）
サトシたちとは違う世界（パラレルワールド）に住むポケモントレーナー。ゴーグルのついた帽子とローブを着ている。元ウルトラレンジャーの一員だが、撤退した時に脱退し、現在は一人でアクジキングに対抗するべくゼラオラとともに行動している。アクジキングによって廃墟になったポケモンスクールをアジトにしている。当初サトシは「さん」付けで敬語で話したが、後に呼び捨てでタメ口で話した。

ピカーラ
声 - 藤田咲
登場時期：SM
手持ちポケモン：クリン（ピカチュウ、声 - 藤田ニコル）、バンチョー（ピカチュウ、声 - 陶山章央）、ボルト（ピカチュウ）
アーカラ島の「ピカチュウの谷」の管理人の少女。「〜ピカ」が口癖。Zリングの所有者で、「ピカチュウZ」も所有している。谷に訪れた客には誰彼構わず、自身が身につけているピカチュウなりきりグッズを強制し、語尾に「ピカ」と付けることを義務付けている。また、抱きしめた感触でピカチュウの地方の特定地が分かる。第114話ではフェローチェにZクリスタルを奪われた。
アローラリーグに出場するが、予選でムサシのミミッキュに不意を突かれて敗北。

ジョージ・チャランピーノ
声 - 宮本淳
登場時期：SM
推理ドラマ『アローラ探偵ラキ』のプロデューサー。第98話でロトムと知り合い、第112話でサトシたちと初めて対面する。『サンドリ』の主演女優が来られなくなった時はリーリエたちを代役として採用したり、子役コイキングのコイちゃんがギャラドスに進化したのを見抜いて悪役スターに抜擢したりしていた。

#### テレビアニメ第7シリーズに登場
ロマン男
声 - 間宮康弘
登場時期：PM2
手持ちポケモン：ヒトモシ、ランプラー
ある時は遺跡調査の団長、ある時は科学博物館の館長、またある時はサーカスの座長と様々なポジションで登場する謎の男。同一人物なのか別人なのか一切不明で、SMにおける名人のようなポジション。「ロマ〜ン!」が口癖。巨大ゴルーグのレイドバトルのさいには、サトシたちに協力する。パジャマは白と水色の縦縞模様である。

コレダ監督
声 - 田中正彦
登場時期：PM2
映画監督。「これじゃない!」が口癖。少々お調子者の熱血漢で、撮影の際には役者の下手な演技に不平不満を言い続けたり、ストーリーの段取りが違っても撮影を続行しようとしたりするなどの一面もある。映画監督の是枝裕和をモデルにしている。

エノキ
声 - 高木渉
登場時期：PM2
とある森の管理人を務める老人。サクラギ博士とは旧知の仲で、彼がポケモン博士になるきっかけを作った人物でもある。

ハルト
声 - 関根有咲
「遥かなる青い空」に登場。サトシが森で出会った不思議な少年。サエ（声 - 岡村明美）とソウ（声 - 井上悟）の息子。1年前に病気で亡くなり、サトシの前に幽霊として現れた。

### 主なゲストポケモン

#### 複数のシリーズに登場
ホウオウ
声 - 愛河里花子（劇場版のみ）
登場時：PM・HT・BT・MV・PM2
PMの第1話のラストシーンで、サトシが見た伝説のポケモン。ゲーム『金・銀』に先駆けて登場し、金銀編でエンジュシティの「やけたとう」を訪れた際に、マツバによって初めて正体を知った。ジョウト編かつPMの最終話にも登場しており、サトシがホウエン地方へ旅立つきっかけとなった。バトルフロンティア編にも登場しており、6つのシンボルをゲットして調子に乗っていたサトシがポケランティス王の邪念に操られてジンダイに敗れ、正気に戻り自分の未熟を再確認した際も上空を飛んでいた。なお、PMでは体色が金色だったが、ジョウト編以降から色がゲームと同じものとなった。サトシの回想のみでも何度か登場しており、サトシにとって深い思い入れがあるようである。テレビシリーズではBF編を最後にしばらく登場していなかったが、PM2の第9話で数年ぶりの再登場を果たした。PM2の最終回にも登場し、この際にはサトシたちの存在に気付いている様子である。
劇場版『キミにきめた!』では物語の鍵を握るポケモンとなった。『ミュウツーの逆襲』のラストシーンでミュウを見たサトシがカスミとタケシに旅立ちの日に幻のポケモンを見たことを話した。

プリン
声 - かないみか
カントー地方のネオンタウンの森でサトシたちと出会った野生のポケモン。度々サトシたちを始めとする人々やその他のポケモンの前に突然現れ、歌に催眠効果がある事情も知らずに歌い、それを怒った後に眠らせた人々やポケモンの顔を落書きをする騒動を巻き起こしている。機嫌が悪いと体を膨らませて不機嫌そうな表情をしてふてくされる。マイク型マーカーで歌うのが好きだが、自分の歌を聴いた人々とその他のポケモンが眠ってしまっているため、最後まで聴いてくれていない。その後はこのことに不満を抱いて、自分の歌で寝た人々とその他のポケモンの顔をマーカーで落書きし、最後は怒りながらどこかへと去っていき、起きた人々とポケモンがプリンに落書きされた自分の顔を見て笑うまたは慌ててすぐ落書きを消すなどの騒動を起こしてしまうというのが恒例である。また、自分より歌がうまくて目立っているポケモンがいると不機嫌になり、後ろから叩いたりと腹黒さがある。基本的にサトシたちにとっては迷惑でしかないが、稀にその歌がサトシたちの助けになることもある。
PMでは第45話「うたって! プリン!」で初登場し、第244話「ふたごのププリンVSプリン! うたうポケモンコンサート!」を最後に登場しなくなったが、AGの第39話「歌う! ポケモンからくり屋敷!!」で再登場。しかし、自分の歌で寝たサトシたちと同話のゲストであるアキナ（声 - 能登麻美子）を含むからくり屋敷の参加者たち、そしてムサシたちとのバトルで疲れて寝たアキナのゴニョニョの顔に落書きした後、またどこかへと去っていった。
その後、SMでAG以来の再登場を果たし、第42話「カントーでアローラ! タケシとカスミ!!」で再びサトシたちの前から現れ、次の回である第43話「ジムバトル! Zワザ対メガシンカ!!」の終盤でアローラ行きの飛行機の上で眠りながらアローラ地方へと向かい、それ以降のエピソードで度々登場し、最終回（第146話）でサトシとピカチュウがカントー行きの飛行機に乗ると同時に自身も飛行機内の座席の下で眠りながらカントー地方へと戻っていった。PM2では最終回（第136話）のみ登場し、花畑で日向ぼっこしていた。
OVAシリーズでは似たようなポジションとして、マリル（声も同じかないが担当）が登場している。
劇場版『名探偵ピカチュウ』には同じようにマイクを持ったプリンが登場している。歌っている途中で相手が寝ると怒っていたり、声は同じかないが担当しているなどで設定はテレビシリーズと同じである。

ゼニガメ団
声 - 大谷育江、林原めぐみ、西村ちなみ、石塚運昇（本編）、ゆきじ（『ポケモンチャンネル』内のアニメのみ）
4匹のゼニガメの集団。全員がサングラスをかけている。サトシのゼニガメがリーダーを務めていた。かつて、トレーナーに捨てられて以来悪さをしていたが、火事の騒動後にゼニガメ消防団となった。サトシたちと会う前はミレミアムタウンでも悪さをしていた。現在はサトシのゼニガメと共にゼニガメ消防団として活動し、SM編においてもサトシのゼニガメと共に消防団として活動しているシーンがある。
ゲームキューブ『ポケモンチャンネル』内のピチューブラザーズのアニメでは3匹で登場しており、ニャースのパーティの準備をしていた。

ミュウツー
声 - 市村正親（特別出演）
劇場版『ミュウツーの逆襲』と特別番組『我ハココニ在リ』のメインキャラクター。ポケモン屈指の戦闘力とテレパシーで人間と会話ができる高い知能を持つ。
アニメではシゲルとのバトルで初登場。バトルではシゲルのポケモンに圧勝した。その後、ロケット団のアジトを破壊し逃走。
PM2では第46話に登場、滝に流されたサトシたちを助けた。人間にひどい目に遭わされたポケモンたちのリーダーとなっていた。ポケモンマスターを目指すサトシとすべてのポケモンをゲットするゴウのそれぞれの夢をかけてバトルをする。バトル後は二人を認め、ポケモンたちと共にどこかへ去って行った。

ピチュー兄弟
声 - 冬馬由美（兄）、こおろぎさとみ（弟）
ミレニアムタウンに住んでいるピチューの兄弟。喧嘩することもあるが普段は兄弟仲は良く、いつも仲良く一緒に遊んでいる。兄は前髪が出ているのが特徴で、しっかり者だが短気な一面もある。弟は活発だが多少わがままであり、兄に怒られることもしばしば。兄弟喧嘩の際に電撃を出して自分たちが痺れてしまう。お姉さんのような存在であるマリルリの他、友達にはブビィ、ムチュール、ヒメグマ、ウパーがいる。短編映画の『ピチューとピカチュウ』と『ピカピカ星空キャンプ』に登場している。

ブビィ
声 - うえだゆうじ
ピチュー兄弟の友達。気難し屋で怒るとすかさず「かえんほうしゃ」を繰り出す。負けん気の強い男の子。

ムチュール
声 - 林原めぐみ
ピチュー兄弟の友達。おしゃれが大好きで、常に手鏡を持ち歩いている。少しでも髪が乱れていると落ち着かない。

ヒメグマ
声 - 白鳥由里
ピチュー兄弟の友達。のんびりで食いしん坊でドングリが大好物。食べ物の匂いにすぐ釣られる。

ウパー
声 - 新谷真弓
ピチュー兄弟の友達。水遊びが大好き。ボーっとしているように見えるが、仲間がピンチの時は「みずでっぽう」で救うことも。

マリルリ
声 - 三石琴乃
ミレニアムタウンの花畑に住んでいるポケモン。ピチューたちのお姉さんのような存在で普段は優しくおっとりとしているが、怒ると手が付けられなくなるという欠点がある。姪っ子として、ルリリがいる。

デルビル
声 - 龍田直樹（ピチューとピカチュウ、OA）→小西克幸（SS）
ミレニアムタウンに住むポケモン。怒りっぽい性格で、寝ているところを邪魔されてはいつもピチュー兄弟を追い掛け回している。ただし決して悪いポケモンではなく、広場にある秘密基地が崩壊しそうになった時には、仲間のポケモンたちと協力し合って元通りにした。

#### テレビアニメ第1シリーズに登場
オニスズメ→オニドリル
声 - 石塚運昇
PM第1話でサトシに石をぶつけられ、サトシやピカチュウを襲った。図鑑の説明通り、凶暴で気性が荒く乱暴者。一度はピカチュウの電撃で敗退したように見えたが、仲間を呼んで集団で襲いかかった。最後は嵐の中でサトシたちを追い詰めるも雷をまとったピカチュウの電撃で撃退された。その後、オレンジ諸島編ではオニドリルに進化して再び登場。オニスズメを連れたボスとして森に住むポッポやピジョンの群れを襲うも、サトシのピジョンがピジョットに進化したことで形成が逆転し、逃げ去った。ゲットされる寸前に体力が僅かに残っており、サトシによれば襲撃する可能性もあった模様。PMのOP「めざせポケモンマスター」ではサトシのピジョットと戦うシーンがある。
劇場版『ポケットモンスター キミに決めた!』にも登場している。

バタフリー（ピンク色）
声 - 西村ちなみ
PM第21話に登場するピンク色のバタフリー。当初はサトシのバタフリーのアプローチに無視するも、ムサシたちに捕まり網にかかってしまったところをサトシのバタフリーの必死の「たいあたり」で助けようとする姿に惚れ、サトシのバタフリーと共に旅立った。サトシの回想やAGのOP「スパート!」でも登場している。PM2の最終回EDにてバタフリーと共に再登場し、サトシと再会を果たしている。
劇場版『ポケットモンスター キミに決めた!』にも登場する。こちらはオニドリルに襲われた所をサトシのバタフリーに助けられたことが馴れ初めとなり、サトシのバタフリーの求愛を一発で受け入れ、繁殖のために共に南へと旅立った。また、羽のデザインがメスのものに変更されている。

#### ベストウイッシュに登場
ランドロス
声 - 三宅健太
「豊穣の神」と呼ばれる伝説のポケモン。ミロス島でトルネロスとボルトロスの戦いを制止するために召喚される。一度ロケット団にトルネロスやボルトロスと共々捕らわれるが、サトシたちに助けられトルネロスとボルトロスを撃退した。

メロエッタ
声 - 中島愛
イッシュ地方のとある森でラリーたち「守り人」と隠れ住んでいる幻のポケモン。自在に姿を消すことができ、人間さえも聞きほれる美しい歌声で歌う。「いにしえのうた」でボイスフォルムからステップフォルムへ姿を変えることができる。かつては守り人の先祖と共にサザナミ湾沖にある神殿に住んでいたが、後述の力を狙う悪党との争いが勃発したことが原因で、神殿を海底に沈めた後、前述の森へと移住した。
非常に恥ずかしがりやで、初対面の人間の前には中々姿を見せない。その可愛さからミジュマルとポッチャマが惚れ、仲を険悪にさせている。姿を消している間はロケット団のスコープでなければ見えないが、ポケモンたちにはなんとなく見える様子。
その歌声にはトルネロス、ボルトロス、ランドロスを制御できる「うつしかがみ」の封印を解き、神殿を浮上させる力があり、イッシュ制圧計画「オペレーションテンペスト」の実行のためロケット団のターゲットになっていた。ロケット団に襲われ、脱出した後にポケウッドの撮影機材倉庫でサトシに落ちてくる機材から助けられた後、サトシを気に入ってタチワキジム戦を見物。その後、再びロケット団に襲われて怪我を負ったところをサトシに看病され、一旦は姿を消すもそのまま飛行艇に便乗してサトシについてきた。
ロケット団に捕らえられ、監視されている間に密かに録音されていた歌声により海底遺跡の「うつしかがみ」の封印が解かれてしまい、さらにサカキにより伝説のポケモンを操る力に利用され苦しむが、ボルトロスの技を受けパワーアップしたエレキボールを放ったピカチュウにより救助される。事件後はラリーの仲間が見つけた新たな住処へ移動するため、サトシたちと別れた。別れの際、サトシは「ポケモンリーグは必ず優勝する」とメロエッタに約束する（サトシ本人はイッシュリーグを優勝できなかったが、アローラリーグでようやく優勝できた）。その後、DAのEDに再登場している。

#### XYに登場
カラマネロ
声 - 佐藤健輔（リーダー）、三木眞一郎（配下A）、石塚運昇（配下B）
図鑑の設定通りに強力な催眠術を使う。性格は嫌味で狡賢く、実はカラマネロのトレーナーと思われていたマダムXですらも、ジュンサーを洗脳した操り人形で、彼女の配下を装っていたに過ぎなかった。
その目的は世界征服であり、必要となるシステムを開発するために強力なポケモンたちを配下にしていた。その最中で、サトシのピカチュウの存在を知り、ニャースを除くロケット団のメンバーたち、さらにはアジトにたどり着いたシトロン、ユリーカ、セレナを催眠術で支配した（ニャースとサトシは自らを攻撃することで意識を保ち難を逃れた）。ピカチュウを操ってサトシに攻撃したが、シトロンの作ったロボピカチュウが激突してきたことによって、操っていたジュンサーらを正気に戻してしまったことで、真相が一同にバレてしまい、サトシたちの追撃を受ける中、アジトを破壊して飛び去っていった。
トレーナーの指示がなくても単独行動ができ（トレーナーがいるかは不明）、ピカチュウやマーイーカの攻撃を受けても耐えるなど、戦闘力は非常に高いようで、サトシたちも「恐ろしいポケモン」と評していたほど。なお、この話ではロケット団が、カラマネロがマーイーカの進化系だということに気づき、コジロウのマーイーカを見て（ああなってしまう想像をしたのか）戦慄するというオチである。
XY第54話で担当した仲間を二体連れて再登場し、佐藤演じるカラマネロが三匹のリーダーを務めていた。周辺の科学者を次々と洗脳して、星を自分たちに最適な環境に作り変える最終計画を進めていたが、コジロウのマーイーカが周辺に生息する野生のマーイーカやカラマネロらを味方につけて計画を阻止。しかし、「今回の計画は破綻したが、時を越えて必ず最終計画を発動させる」と宣言し、仲間とともに退却した。

フラージェス
声 - 生天目仁美
青の花の姿。サトシのヌメルゴン（ヌメラ）の生まれ故郷の湿地帯を襲い、ヌメラにトラウマを与えた張本人である。メガヤンマやアリアドス、カイロス（声 - 最上嗣生）などの虫タイプを配下に率いるリーダー的存在である。艶やかな外見とは裏腹に、性格は極めて冷酷。争いの目的は病気で弱っているフラエッテを救うため泉の水を狙ったのであり、その想いをロケット団に悪用されてしまう。その後、ロケット団に騙されたことに気づき、ヌメルゴンと共にロケット団を撃退し、フラエッテを救った後、湿地帯のポケモンたちと仲良く暮らすようになる。

ウパー
サトシのヌメルゴン（ヌメラ）の生まれ故郷に住んでいるポケモン。当時からヌメラと仲が良くよく一緒にいた。再会した時、進化したヌメルゴンがヌメラのことだということを気づいた。騒動の解決後はフラージェスたちとも仲良く暮らすようになる。

Z1/プニちゃん
声 - 梶裕貴
伝説のポケモンであるジガルデ・コアで、フレア団からは「Z1」のコードネームが付けられている。腹部の色は赤。元々フレア団の基地に捕らえられて何かの実験を受けていたが、爆発でケージから脱出した所をマノンのハリマロンの助けで基地から脱走。その後、偶然にもユリーカのポシェットに紛れ込んだ。
ポケモン図鑑にはデータなしとしか表示されなかったため、ユリーカに「（体が）プニプニしているから」という理由で「プニちゃん」と名づけられ、そのままサトシたちの旅に同行する。XY&Z2話では、サトシたちと最初に会った時に紛れ込んだユリーカのポシェットが気に入った模様で、同じくポシェットを気に入っているデデンネと揉めていたが、セレナがポシェットに「プニちゃん用ポケット」を縫い付けたことで、2匹で仲良くポシェットに収まった。
食事などは一切取らず、太陽の光を吸収して栄養を補給する模様。その際傷も癒すことが可能。また、保護色を用いて周りの景色と自身を同化することも可能。周辺のジガルデ・セルを吸収することでジガルデ・10%フォルムとなり、地面をえぐるほどの技を仕掛ける。
XY&Z第5話の夢の中やZ2とのテレパシーでは、一人称が「余」でやや古風な殿様口調で話している。また人（ポケモン）遣いが荒い一面もある。
アランとは、フレア団の基地に捕らえられている間に面識があったためか強い警戒心を抱いており、XY&Z第1話でサトシたちとすれ違ったアランを睨みつけたり、XY&Z第23話でサトシとシトロンがバトルしているところに現れたアランに気付いた直後に、慌ててユリーカのポシェットに隠れていた。
サトシたちと「ついのどうくつ」を訪れた際、フレア団の襲撃を受け、サトシたちとフレア団のバトルの途中で姿をくらます。
その後、フレア団から身を隠しながら、とある山の中を転々としていたが、XY&Z第10話にて、シトロンのホルビーの治療に必要な薬草を一生懸命探すユリーカの姿を目の当たりにし、再びサトシたちと旅をすることを決意。そしてサトシたちと最初に会った時と同様にユリーカのポシェットの中に潜り込み、それにデデンネが気づいたことで、サトシたちと合流する。
XY&Z28話でサトシが失踪した森の中を捜索した際は、ジガルデ・セルの力を借りてユリーカたちが避難する洞穴を見つけ出し、さらに一行が眠りに就いた際は10%フォルムに変化し、同じく森を彷徨ったゲッコウガをサトシのもとに導き助太刀した。この出来事を経て「人間とポケモンの満ちるこの世界を信じてもいい」という人間を警戒するZ2とは異なる結論に達した。
劇場版『ボルケニオンと機巧のマギアナ』では本編に先駆けて、ネーベル高原を救うためにパーフェクトフォルムに変形した。
カロスリーグ終了後は自らユリーカのポシェットから出て、Z2の暴走を止めようと50%フォルムに変形するも、フレア団によってZ2と同じく我を忘れ暴走する。しかし、「キズナ現象」を発現しかけ、プニちゃんのダメージを共有してしまい苦しみながらも暴走を止めようとするユリーカとバシャーモ仮面（リモーネ）に襲い掛かるが、ユリーカの歌で正気を取り戻し、ジガルデ・コアの姿に戻る。最後はフラダリの陰謀を阻止しようと、Z2と共にパーフェクトフォルムに変形、暴走する巨石を破壊し、Z2共々ユリーカに別れを告げ去っていった。
サトシたちがクセロシキによるネオ・フレア団結成を阻止した後、「負のエネルギー」からユリーカを守る形でサトシたちと再会。その後、カロス地方の「負のエネルギー」駆除のために「しばらく会えないかも知れない」と話したが、ユリーカは「トレーナーになったら迎えに行くね」と伝え、「また、冒険しよ。約束だよ」と伝えそれに対しプニちゃんは笑顔で快諾した。涙ながらに、サトシたちに二度目の別れを告げた。
XY&Z編において、伝説のポケモンとトレーナーでない立場で（シトロンの妹として）実質的な主人公とも呼べる立場で重要な役割を果たすという点では、『劇場版ポケットモンスター アドバンスジェネレーション 七夜の願い星 ジラーチ』でのマサトとジラーチに共通している点でもある。
使用技は「グランドフォース」、「しんそく」、「りゅうのはどう」（10%および50%フォルム）、「コアパニッシャー」（パーフェクトフォルム）。

Z2
声 - 佐藤健輔、古島清孝（50%フォルム時）
もう一体のジガルデ・コアで、上記の名称はフレア団が付けたコードネームである。腹部の色が青く、プニちゃんとの唯一の相違点。プニちゃんことZ1とはテレパシーで通じ合っており、プニちゃん同様、古風な口調で話す。
人間のことは「秩序を乱す破壊者」として危険視しており、Z1（プニちゃん）にも、人間との接触を完全に絶つよう忠告している。XY&Z第14話でロケット団とフレア団の争奪戦の末、アランの援護もあり、フレア団に捕獲された（それ以来、プニちゃんが度々呼び掛けても返事が送れない状態となる）。
カロスリーグ終了後、フレア団に操られZ1（プニちゃん）の声も耳に入らないほど暴走してしまうが、シトロンとシトロイドの尽力により正気を取り戻し、ジガルデ・コアの姿に戻る。その後も人間への不信感を露わにしていたが、暴走する巨石を止めるために必死で戦うサトシたちを見て仲間たちとの希望を信じると決め、Z1と共にパーフェクトフォルムに変形する。巨石を破壊した後は、Z1共々ユリーカに別れを告げ去って行った。
サトシたちがクセロシキによるネオ・フレア団結成を阻止した後、Z1共々サトシたちと再会。フレア団の事件後も未だカロス地方の各地に残る負のエネルギーをすべて消滅させるべく、ゲッコウガに協力を頼んだ。ゲッコウガは快く承諾したことで去っていった。

#### サン&ムーンに登場
カプ・コケコ
声 - 愛河里花子
メレメレ島の守り神と呼ばれるポケモン。滅多に人前では姿を見せないが、気に入った相手の前には姿を見せることがあるため、サトシは3回以上遭遇したのに対し、マオとスイレンは「初めて見た」と語っている。
アローラ地方到着後のサトシを陰から見続け、SM第1話でハラの家から持ち出したZリングを渡す他、SM第2話ではサトシとピカチュウとバトルし、Zワザのモーション指南もしている。
SM第10話ではサトシのハラとの大試練バトルを見届け、大試練突破後にカクトウZとデンキZを一瞬の内にすり替えてサトシにデンキZをゲットさせた。
SM第19話で再びサトシたちの前に現れ、ピカチュウを指名してバトルを挑む。バトルの最中、転落しそうになったサトシとピカチュウを救い、またバトルをすると約束し、去っていった。
SM第44話では、ソルガレオとルナアーラの出現をほかの島の守り神と共に感知し、サトシをほしぐもの元に導いた。SM第51話で再登場。日輪の祭壇にてテテフ、ブルル、レヒレと共にサトシたちの前に再び現れる。そこで、コスモウムをソルガレオへ進化させるための歌を歌い、ウルトラホールへ行くためのソルガレオ専用のZクリスタル「ソルガレオZ」を使えるように、サトシのZリングをZパワーリングに変化させ、役目を終えた後、それぞれの島に戻っていった。その後も様々な形でサトシたちを見守ったり、時には手助けしたりしている。
SM第102話に登場したカプ・コケコは色違いである。第121話ではヤレユータンの店の客として登場。マオの作った料理を気に入り、彼女に「クサZ」を渡した。アローラリーグにアクジキングが現れた時はテテフ、ブルル、レヒレと共にアクジキングの動きを封じ島キングと島クイーンがアクジキングを元の世界へ返すよう協力した。その後、サトシとククイとのエキシビションマッチを観戦。ククイのガオガエンが倒された後、サトシとバトルするために自らククイの六体目となり、アーゴヨンと対戦。相性では不利ながらも互角のスピードで翻弄して勝利。ピカチュウとも互角に繰り広げる最中に、一度使い切ったZワザをテテフ、ブルル、レヒレと共に再び使えるようにさせ、さらにククイにカプZを渡す。最後はお互いのZワザのぶつかり合いによって力尽き敗れ去る。
PM2第112話のラストで再登場し、マスターズトーナメントに向かうサトシの背中を押すようダンスで勝利を祈った。

キテルグマ
声 - かないみか
アローラ地方のポケモンスクールの近くの森に住んでいる野生のポケモン。可愛らしい見た目とは裏腹に一度暴れたら止まらないが、決して本人に悪気はなく、ムサシたちにミツハニーの蜜などを与えたりと根は優しい。普段は可愛い声で鳴くが、興奮すると「キー!」と甲高い声で鳴く。第96話で♀のポケモンであることが判明し、同時にエーテルパラダイスに保護されていたヌイコグマとは親子関係であることも判明した。
初登場回ではサトシに手を振って油断させ（ロトム図鑑によると「警戒の合図」）、いきなりサトシを追い回すという、スピアーやリングマなどのポジションだった。その後、突然現れてムサシたちを連行した後にそのまま住処に帰っていくという恒例の役を担当するようになり、いずれかのエピソードで度々登場している。面倒見は良く、先述のようにミツハニーの蜜を与えるなどムサシたちを何かと世話しており、第11話では一緒に寝ている。一方で連行するためならキテルグマの常識を超えたとてつもない身体能力を発揮する。連行した後はムサシたち共々住処に戻っており、第12話の終盤ではキテルグマの住処がムサシたちの秘密基地となった。また、同話ではコジロウがゲットしたばかりのヒドイデを、キテルグマ自身は面識がなかったにもかかわらずムサシたちとともに連行している。第13話のポケモンパンケーキレースではニャースとソーナンスが着ぐるみを着て成りすましてゴールしようとしたところで、本人が登場しそのままムサシたちを連行しながら住処に帰った。この時、サトシたちや他のアローラ地方の人々はあまりの走行に気を取られていたため、気づいていなかった。さらには第33話では足をモーターのように回転させ、そのまま空へ吹っ飛ぶ、第42話ではUFOのようなメカに乗って遠く離れたカントー地方までやってきてそのまま飛んでいき、続く第43話の最後では海上を3日以上走ってアローラ地方の住処まで帰るという離れ業を披露した。腕力もかなりのものでモンスターボールでさえ粉砕する。ただし、住処で寝ていることが多いため、肝心な時に来ない場合もあり、ムサシのミミッキュの被り物が破れた原因を作ってしまう。基本的にムサシたちに直接危害を加えることはないものの、第52話ではほしぐもを横取りしようとするムサシたちをポニ島の日輪の祭壇まで追いかけ、問答無用でサトシたちに気付かれないように崖から崖へと移動した直後に、懲りもせず奪う気満々の彼らを情け容赦無く締め上げて背骨を折ろうとした。また、森の中で店を開いているヤレユータンと互いに食料を分けていた。第56話ではプリンに劇画調の落書きをされ、そのままいつも通りにムサシたちを連行しながら住処に帰った。第74話ではムサシたちがキテルグマ対策として身代わりの人形を置いたため、キテルグマ本人は最初は気づいておらず、さらにおまけコーナーでは風が強すぎて気球が飛ばせず、ムサシたちは帰れない状態となっていた。第76話で音声に雑音が入るようになったことでようやく偽物であることに気づき、ピカチュウとミミッキュのバトル中に連行しに来たが、ミミッキュに懇願され、バトルを見届けた。第114話ではムサシたちがフェローチェに襲われた時は怒りを露わにし、これまでにないほどの力を発揮させフェローチェを圧倒した（これにはムサシたちが非常に震え上がるほど）。第126話のアローラリーグ開催時はコジロウとニャースが対策として掘っておいた温泉に浸かっていたが、温泉から出ようとするたびにメカヤレユータンに止められそれを繰り返し続けた結果、メカが壊れてしまいムサシたちがアローラリーグにいることを知り、ヌイコグマと共にアローラリーグに来る。その後、ウルトラホールから現実世界に現れたアクジキングとバトルするも反撃に遭い、ムサシたちは見捨てることができずキテルグマを助けて逃げ帰った（この時はいつも通り「何この感じ〜」と言っていた）。その後はムサシたちと共に温泉に浸かっている。最終話（第146話）ではムサシたちがカントー地方の本部へ帰還することを聞かされ別れを告げ、ムサシたちが乗る気球ごと投げ飛ばした。エピローグでは残ることになったムサシのミミッキュとコジロウのヒドイデと共に住処で暮らしている。
PM2で再登場し、第37話では子供のヌイコグマ、ミミッキュ、ヒドイデと共に木の実を集めていた。第76話ではムサシたちと久々の再会を果たし、嬉しさのあまりに抱き着いた。

ヌイコグマ
声 - 藤田ニコル
第96話から初登場したポケモン。倒木に挟まれていたところをビッケに助けられ、エーテルパラダイスに保護され、母代わりとして育てていた。近日中に野生へ返す予定だったが、侵入していたムサシたちに付き纏い、そのままムサシにしがみついた（キテルグマの匂いが付いていたため）。サトシとリーリエからヌイコグマを盗んだ泥棒と誤解され、ピンチに陥った時に実の母親であるキテルグマと再会し、そのまま住処に帰った。EDテーマ前の後日談エピソードにて、エーテルパラダイスを見回りをしていたビッケがハニー蜜を発見し、キテルグマがビッケに対し自身の代わりに育ててくれたことに関する感謝の形で置いた物と思われる描写が描かれている。
のちのいずれかのエピソードでキテルグマと共に度々登場し、第103話からはキテルグマと共にムサシたちを連行するようになっている。第126話では母同様、温泉に浸かっていた（この時アローラリーグに来ていたムサシたちは別個体のヌイコグマをキテルグマの子供のヌイコグマと勘違いしていた）。ムサシのミミッキュやコジロウのヒドイデとも親しくなっており、最終話（第146話）では彼女たちと仲良く遊んでいた。
母親同様に並外れた身体能力を持っており、母がヘリコプターから外したプロペラ（ハニー蜜を届けた後、施設内の大樹の上に置いていった）を、自分の手で回して飛ぶなどの芸当を見せている。
PM2で再登場し、第37話では母のキテルグマ・ミミッキュ・ヒドイデと共に木の実を集めていた。第76話ではムサシたちと久々の再会を果たした。

ドデカバシ
声 - 石塚運昇（第132話ではライブラリ出演）、三宅健太（第97話のみ）
メレメレ島に住んでいるツツケラ、ケララッパたちのリーダー。サトシのモクローの育ての親でもある。第18話では再登場を果たしており、第97話ではサトシのモクローに「タネマシンガン」を伝授していた。アローラリーグではキャモメからの伝言を聞いて、モクローの応援に駆け付けた際に、「フェザーダンス」を伝授した。その後はモクローのバトルを観戦し、勝利を見届けると巣に帰って行った。

ペルシアン（アローラの姿）
とある貴婦人に飼われているポケモンで、貴婦人が目を離した隙にフラフラと出掛けては、他のポケモンにちょっかいを出す。サトシがニャビーをゲットする前からいじめていた。他にもピカチュウや小さくなったサトシたち、ナギサ（スイレンがゲットしたイーブイ）を襲ったこともある。サトシたちが小さくなった時に襲った時は、助太刀に現れたマオのアマージョに敗北している。

ムーランド
ニャビーと暮らしていた年老いたムーランド。高齢のため自分ではほとんど動けないため、ニャビーからきのみを貰っていた。第21話では寿命を迎え、ニャビーの前から姿を消す。劇中で初めて死別が描かれたポケモンである。第32話の課外授業で、サトシが老ムーランドのことを思い出していた。第108話ではカプ・レヒレの起こした霧の影響でニャヒートと再会し、彼に「だいもんじ」を伝授した。カプ・レヒレの霧が晴れると共に去って行った。

カプ・テテフ
声 - 清水理沙
アーカラ島の守り神と呼ばれるポケモン。ライチによると、性格は無邪気で残酷な面もあり、弱い相手にも容赦しない気分屋。性格としぐさは女の子のよう。
SM第20話で初登場し、通りすがりにボロボロだったサトシを鱗粉で治した。第37話で、夜中にサトシの元を抜け出し特訓していたイワンコを、笑いながら完膚なきまで叩きのめしている。その後グラジオとライチのルガルガンが瀕死のイワンコを連れてくると、なぜか回復せず激怒し、襲い掛かるが、サトシとルガルガンたちが立ちはだかり、考えが一転。彼らをドレインキッスで体力を吸収し、イワンコを救った。SM第51話では日輪の祭壇にてコケコ、ブルル、レヒレと共に再登場し、コスモウムをソルガレオに進化させた。第107話で再登場。カキのリザードンとバトルし、敗北する。アローラリーグにアクジキングが現れた時はコケコ、ブルル、レヒレと共にアクジキングの動きを封じ島キングと島クイーンがアクジキングを元の世界へ返すよう協力した。エキシビションマッチでコケコに呼ばれブルル、レヒレと共に現れ、Zワザを再び使えるようにさせた。その後、鱗粉をばら撒きその場を去って行った。

ヤレユータン
声 - 石塚運昇（第86話まで）
メレメレ島の森の中に店を開いているポケモン。面倒見が良く、店に迷い込んできた人間の愚痴を聞いたりしているが、バトルの実力もかなり高い。マオの父からは「先生」と呼ばれており、アイナ食堂が開店したばかりのころに森で迷って怪我をしていたところを看病し、メニューに関する悩みを解決させるきっかけを作ったほどである。実際、アイナ食堂に出されているパイルジュースは元々このポケモンの味を参考にしている。キテルグマとは顔見知りで、互いに食料を分け与えていた。その後はマオがほしぐもの「テレポート」で飛ばされるシーンで登場したり、第62話でやけになっていたニャースの愚痴を聞いたりしていた。ポケモンパラダイスリゾートの常連らしく、サングラスをかけてリゾートへ向かう船に乗っていた。第121話では店の手伝いをしてくれたマオにZリングを渡した。人間たちやニャースからは「マスター」と呼ばれている。
また、ムサシたちがアローラリーグに行っている間、彼を模したロボットがキテルグマ親子にパイルジュースを飲ませていたが、キテルグマ親子が温泉から出入りするたびに繰り返していたためとうとう壊れてしまった。

コスモッグ→コスモウム→ソルガレオ
メレメレ島の森の中で眠っていたポケモンだが、ロトム図鑑のデータには「データ無し」とされている。バーネット博士はウルトラビーストの一種ではないかと推測している。夢の中でソルガレオとルナアーラから世話をしてほしいとサトシの前に現れ、現実の森でカプ・コケコに導かれたサトシと出会い、そのままポケモンスクールに連れ込むが、実は正夢であり、「テレポート」でメレメレ島にテレポートしており、カプ・コケコがサトシを誘導している間は、テテフとレヒレが介護していた。リーリエから星と雲のようにふわふわ浮いていることから、「ほしぐも」と名付けられた。ムサシたちからはドガースの進化前のポケモンと推測されており、コジロウが「プチドガス」と名付け、コスモウムの時は「カタドガス」と名付けたが、ソルガレオへと進化したのを見てムサシとニャースから間違いだったと攻められた。
性格は甘えん坊で生まれたての赤ん坊のように、ちょうおんぱ級の大声で泣き叫んだり、よちよち歩きのような行動をとっている。金平糖が好物。触れた相手が思った場所に飛ばす「テレポート」を使う。
第50話でコスモウムに進化するが、ロトム図鑑のデータには無かった。進化してからは動かなくなった（本来、その体は途方もなく重いのだが、周囲の様子に合わせて体を浮かせているのか、サトシが手で持ち上げられるほど、軽くなっている）。マーマネ曰く「金平糖の食べ過ぎで自分も金平糖になった」（マオから「そんなわけないでしょ」と突っ込まれた）。
第52話でアローラの守り神たちの歌の力でソルガレオへと進化。サトシが放ったZワザ「サンシャインスマッシャー」でウルトラホールを開き、サトシたちを乗せてウルトラホールの先へと飛び立つ。そして、共に元の世界に帰ると一度サトシたちの前から姿を消した。ククイ博士とバーネット博士の結婚式の最中にサトシたちに再び姿を見せ、彼らから別れの言葉を聞くとそのまま空の彼方へ飛び去っていった。
ソルガレオに進化してからは一回り成長したが、本来のほしぐもの甘えん坊な一面は変わっていなかった。また、「メテオドライブ」で水晶の壁を破壊したり、サトシたちを乗せて高く飛び上がったり、はがねタイプであるためにマザービーストの毒の沼を怯むことなく平然と渡るなど、バトルの実力だけでなく、持久力や耐久力も上がっている。
第87話ではウルトラホール内でネクロズマに襲われ傷づいたが、すぐさま追いつき、電磁ネットの破片に当たりそうなところで現れ、サトシたちと再会。ネクロズマに取り込まれたルナアーラを救うべく奮闘し、「メテオドライブ」でダメージを与え分離に成功するもロケット団の特殊部隊「マトリ・マトリックス」に襲われ、ダメージを受けた直後、海から浮上してきたネクロズマに今度は自分が取り込まれてしまう。その後回復したルナアーラと共に救出に来たサトシたちのZパワーを浴びて分離、マオの与えたオボンのみによって取り込まれた際の体力を回復し、サトシが放ったZワザ「サンシャインスマッシャー」で同時にグラジオが放ったルナアーラの「ムーンライトブラスター」をネクロズマに与え、力を取り戻すことに成功した。最終話（第146話）で偶然サトシと再会し、そのままウルトラホール内でウルトラビーストたちを助けていた。
PM2ではサトシの手持ちではないものの、他のポケモンたちと共にピカチュウを応援した。

カプ・ブルル
声 - 石塚運昇
ウラウラ島の守り神と呼ばれるポケモン。第51話で初登場し、日輪の祭壇にてコケコ、テテフ、レヒレと共にサトシたちの前に現れ、コスモウムをソルガレオに進化させた。第75話で再登場し、サトシたちの修行の相手になった。性格はものぐさで昼寝好きだが、バトルでは一転して能力で生やした大木を振り回す豪快さを見せる。モクローはカプ・ブルルの角の間が気に入ったらしく、そこに入って寛いだり昼寝をしており、似た性格から互いに馬が合う様子でもあった。アセロラからは面倒くさがりだが動けば頼りになるところがクチナシと似ていると評されている。
第75話ではサトシがクチナシの大試練に挑むための特訓相手としてアセロラから紹介される。最初はサトシからの頼みを聞いても相手にしなかったが、サトシの実力を認めると、モクローに対しては自らの特性・グラスフィールドで生やした木々を通じてエネルギーを与え、はっぱカッターを習得させたり、バトルを通じてルガルガンにストーンエッジを習得させるなどサトシたちの成長に大きく寄与した。第77話ではサトシとクチナシの大試練を空から見守り、第2戦を終えて疲労がたまるルガルガンにオボンの実を渡し援護した。アローラリーグにアクジキングが現れた時はコケコ、テテフ、レヒレと共にアクジキングの動きを封じ島キングと島クイーンがアクジキングを元の世界へ返すよう協力した。エキシビションマッチでコケコに呼ばれテテフ、レヒレと共に現れ、Zワザを再び使えるようにさせた。
カプ・レヒレ
声 - 藤村知可
ポニ島の守り神と呼ばれるポケモン。51話でカプ・ブルルと共に初登場し、日輪の祭壇でサトシたちの前に現れ、コスモウムをソルガレオに進化させた。死者を映し出す霧を出す能力もあるが、ハプウによると「二度目の別れが来た訪れた時、その辛さに堪えぬ者は二度と戻らなくなる」とのこと。
第105話ではサトシとグラジオのバトルを見届けた後、どこかに去って行った。第107話ではカキに試練を挑ませ、「ヒコウZ」を渡した。第108話ではサトシのニャヒートをムーランドに、マオを母に、ハプウを祖父に会わせた。そして、ハプウを島クイーンとして認めた。アローラリーグにアクジキングが現れた時はコケコ、テテフ、ブルルと共にアクジキングの動きを封じ島キングと島クイーンがアクジキングを元の世界へ返すよう協力した。エキシビションマッチでコケコに呼ばれテテフ、ブルルと共に現れ、Zワザを再び使えるようにさせた。

ルナアーラ
ソルガレオと対となる月輪ポケモン。第44話で登場した個体と同一なのかは不明。
第87話でソルガレオと共にウルトラホールを彷徨っている最中、突然現れたネクロズマに襲われ、ソルガレオに庇われながらサトシたちの世界へ逃げてきた。その後も追いかけてくるネクロズマにウルトラオーラを吸収されながら、遂にはネクロズマに取り込まれてしまう。しかし、その後ソルガレオの「メテオドライブ」を受けて分離され、自身は瀕死のダメージを受け近くの島に落下、ウルトラガーディアンズに保護される。ポケモンスクールの地下基地に運ばれ、バーネットとビッケの手当てを受ける。その後サトシたちの持つZクリスタルのエネルギーの光を浴びて回復した。その後サトシたちと協力してウルトラホールを開き、ベベノムたちの住む世界への道を繋げ、ネクロズマに取り込まれたソルガレオを救出するため立ち向かう。サトシがネクロズマにZパワーを与える提案をし試みたが、その際グラジオに「ルナアーラZ」を渡し、ソルガレオと一緒にZ技を放った。

ネクロズマ
第87話でとあるウルトラホールの世界に眠っていた謎のポケモン。ソルガレオとルナアーラの前に姿を現した。正体が発覚するまで、エーテル財団からは「UB： BLACK」というコードネームで呼ばれている。ウルトラガーディアンズの攻撃を物ともせず、ソルガレオ、ルナアーラと互角以上に渡り合う能力を秘めている。
その正体は「かがやきさま」の伝説に登場していた「かがやきさま」そのものであり、ベベノムたちの住まう世界の神のような存在であった。ある時突然巨大隕石が降り注ぎ、それを破壊すべく全ての力を出し尽くし隕石を破壊したが、同時に力を失い、さらには輝きをも失い、黒ずんだ状態のまま眠りについてしまい、ベベノムたちの世界もお互いに光を分け与えなければ生きていけないようになってしまう（そのため、サトシのベベノムが住み良い新天地を探すべく、ウルトラホールを通ってアローラ地方に現れた）。そんな中、偶然先述のソルガレオとルナアーラの出現によりネクロズマにとっての転機を迎え、ソルガレオかルナアーラのどちらかの光を蓄えて、力を取り戻して世界を再生しようとしているが、サトシはネクロズマとアローラのどちらも救う方法を選び、ウルトラオーラと密接な関係のあるZクリスタルの光を浴びせられる。壁画に残されてある紋章と同じものが背中に刻まれている。
眠りから覚めた後はアローラ地方に発生していたウルトラオーラを吸収、それによりアローラ地方の大人たちが無気力になる事件が発生した。執拗にルナアーラを追いかけながらアローラ地方に現れ、ルナアーラのウルトラオーラを吸収後ルナアーラを取り込み、あかつきのつばさとなるも、ロケット団の特殊部隊「マトリ・マトリックス」と駆けつけたソルガレオに阻まれ、ルナアーラから分離し海へ落ちるもののすぐさま浮上し、今度はソルガレオを取り込んでたそがれのたてがみとなり、ソルガレオを取り込んだままウルトラホールへ去っていった。
第90話では「かがやきさま」（ウルトラネクロズマ）の本来の姿となり、荒れ果てたベベノムたちの世界を元に戻した。

ジジーロン
声 - うえだゆうじ
第59話から登場。メレメレ島の森に住んでいるポケモン。マオとスイレンとは仲良しで「森のおじいちゃん」と呼ばれている。一見すると穏やかな性格だが、ロケット団のような悪人には容赦なく襲ってくる。
その後も何度か登場しており、ほしがりラプー（ゲンガー）に木の実を取られたり、プリンの歌で眠った後に落書きされたりした。第121話ではヤレユータンの店の客として登場。第122話ではムサシたちとマトリにゲットされかけたが、彼女らがキテルグマ・ヌイコグマ親子に連行されたため助かった。ハバンの実が大好物。

メルタン→メルメタル
声 - 三宅健太
第109話のラストに登場した幻のポケモン。多数の個体が登場しているが、現れた理由は不明。
どこからか紛れ込んだらしく、船内の倉庫で金属を食べていた。第111話で再登場。倉庫内の金属やコジロウが購入した金属部品、マーマネの工具、コジロウの王冠（不味かった模様）まで食べた。途中で何体かの群れに分かれてしまったが、アローラガーディアンズのベースで合流し、機器を食い荒らしてはピクシーを困らせていたが、全員ネジなどの金属をエサにピクシーに飼いならされた。その後も登場するたびに数が増えていっている。また、一匹がサトシのモクローに懐き、そのままゲットされた。ムサシたちからは「メカラビ（目からビームを撃つヤツの略）」と呼ばれている。アローラリーグ決勝戦前の夜には、サトシのメルタンの知らせを聞いた大量のメルタンたちが海を渡ってアローラリーグに訪れ、サトシのメルタンと合体してメルメタルに進化した。

##### ウルトラビースト
アローラ地方で開かれるウルトラホールと呼ばれる異次元の穴から現れる異世界の生物。第61話からバーネットの研究によりポケモンとして定義づけることになった。
ウツロイド
かつてザオボーのミスによって異世界から現れたウルトラビースト。過去にリーリエを襲い、彼女がポケモンに触れなくなった原因を作った。
ザオボーやグラジオからは「UB01 パラサイト」のコードネームで呼ばれていた。第55話にてエーテル財団から、名前を付けた方がわかりやすいという提案が出され、正式に名前が付けられ、ロトム図鑑のデータにもアップデートされた。
第50話ではほしぐものパワーを利用したザオボーの発明で再び呼び出されるも、ザオボーを軽くあしらった後ルザミーネを攫い、異世界へ去っていった。
異世界ではルザミーネと融合した姿でサトシたちの前に現れる。最後はサトシとピカチュウの「1000まんボルト」を受け敗北。ルザミーネが解放された後はどこかへ去っていった。
相手のポケモンの体力を奪ったり、攻撃を受け流すことができる。

マッシブーン
第61話に登場。ウルトラガーディアンズ結成後に最初に出現したウルトラビースト。ウツロイドとは異なり、コードネームではなく最初から名前で呼ばれている。メレメレの花園から偶発的に開いたウルトラホールから突然現れた。ダンプカーを一撃で粉砕するパワーを持ち、巨体に似合わぬスピードを持つ。また空腹になるとほかのポケモンから血液を吸い取る。サトシのピカチュウやキテルグマと互角に戦えるが、本人は筋肉を見せ付けたいだけのようであり、偶然にも自分と同じ筋肉質で体色と同じ赤いウルトラガーディアンズの衣装を着ていたカキと筋肉の見せあいとなり、その隙にサトシに捕獲され、ウルトラホールへ返された。第67話ではベベノムの回想で登場している。

テッカグヤ
第69話に登場したウルトラビースト。200年前のメレメレ島の上空から自然発生したウルトラホールから出現し、そのまま観光名所予定地の「バンブーヒル」の地中に潜り、エネルギー源となるガスを生成するために、土の養分を吸いながら生きながらえてきたが、同時に辺りに生えていた植物の育ちが悪くなり、さらに噴射に必要なガスがたまって打ちあがる際、辺り一面を焼け野原にするほどの爆発力を持っている。また、月が出ている際、時折にっこりと笑ったりすることもある。名前もアローラの人々にとっては御伽噺で有名な「星舟カグヤ」にちなんで、この名前となった。
家族とお月見に来ていたマーマネによって偶然発見され、自分の好きな御伽噺の「星舟カグヤ」のカグヤではないかと予測し、スクールのみんなと協力し掘り起こされるが、ウルトラオーラが検出されたため、ウルトラビーストだと判明し、噴射による被害を食い止めるためにウルトラガーディアンズが出撃することになる。噴射のための養分を蓄えている最中だったため、ウルトラボールでゲットすることはできず、噴射寸前の状態だった。途中ロケット団の妨害もあったものの、リーリエの機転により、防御壁を作って、周囲の被害を最小限に抑えて無事に打ちあがり、月へ去っていった。

ズガドーン
第78話でデンジュモクと同時に登場したウルトラビースト。メレメレ島の海岸周辺のウルトラホールから出現し、サトシたちが見物していたメレメレ島花火大会の最後の大花火が終わった直後に乱入してきて、観客を驚かせた。人々を驚かせてそれをエネルギーに変換する能力を持つ。リーリエから「よほどの目立ちたがり屋」と称された。サトシから名前が付けられるまで「花火マン」と呼ばれていた。頭を爆発させていたことで、偶然別のウルトラホールが近くで発生してしまい、デンジュモクが出現する要因を作ってしまい、サトシたちがデンジュモクと対峙している最中に乱入しデンジュモクと対立。お互い自分以上のパフォーマーだと認識し、パフォーマンス合戦を始めるが、サトシが考案した自分たち以上のパフォーマンスに魅了してしまい、そのままルガルガンの「ラジアルエッジストーム」を受け、弱ったところをリーリエに捕獲され、元の世界に返された。

デンジュモク
第78話でズガドーンと同時に登場したウルトラビースト。ズガドーンの爆発の影響で発生したウルトラホールから出現した。電気が好物であり、サトシたちが近づいた途端に電撃を放したり、送電施設の電気の供給が切れると怒るなど気性が荒い。ピカチュウたちの電気につられているうちにゲットされそうな瞬間、ズガドーンが乱入し対立。お互い自分以上のパフォーマーだと認識し、パフォーマンス合戦を始めるが、サトシが考案した自分たち以上のパフォーマンスに魅了してしまい、そのままルガルガンの「ラジアルエッジストーム」を受け、弱ったところをスイレンに捕獲され、元の世界に返された。

ツンデツンデ
第85話に登場したウルトラビースト。内部に落ちてしまうと無数の目に見つめられ、落ちた者に多大なトラウマを残す。ポケモンスクールの跳び箱に擬態していたところを、サトシたちにゲットされそうになるが、トリッキーな動きでウルトラボールかわす。その後、ブルガンタワーのブロンズ像の台座に擬態し、ブロンズ像が頭部に乗ったことで暴走を始める。サトシとピカチュウの活躍によってブロンズ像が外れたものの、それでも暴走を続け、サトシに止めるように言われると大人しくなった。リーリエによると「乗りこなした者の言うことを聞く」らしい。そして、サトシに捕獲され、元の世界に返された。

アーゴヨン
声 - 鳳芳野
第89話に登場したウルトラビースト。ベベノムの進化系であり、彼らのリーダー。年老いているため、力が発揮できないほど弱っている。テレパシーで会話やイメージを見せることができ、人間のことは「針の無い者たち」と呼ぶ。事件後はサトシのベベノムと暮らすようになる。

アクジキング
声 - 三木眞一郎
第99話に登場したウルトラビースト。ディアのいる平行世界のアローラに突然現れ、ビルや山などをすべて食い尽くした。
かなりの耐久力を持ち、本来弱点であるゼラオラの「インファイト」を受けてもビクともしないほどのタフさを見せる。口上の頭部が急所。
最後はカプ・コケコの「エレキネット」で身動きが取れなくなり、サトシのピカチュウとディアのゼラオラのZワザで急所を食らい、そのまま元の世界へ戻された。
後にアローラリーグ表彰式に現実世界に現れる。第140話で色違いの個体が2体登場している。サトシと戦った方の個体は島キング・島クイーン、1体の色違いはポケモンスクールの生徒・グラジオ・ハウ、もう1体はサトシとロイヤルマスクのZワザによって元の世界へ返された。本編で唯一（サトシ以下、誰もウルトラボールを持っていなかったため）捕獲されなかったウルトラビーストである。

フェローチェ
第113話に登場したウルトラビースト。突如現れ、人々からZクリスタルを奪っていった。目にも止まらぬスピードの持ち主。ロケット団のニャースが一目惚れするほどの美貌だが、本人は最初からニャースに興味がなく、ただそれを利用していただけだった。最後はニャースを利用したことに怒ったキテルグマの渾身の一撃を受けて敗北する。直後にサトシにウルトラゲットされ、元の世界に返された。

カミツルギ
声 - 浪川大輔
第124話に登場したウルトラビースト。空間を切り裂いて開いたウルトラホールから現れた。切れ味はかなりのもので、草木はもちろん、金属系のもの（ブルガンの銅像や金庫、ウルトラボール、さらにはムサシたちのメカまで）も簡単に切り裂いてしまう。隕石が衝突しかけた時も簡単に切り裂いた。バトルの実力も高く、本来相性で不利なカキのガラガラとも一騎打ちするほど。事件後は自らウルトラホールを開け、元いた場所に帰っていった。

#### テレビアニメ第7シリーズに登場
ミュウ
声 - 山寺宏一
PM2第1話に登場。ゴウが幼い頃に出会った幻のポケモン。ゴウがポケモントレーナーになるきっかけとなったポケモンでもある。非常に無邪気な性格。瞬間移動や多彩な技、変身が得意。20話で再登場し、ルギアに変身してムサシたちに捕まったピカチュウたちを助けた。134話で再登場し、ゴウたちとバトル（本人は遊びのつもり）する。

ガルーラ
声 - 飯豊まりえ（子供）
第1話に登場。一人ぼっちだったピチュー（後のサトシのピカチュウ）と出会った複数のガルーラの内の一組の親子。しばらくの間ピチューとは家族のような関係となる。ある日子供の方が崖から転落しかけたがミュウに助けられた（この場面はゴウたちに目撃されている）。さらに時が過ぎてピチューが成長したために親の方のガルーラに負担がかかってきており、それを悟ったピチューがガルーラ親子が寝ている間にどこかへ行く形でピチューと別れることとなった。
ルギア
第2話に登場。クチバシティの港に現れた伝説のポケモン。伝説のポケモンというだけあってバトルの実力は相当なものだが、性格は至って温厚。テレパシーで会話することもできる。135話で再登場し、サトシとゴウの前に現れ彼らに勝負を挑み、サトシとゴウが旅に出るきっかけを作った。

クスネ→フォクスライ
声 - 真堂圭、清水理沙、千本木彩花
第4話に登場。ヒバニーの仲間の3匹のポケモンたち。かつてヒバニーと共に暮らしていたが、ゴウから世界の広さを知ったヒバニーを後押しする。その後、127話で再登場し、進化したエースバーンと再会を果たす。その後、ムサシたちと手を組んだニャイキングとその子分のニャース（ガラルのすがた）2匹を相手にフォクスライに進化し、エースバーンたちと共に撃退。事件後はニャイキングたちとも和解した。
ヤドキング
声 - 堀内賢雄
ヤドンの島に住むヤドンやヤドランの群れのリーダー。うどんが大好物。頭に被ったシェルダーで相手を操る能力を持つ。97話で再登場しガラルヤドンたちのリーダーのガラルヤドキング（声 - あばれる君）と出会う。

ザシアン、ザマゼンタ
ガラル地方の「伝説の英雄」とされていたポケモンたち。第42話で初登場し、ザシアンはサトシ、ザマゼンタはゴウの前にれきせんのゆうしゃのすがたで現れた。
第45話で再び姿を現し、ゴウが持って来たくちたけんとたてで、けんのおうとたてのおうに変化。ムゲンダイナの暴走を止めるべくサトシたちに協力する。そして、役目を終えるとそのままどこかへ去っていった。
第46話のアバンにて森のポケモンたちを見守っていた。

ダークライ
声 - 光部樹
第74話・第75話に登場。悪夢を見せるという幻のポケモン。実は悪いポケモンではなく、クレセリアを守るためだった。一度はムサシたちに苦戦するも、クレセリアの「みかづきのまい」で回復し、「ダークホール」でムサシたちを眠らせる。その後、力尽きたクレセリアを助けるために「あくのはどう」で雲を晴らし、「みかづきのまい」で回復させた、しんげつ島へ帰った。

クレセリア
声 - 清水理沙
第74話・第75話に登場。ムサシたちによって傷ついたところをヒカリとコハルに助けられた。その後、ダークライをムサシたちから助けるために「みかづきのまい」を使い力尽きるも、ダークライが「あくのはどう」で雲を晴らしたことで「つきのひかり」によって回復し、まんげつ島へ帰った。

ラティアス
声 - 真堂圭
「めざせポケモンマスター」第1話から登場した伝説のポケモン。ポケモンハンターから逃げるため傷ついていたところをサトシに助けられた。以降の話でラストに登場するようになっている。第9話で再びサトシの前に姿を現し、第10話で仲間のラティオスを助けるよう頼む。

## 語り
ナレーション
声 - 石塚運昇（SM第91話まで〈第85話と第86話は除く〉、遥かなる青い空、MV第1作 - 第22作）、中川慶一（SM第85話・第86話・第92話 - 第94話）、山寺宏一（劇場版の予告編）、堀内賢雄（サイドストーリー・OVA・SM第95話以降、MV第23作）、中村悠一（PM2の第46話アバン）
全シリーズに登場し、主に各話序盤と終盤のみの登場。XY編までは冒頭に「サトシたちは〜」などで始まることが多く、最後に「つづく」や「まだまだつづく」などで締めるのが定番だが、言わない時もある。PM2の第14話以降は冒頭にサトシとゴウの夢が語られ、「これはそんな二人の日常と冒険の物語である」で始まるようになった。劇場版でも大半で冒頭のアバンで登場している。しかしSM第16話、第21話、第71話のようにポケモン視点、ポケモンのみの登場では話の最中に解説したり、新無印では過去の人物が登場した際は紹介することがある。SM第45話から第55話までは、ナレーションは中止され、代わりに第48話以外の各話冒頭にリーリエが前回の内容を回想するシーンが挿入された。SMではこれ以外の一部の回はたまに登場しないことがある。石塚の死去に伴い、SM第85話、第86話、第92話 - 第94話は中川が代役として演じ、第95話以降は堀内が演じるようになった。PM2の第46話の劇場版風のアバンでは中村（サクラギ博士）が担当した。「遥かなる青い空」では石塚がライブラリ出演により再び担当している。
PM初期はややテンションが高めで視聴者にも向けて話すこともあったが、途中からテンションが低くなっている。基本的に作品世界には一切関与しないが、XY第18話など作品のストーリーに巻き込まれることも極稀にある。基本サトシらがナレーションに反応することは少ないが、稀にカスミやハルカがナレーションの語りに反発したり、PM2第106話ではムサシらがナレーションに対して会話をしていた。119話ではラジオ番組「今日はあんたがスピードスター」のスポンサーを務めていたことが判明した。
短編映画やサイドストーリー、OVAなどでは声優が変更されることがある。また、堀内演じるナレーションはポケモンの通訳も兼ねており、本編のSM第126話でもポケモン視点のストーリーのため、登場するポケモンたちの通訳も行っている。

## ミニコーナーに登場
マツマル
声 - 松丸亮吾
テレビアニメ第7シリーズの「ひらめきゲット! Let's ポケなぞ!!」に登場。
ケロマツの姿を模した帽子を被って背中に羽をつけてネクタイをした男性。なぞときトレーナー。
声を担当する松丸はバラエティ番組『ポケモンとどこいく!?』でMCとして出演している。
コダック
テレビアニメ第7シリーズの「ひらめきゲット! Let's ポケなぞ!!」に登場。